# 近畿日本鉄道の車両形式
1. 10000系「ビスタカーI世」
2. 18000系

近畿日本鉄道の車両形式（きんきにっぽんてつどうのしゃりょうけいしき）では、近畿日本鉄道（近鉄）が保有する鉄道車両の形式と、その分類法及び特色について記す。

## 共通事項
車両面においてはあらゆる面で評価が高く、鉄道友の会の「ブルーリボン賞」や「ローレル賞」のほか、「グッドデザイン賞」、「ブルネル賞」などを受賞した車両が多い。
車内の製造銘板は、アクリル板製で赤帯に黒文字の「（社章）近畿車輛」（1988年製まで）か、ステンレス製で青文字の「KS（ロゴ） 近畿車輛 KINKI SHARYO」（1989年製以降）のみで、製造年の表示はしていない。ただし、車外の製造銘板では製造年が書かれている。これは京都市営地下鉄の車両も同じである。
運転台は貫通式を基本としており、幌を取付けて通り抜けできるようにしている。ただし、21000系以降の特急車については汎用タイプ除き非貫通式（50000系は非常口を設置）、通勤車については地下鉄直通仕様車両（貫通路に代えて非常口を設置）と特殊狭軌線を除き貫通式である。特急車の場合は12000系（南大阪・吉野線用は16010系）以降の形式で、幌カバーを採用する。
標準軌線に所属する車両は、特急車と通勤車で電気機器と空気機器の配置が左右逆となっていることに加え、通勤車では所属路線ごとに細部が異なる（例えば、近鉄では車体の向きに1位・2位が存在するが、奈良線系・京都線系・南大阪線系では大阪と逆の方が1位、他の各線では大阪または名古屋側が1位となる）。狭軌線所属車両も特急車と通勤車で機器配置が大きく異なっていたが、26000系以降に製造された狭軌線用特急車では概ね共通化されている。また、標準軌線と狭軌線の通勤車同士でも機器配置が大きく異なる。
1972年から1975年にかけて、運転台機器の形状を車両の新旧問わず統一した。この標準形運転台は特急車は21000系まで、通勤車はシリーズ21登場直前まで採用された。これは車両によって異なっていたメーター類や自動列車停止装置 (ATS)、列車種別選別装置などの表示灯の位置を統一し、乗務員の取り扱いに間違いがないように配慮したものである。ただし、マスコンの仕様が使用路線で異なるなど完全に統一されてはいない。標準形運転台付の車両はブレーキ装置についてもほぼHSC系に統一されている。
警笛は、自動車の警笛に似た電気笛（ハイウェーホーン）と、高低2音吹鳴の空気笛（ダブルタイホン）を併用しており、近鉄電車の大きな特徴となっている。さらに21000系以降の特急車では音色の異なる電気笛を装備している。
日本において、20m以上の長さで片側に4つの扉を備えた車体を持つ標準軌の通勤電車を運行しているのは近鉄と京都市営地下鉄のみである。また、車両長はJRの通勤・近郊・一般型電車より長い21m級を標準としている。
日本の多くの鉄道会社では車掌スイッチは下のボタンが「開」、上のボタンが「閉」となっているが、近鉄では逆になっている。近鉄線に乗り入れる阪神電気鉄道の車両はレバーを上下する（上に押すと開き、下に引くと閉まる）方式なっており統一されていない。なお、これは京都市営地下鉄の車両についても同じである（大阪市高速電気軌道〈Osaka Metro〉については不明）。
旧・南海鉄道から引き継ぎ、一時的に近畿日本鉄道の所属となった車両及び、南海鉄道が近畿日本鉄道に併合されていた時代に旧・南海鉄道線向けとして製造・購入された車両に関しては、南海電気鉄道の車両形式ならびに阪堺電気軌道の項目を参照のこと。
なお、前述のように車両史に残る名車を数多く輩出しているが、自社での保存車両は五位堂検修車庫のデボ1形や高安検修センター内の18400系・3000系のカットモデルとごく少数に限られている。これは、関西・東海の鉄道事業者が運賃収入に結び付きにくい車両の保存に消極的であることや、車両新造の際、廃車となった車両から機器流用を行うことが多かったことが理由に挙げられる。

### メーカー
新性能車以降での主制御装置のメーカーの分布は路線ごとに異なり、かつては奈良・名古屋・南大阪線系統は日立製作所、標準軌特急車と大阪・京都線系統は三菱電機と棲み分けがなされていた（一部他社製のものを採用するなどの例外があった）が、現在では、奈良・京都・大阪・名古屋線と1986年に開業したけいはんな線では日立と三菱が混在（後述の80000系の一部を除く標準軌線区の特急用車両、急行用クロスシート車5200系列・5800系、および京都市営地下鉄直通用の3200系はすべて三菱、同じく京都市営地下鉄直通用の3220系はすべて日立）、南大阪線は特急車を含めてすべて日立である（6800系が唯一三菱であった）。
富士電機製や東芝（補助電源装置や特急車の冷房装置などで実績あり）製の制御器は一度も採用されていない。東洋電機製造（車両のパンタグラフおよび補助電源装置で実績あり）製の制御器も近畿日本鉄道となってからの採用例は6441系などごく少数のみである。
主電動機は原則として三菱製のものが採用されているが、一部に日立製や東洋製などの主電動機を装備した系列があった。近年では80000系の一部で日立製主制御装置と日立製主電動機の組み合わせが登場している。
近鉄の車両は原則グループ企業の近畿車輛（近車）製だが、西信貴ケーブル線の車両は日立製である他、内部・八王子線の付随車（三重電気鉄道引継車）には帝国車輛・日本車輌製造（日車）・ナニワ工機製のものがあり、1950年代前半（6421系）まで名古屋線向けは日車製であるなどの例外もある。内部・八王子線は経営分離により、6421系等は廃車によりすでに除籍されているため、西信貴鋼索線の車両を除けば2019年現在、自社保有車両は近畿車輛製に統一されている。前述した社以外の車両メーカーとの取引は、電気機器を納入している日立製作所を除き全くないが、過去には川崎重工業製の冷房装置を一部の特急車に採用したことがあった。
台車も基本的に近車が製造しており、1954年から1992年までは同社がスイス・カー・アンド・エレベーター (SWS) 社との提携によって開発されたシュリーレン式円筒案内軸箱支持機構を標準採用（特殊狭軌線と7000系、5200系、5209系を除く）、以降は近車独自開発の片持ち式積層ゴム支持による軸箱支持機構を備えたボルスタレス台車を採用している。このため、関西大手私鉄で唯一、日本製鉄（旧住友金属工業→新日鐵住金）製のFS・SS台車を採用していないが、近鉄成立以前の大阪電気軌道や参宮急行電鉄時代からシュリーレン式台車の実用化までは同社製品を主に使用していた。そのほか、伊勢湾台風直後の名古屋線改軌の際には、例外的に日車製円筒案内台車を複数購入している。なお、2017年には新日鐵住金製PQモニタリング台車の試用を行っている。

## 形式付与基準
近鉄は多岐に渡る車両構成ゆえに、車両形式の付与基準についての改廃が他社と比較しても非常に多い。
元々は1941年の関西急行鉄道成立時に線区・軌間ごとに形式を整理・区分して重複番号の解消を図った（当時は1000未満：奈良線・橿原線、1000 - 3000番台：大阪線、5000・6000番台：狭軌各線）のが現在の体系のルーツとなるが、過去に存在した全ての形式付与基準とその変遷を記す事は困難である。このため、現版においては現用されている規則のみを示す。
| モ | 2 | 2 | 2 | 0 | 2 |
| ↑  | ↑ | ↑ | ↑ | ↑ | ↑ |
| A  | B | C | D | E | F |

### A 記号
カタカナ1 - 2文字で車種と構造を表す。
- 車種：制御電動車(cM)および電動車(M)=モ、制御車(cT)=ク、付随車(T)=サ、ケーブルカー=コ。
- 車両構造：客車=（記号なし）、荷物車その他事業用車=ワ（かつては荷物車では「ニ」であったが事業用車と同一の記号に統合された）、無蓋電動貨車=ト

### B 10000位
ビスタカーI世（10000系）以降の特急車で使用する。
また、2024年から導入された8A系では、一般車として初めて5桁目の使用を開始している。10000位は路線番号を示している。なお、4は忌数のため使用していない。
- 1・2 - 大阪線、名古屋線
- 3 - 京都市営地下鉄烏丸線直通車
- 5 - 特殊車両
- 6 - 南大阪線
- 7 - けいはんな線
- 8・9 - 奈良線、京都線

### C 1000位
- 1・2 - 大阪・名古屋線（車両統一後は奈良・京都・橿原線も）
- 3 - 京都市営地下鉄烏丸線直通車
- 5 - 標準軌急行用クロスシート車
- 6 - 南大阪線
- 7 - けいはんな線
- 8・9 - 奈良・京都・橿原線（車両統一後は大阪・名古屋線も）

8A系では、アルファベットが使用され、編成両数や座席配置、外観、用途、機器や装置、その他管理上変更が必要な際に変更などで変更する。

#### その他
- （3桁） ： 独立支線
- （2桁） ： 事業用車両

### D 100位
- 系列番号は基本的に偶数(000,200,400,600,800)を使用し、電動車(M)の形式番号も偶数である。
- これに対し制御車(Tc)の形式番号は、幹線用なら系列番号に+100、支線用は-100する。
- 前系列に対し大規模な変更が行われた新系列は、前系列の番号に+200。
- 独立支線用車両は3桁に整理されており、現在は8:伊賀線、6:養老線、2:特殊狭軌線（内部・八王子線）となる。なお伊賀鉄道では東急電鉄から導入されている200系も同様の付番となる。
- 近鉄8A系では、編成位置を示す。奈良線では近鉄奈良より1.2.3〜、大阪線では大阪難波より1.2.3〜、名古屋線では近鉄名古屋より1.2.3〜、南大阪線では吉野より1.2.3〜など。[5]

### E 10位
- 前系列に対し中規模な変更が行われた新系列は、前系列の番号に+10。
- 増結用車両、1M方式の中間電動車、付随車の形式番号は系列番号に+50。
- シリーズ21の系列番号はxx20系。ただし大阪線投入車はxx51から番号がスタートしている。
- 近鉄8A系は10位と1位を使用し、編成番号を示している。[5]

### F 1位
- 系列番号と形式番号は0、製造番号は1である。
- 前系列に対し小規模な変更が行われた新系列は、系列番号に1～9を使う系列も存在する（例：1233系、1422系、625系など）。
- MM'ユニットで製造された電動車は先頭車と中間車のペアでも連続して付番される。

大半の系列は基本的には以上の規則・分類に従って付番されているが、改造による車種変更等で例外的に規則に従わない車両も存在する。

## 特急・団体専用車両

### 現有車両

#### 標準軌線シンボル特急車
- 50000系「しまかぜ」（観光特急）
- 80000系「ひのとり」
- 21000系「アーバンライナーplus」（登場時は「アーバンライナー」）
- 21020系「アーバンライナーnext」
- 23000系「伊勢志摩ライナー」
- 30000系「ビスタEX」（登場時はビスタカーⅢ世）
- 19200系「あをによし」（観光特急）

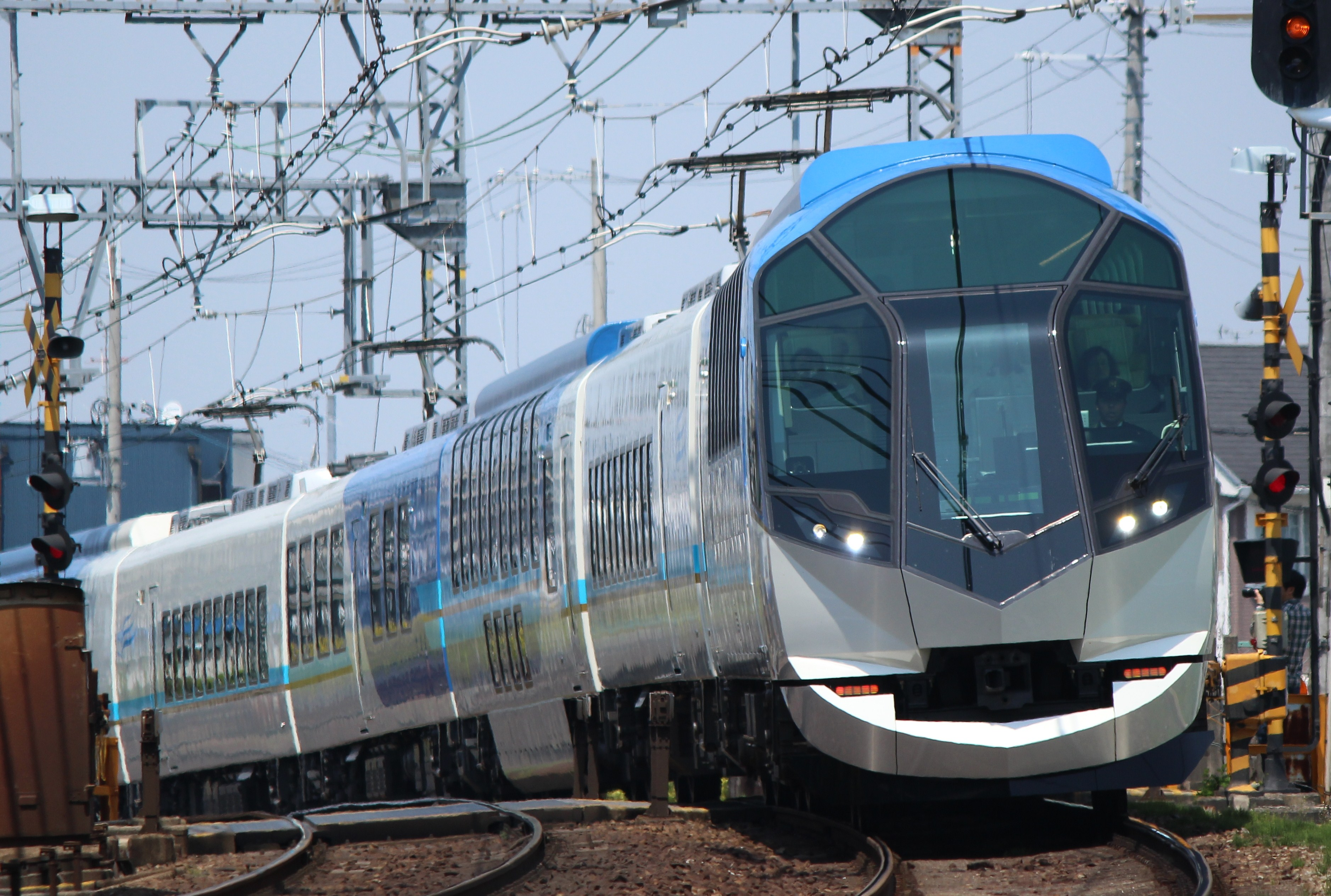
50000系「しまかぜ」
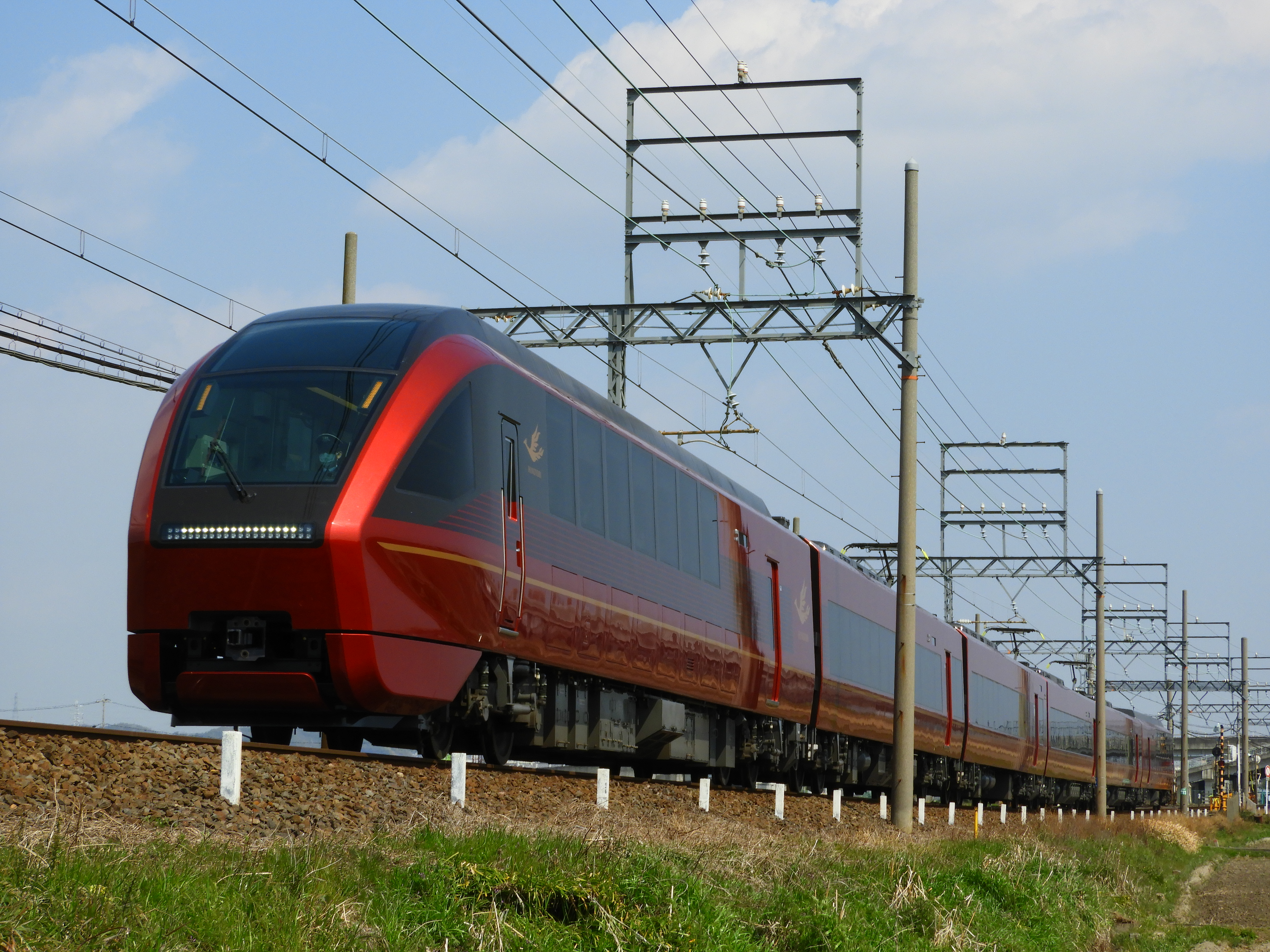
80000系「ひのとり」
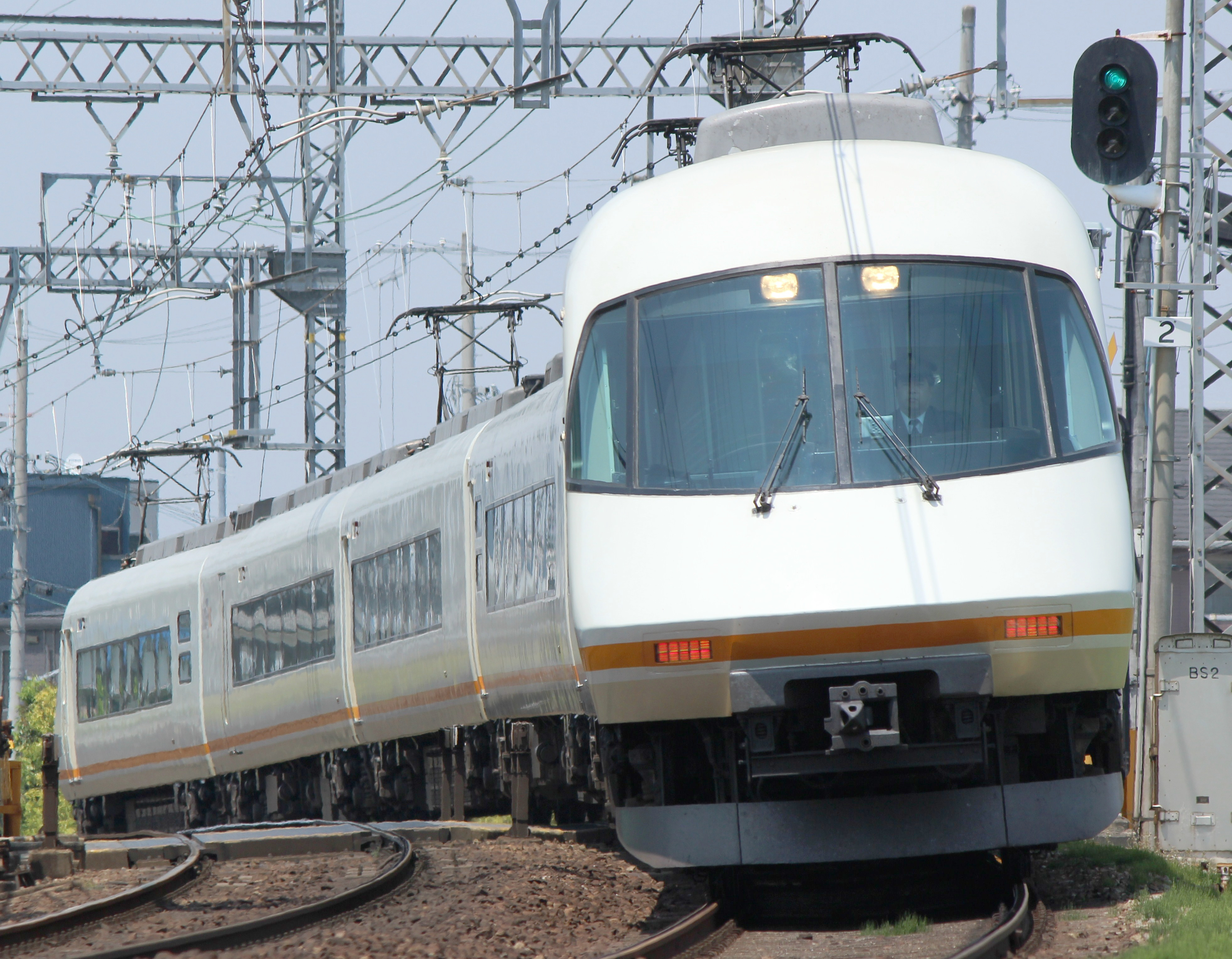
21000系「アーバンライナーplus」
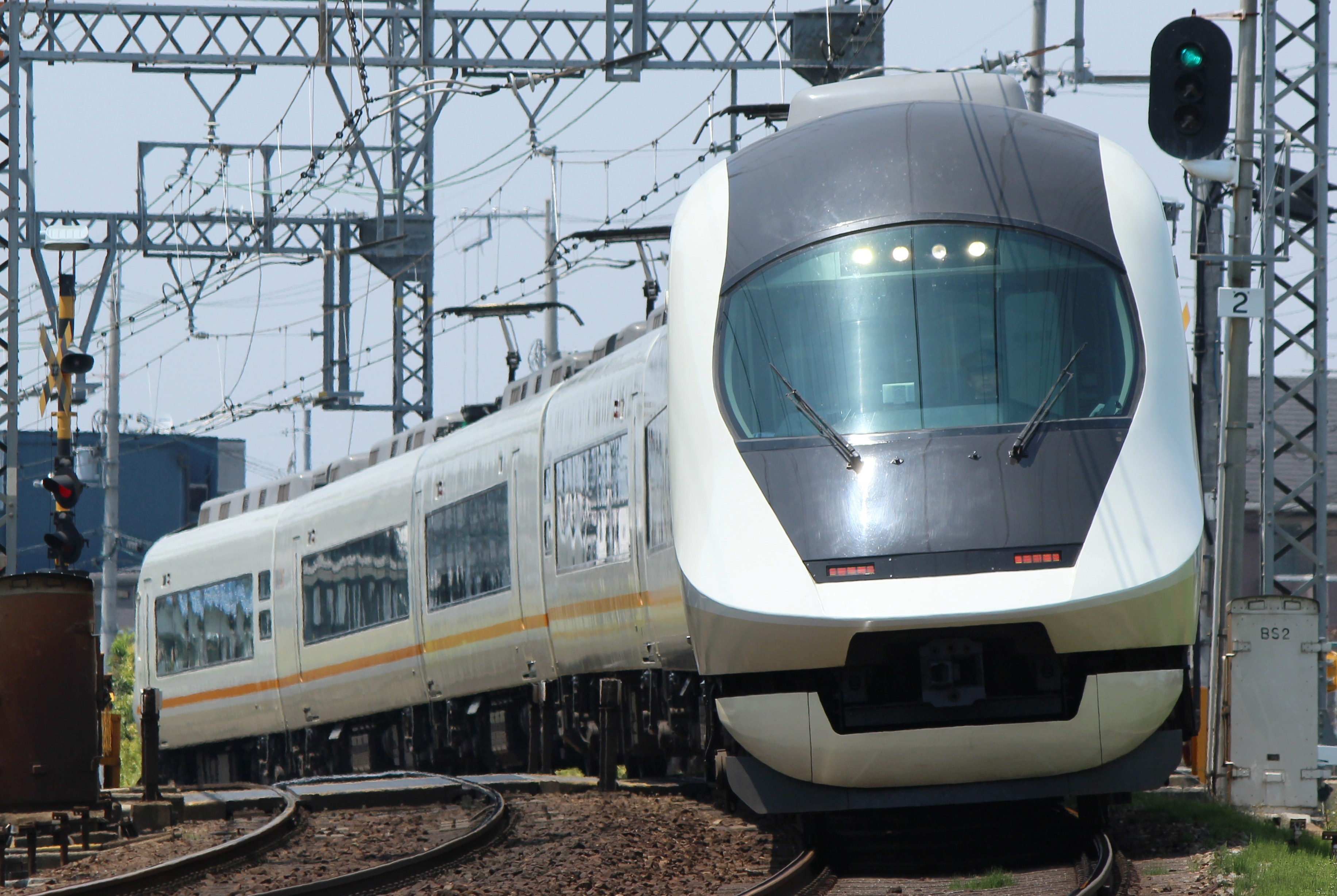
21020系「アーバンライナーnext」
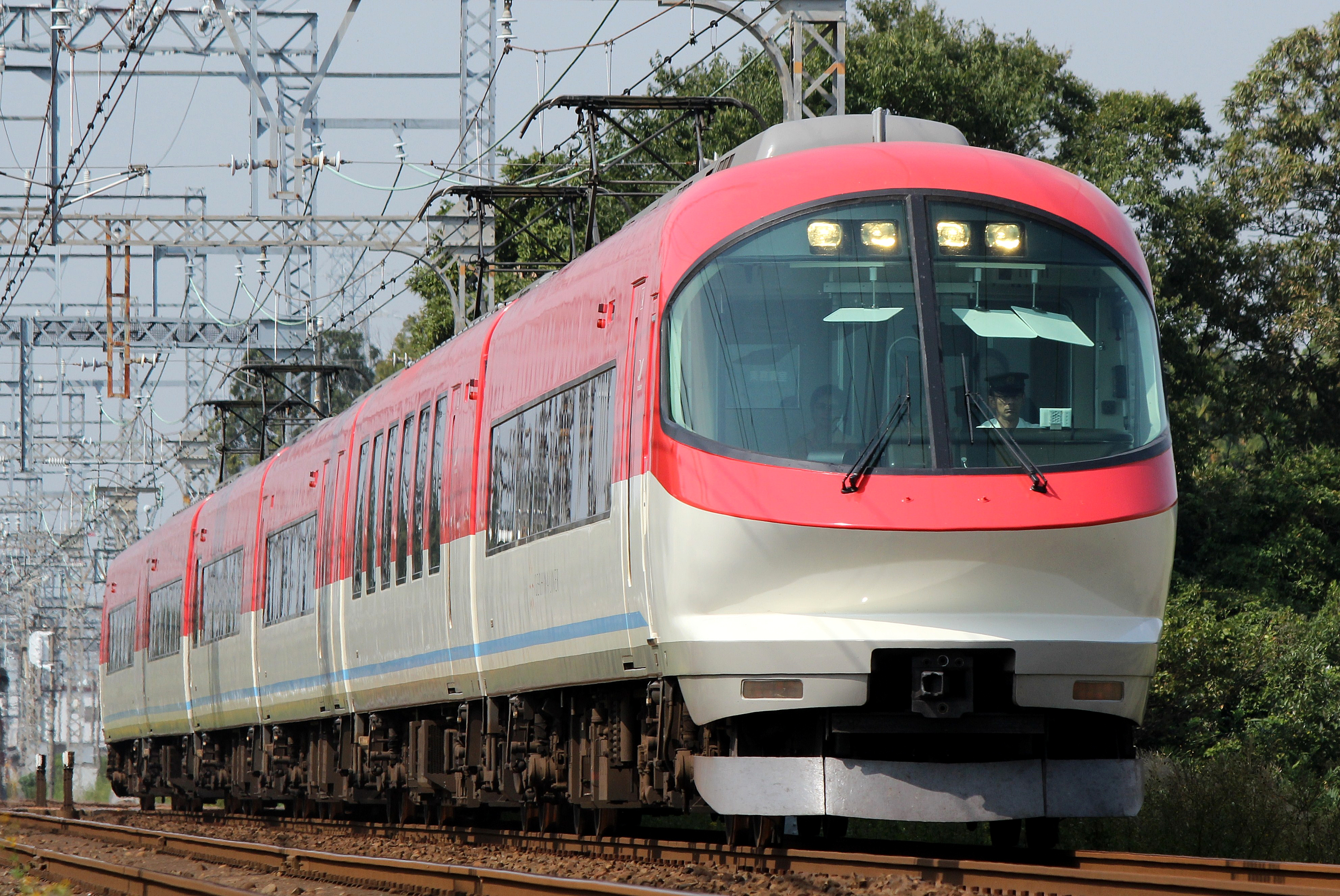
23000系「伊勢志摩ライナー」
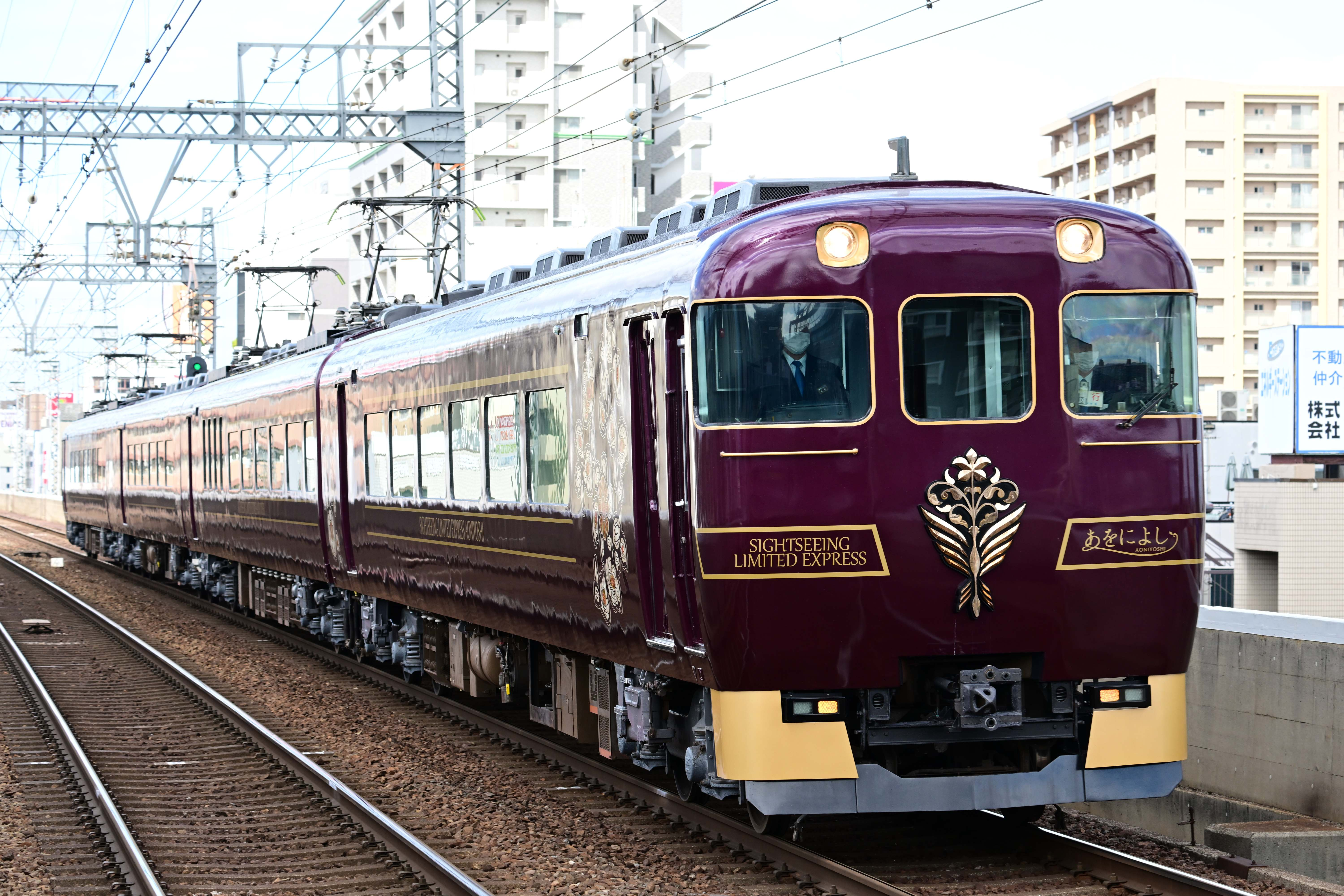
19200系「あをによし」
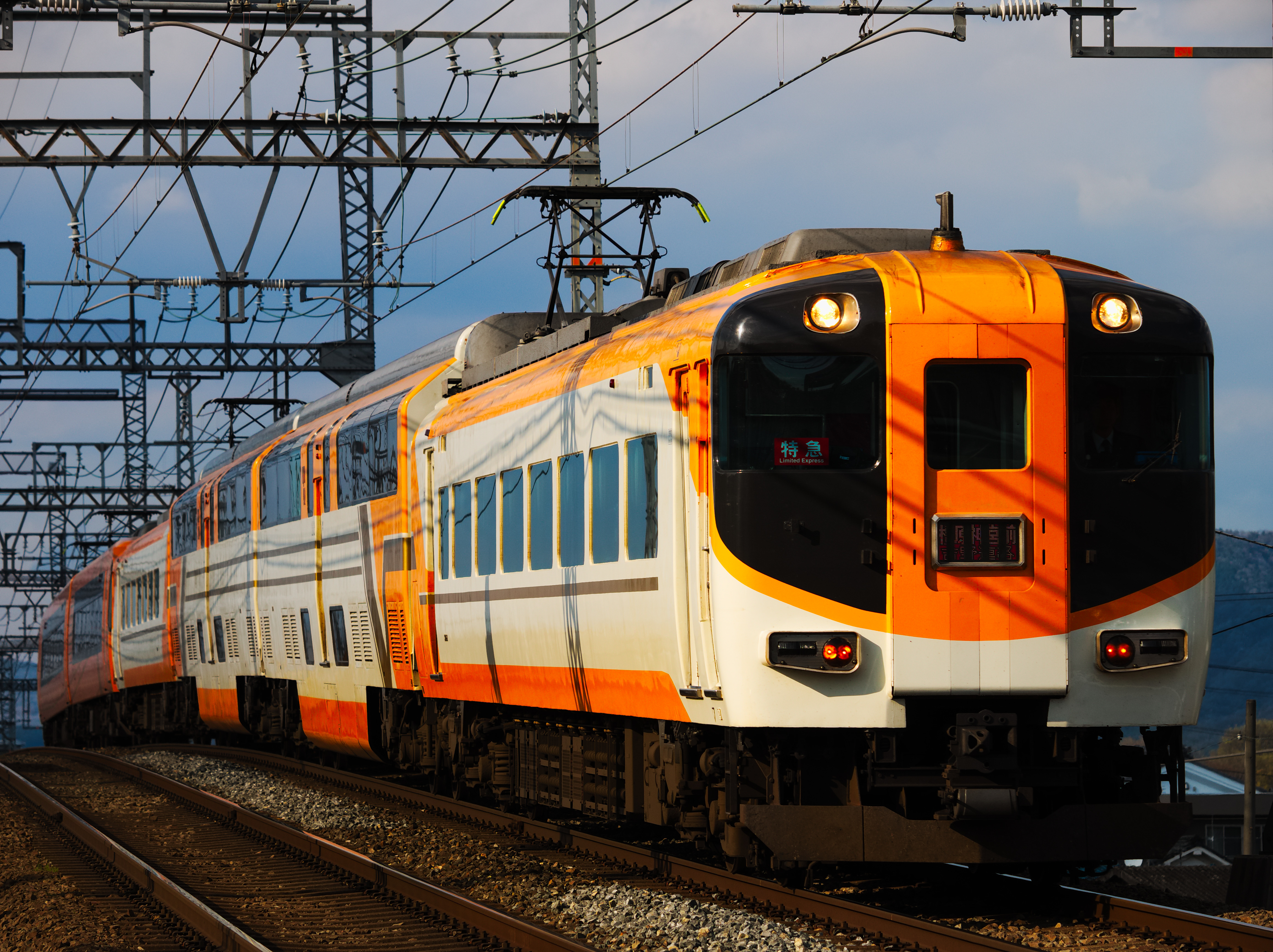
30000系「ビスタEX」

#### 標準軌線汎用特急車

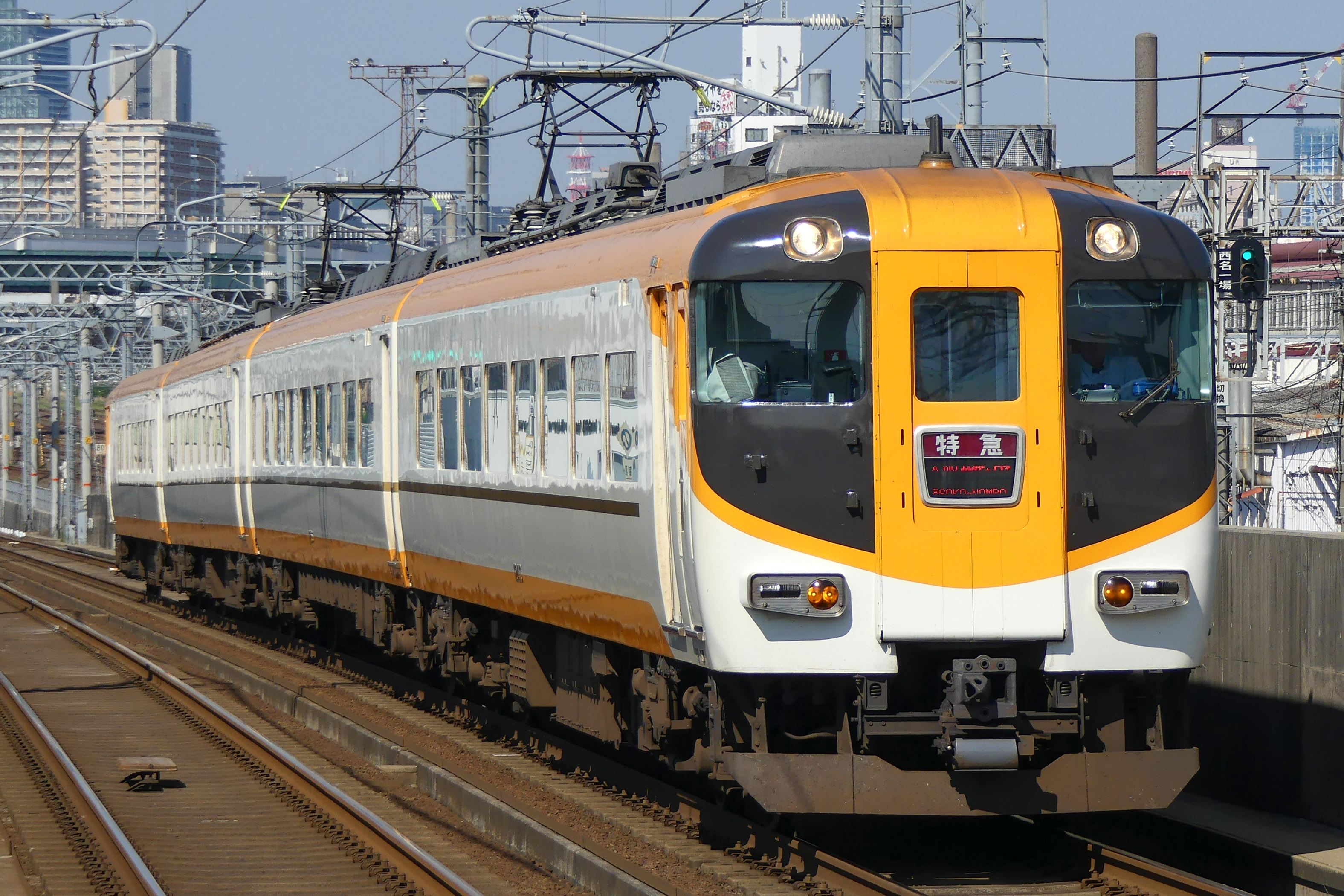
12400系「サニーカー」
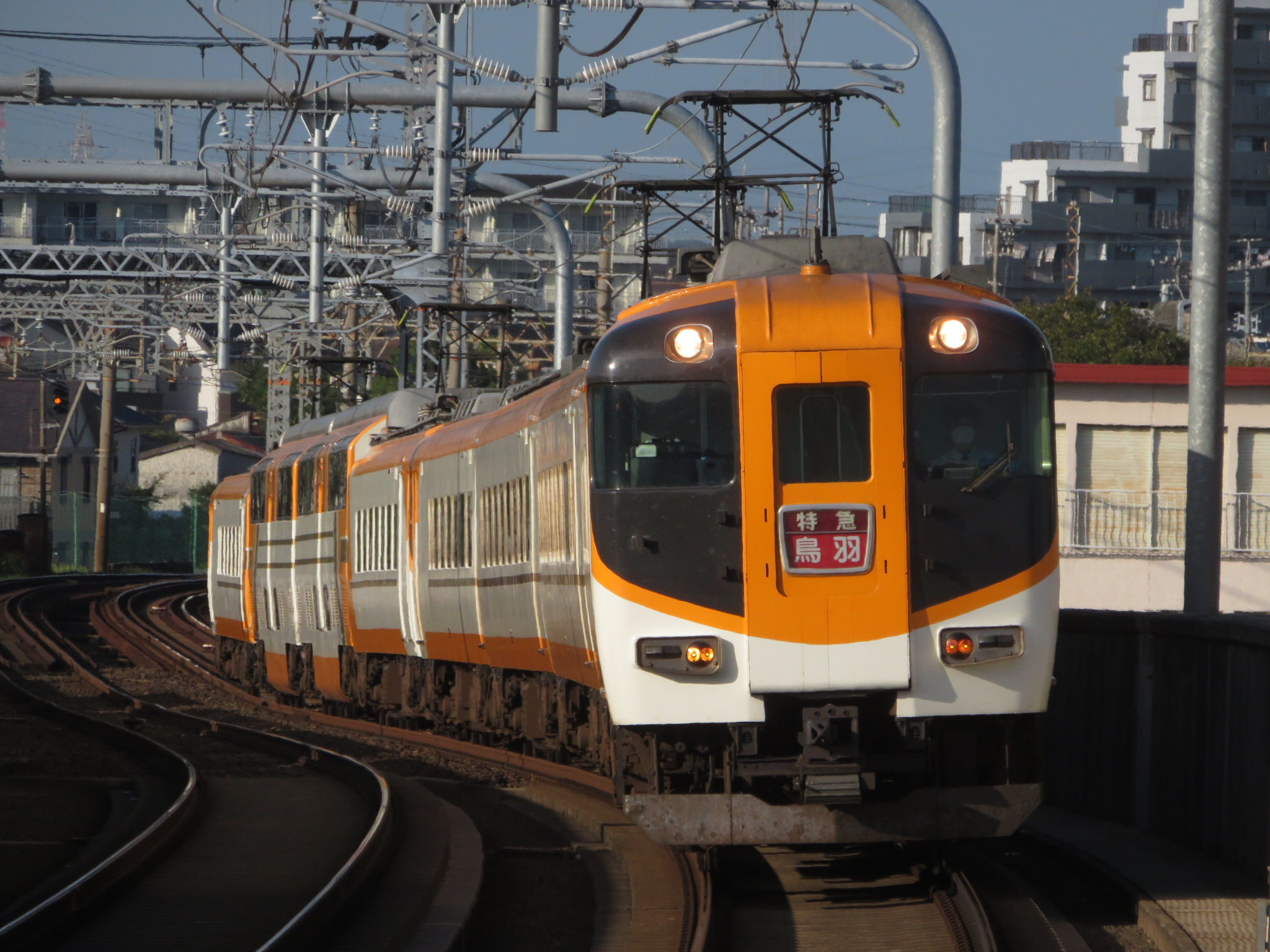
12410系「サニーカー」
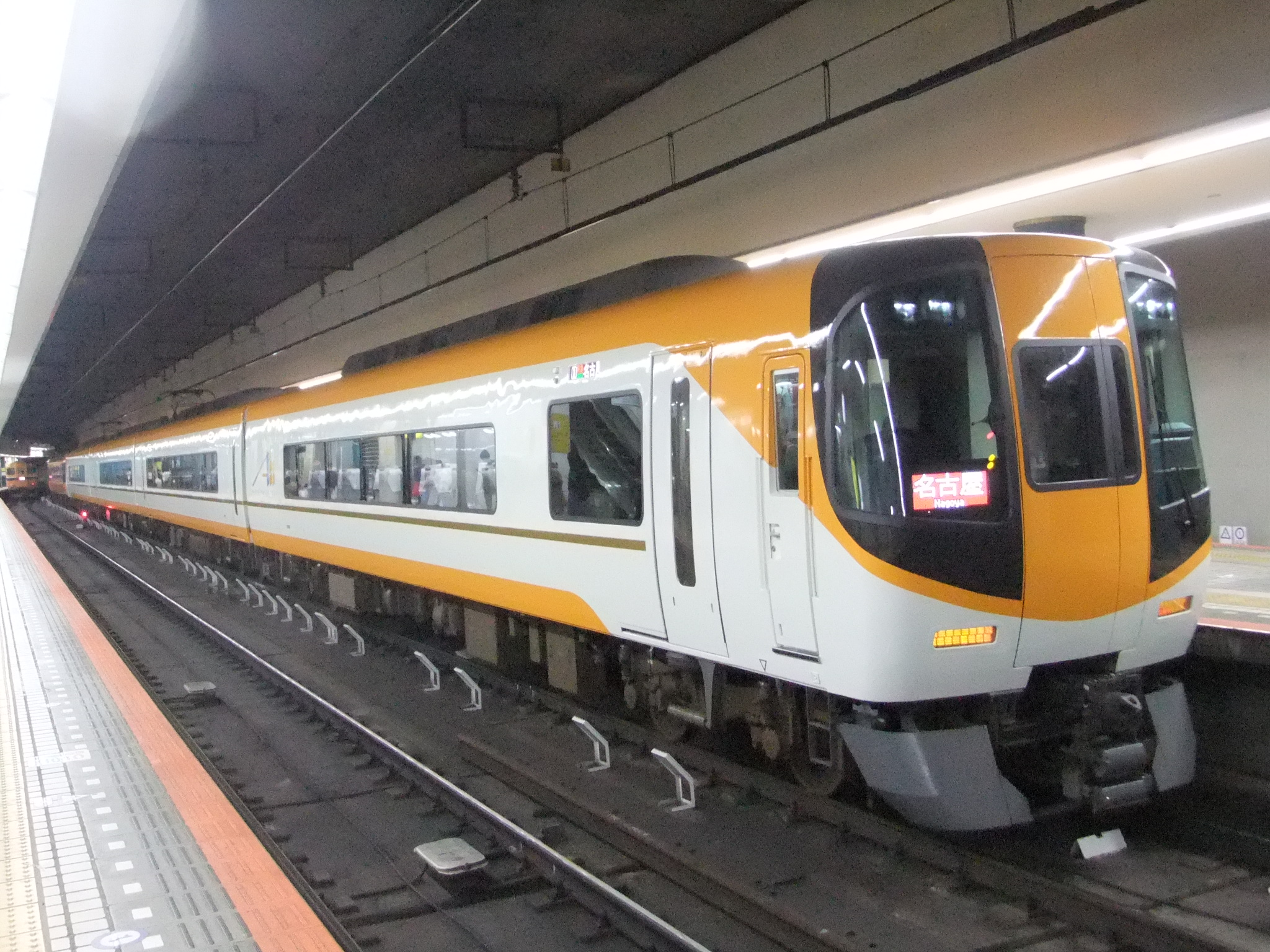
12600系「サニーカー」
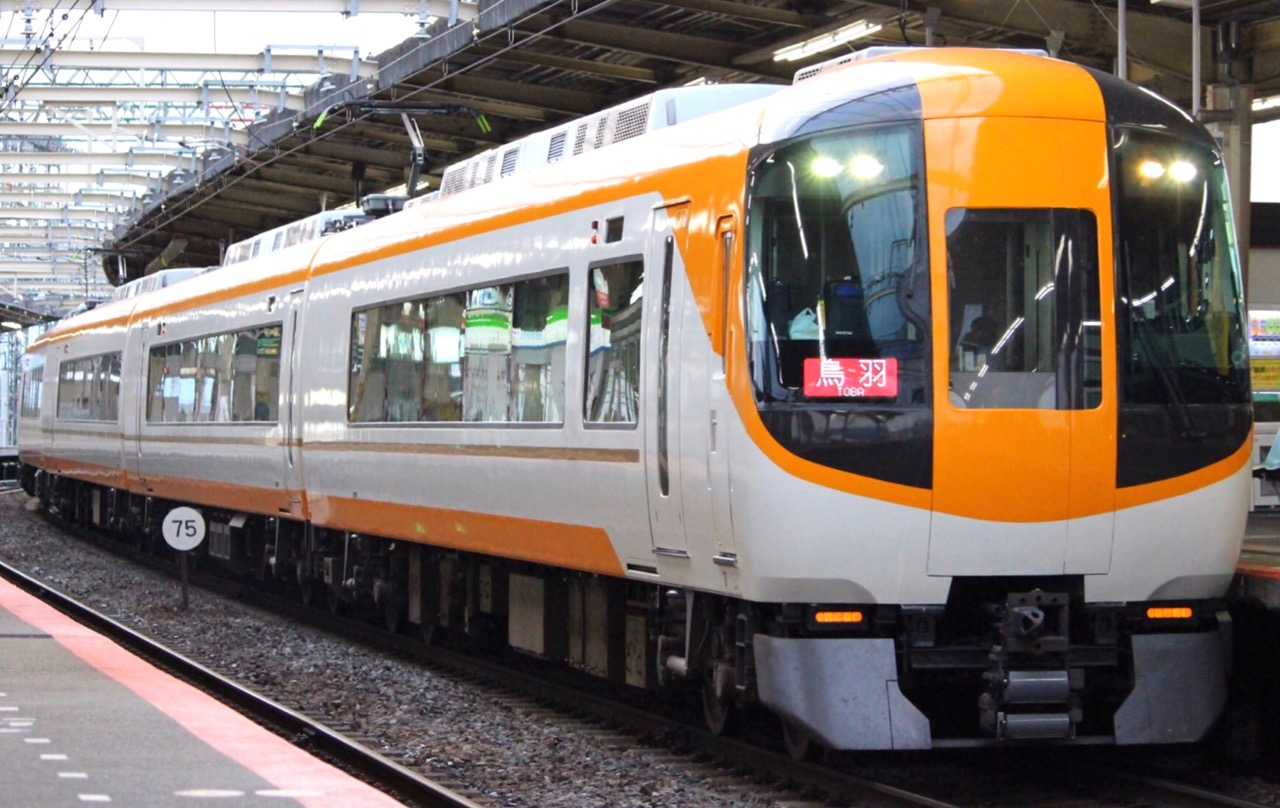
22000系「ACE」
- 22600系「Ace」

- 12410系「サニーカー」
- 12600系「サニーカー」
- 22000系「ACE」
- 22600系「Ace」

#### 標準軌線団体専用車両
- 2013系「つどい」
- 15200系「あおぞらII」
- 15400系「かぎろひ」（クラブツーリズム専用）
- 20000系「楽」

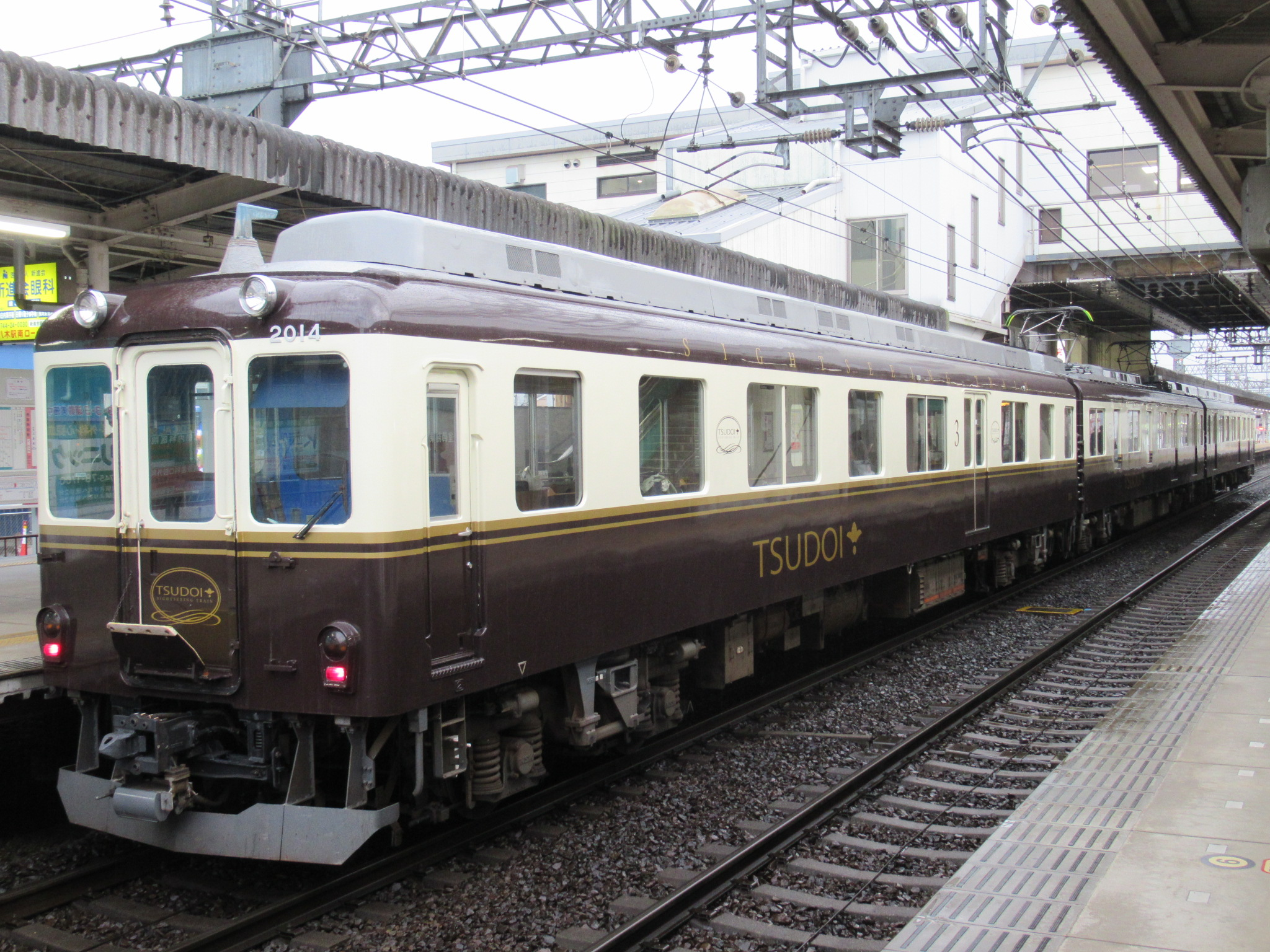
2013系「つどい」
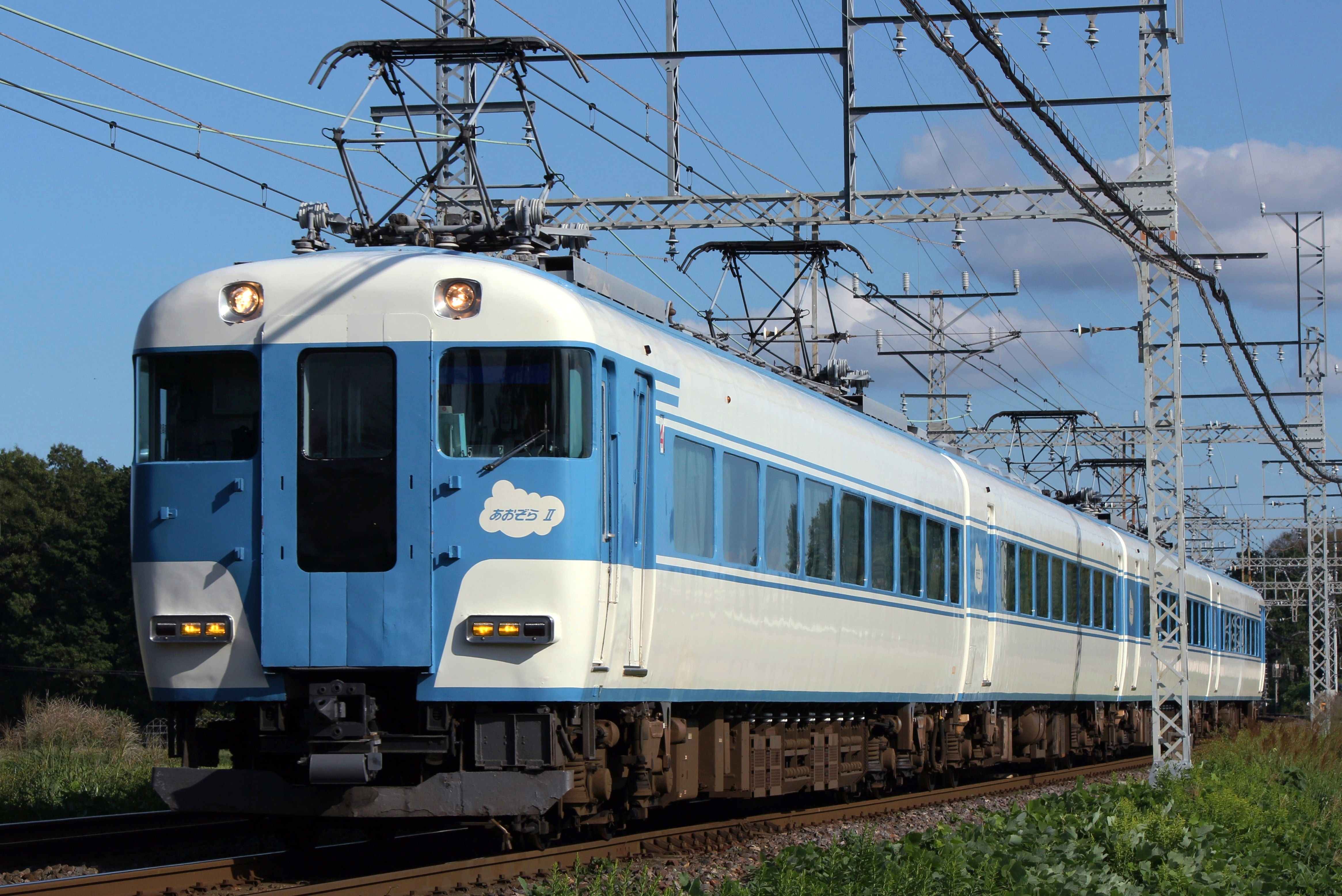
15200系「あおぞらII」
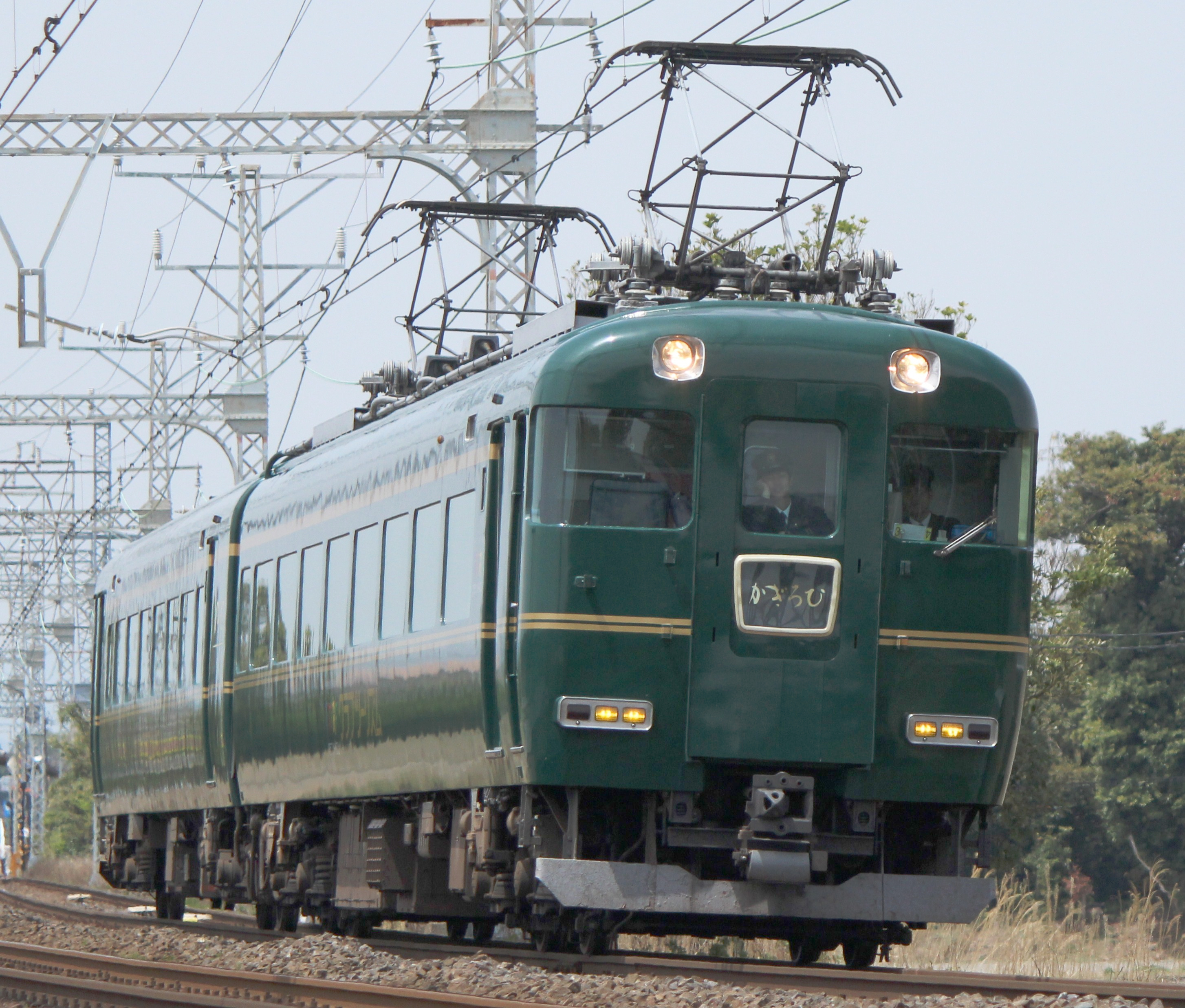
15400系「かぎろひ」
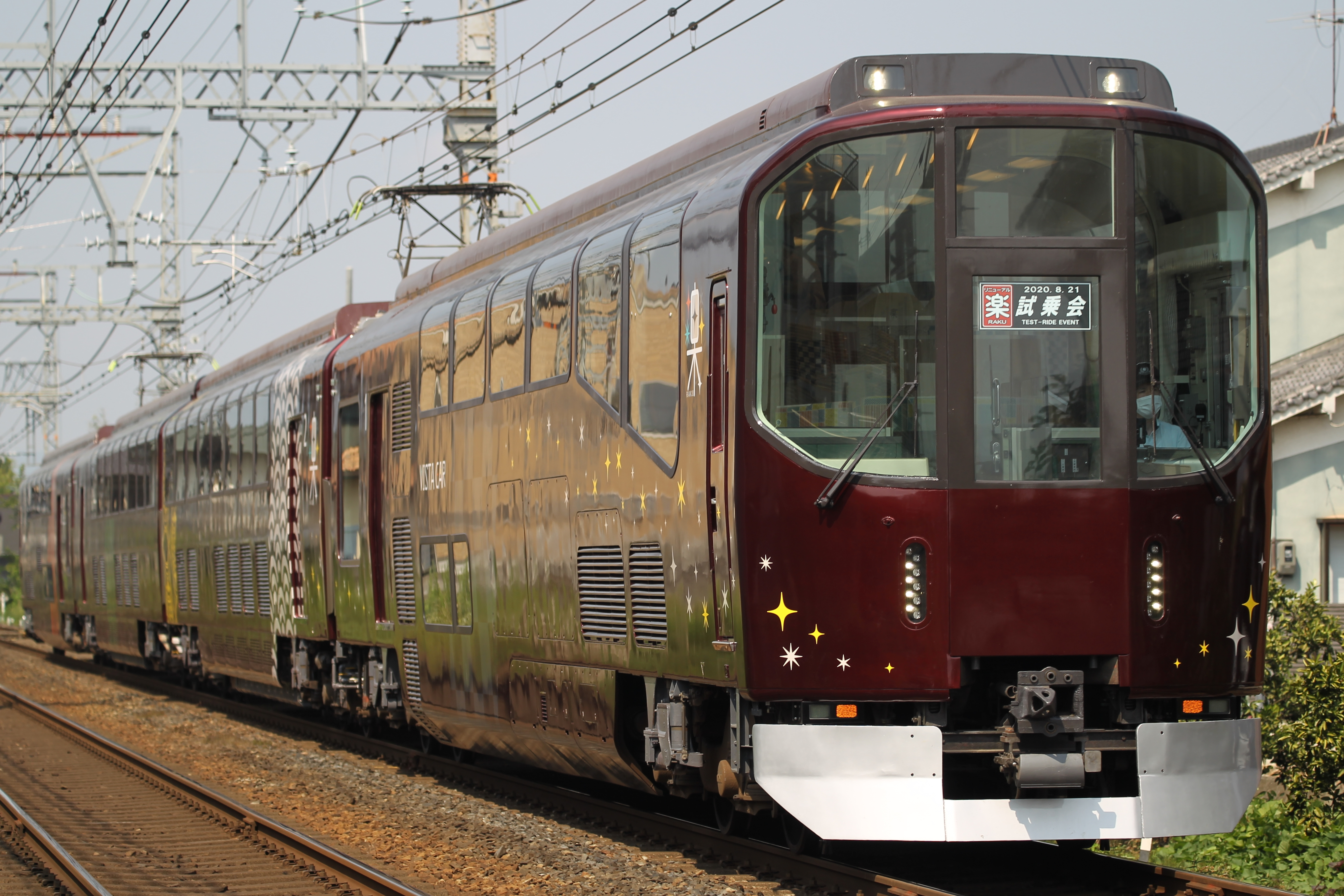
20000系「楽」

#### 南大阪線・吉野線用
- 16000系
- 16010系
- 16400系「ACE」
- 16600系「Ace」[7]
- 26000系「さくらライナー」
- 16200系「青の交響曲（シンフォニー）」（観光特急）[8]

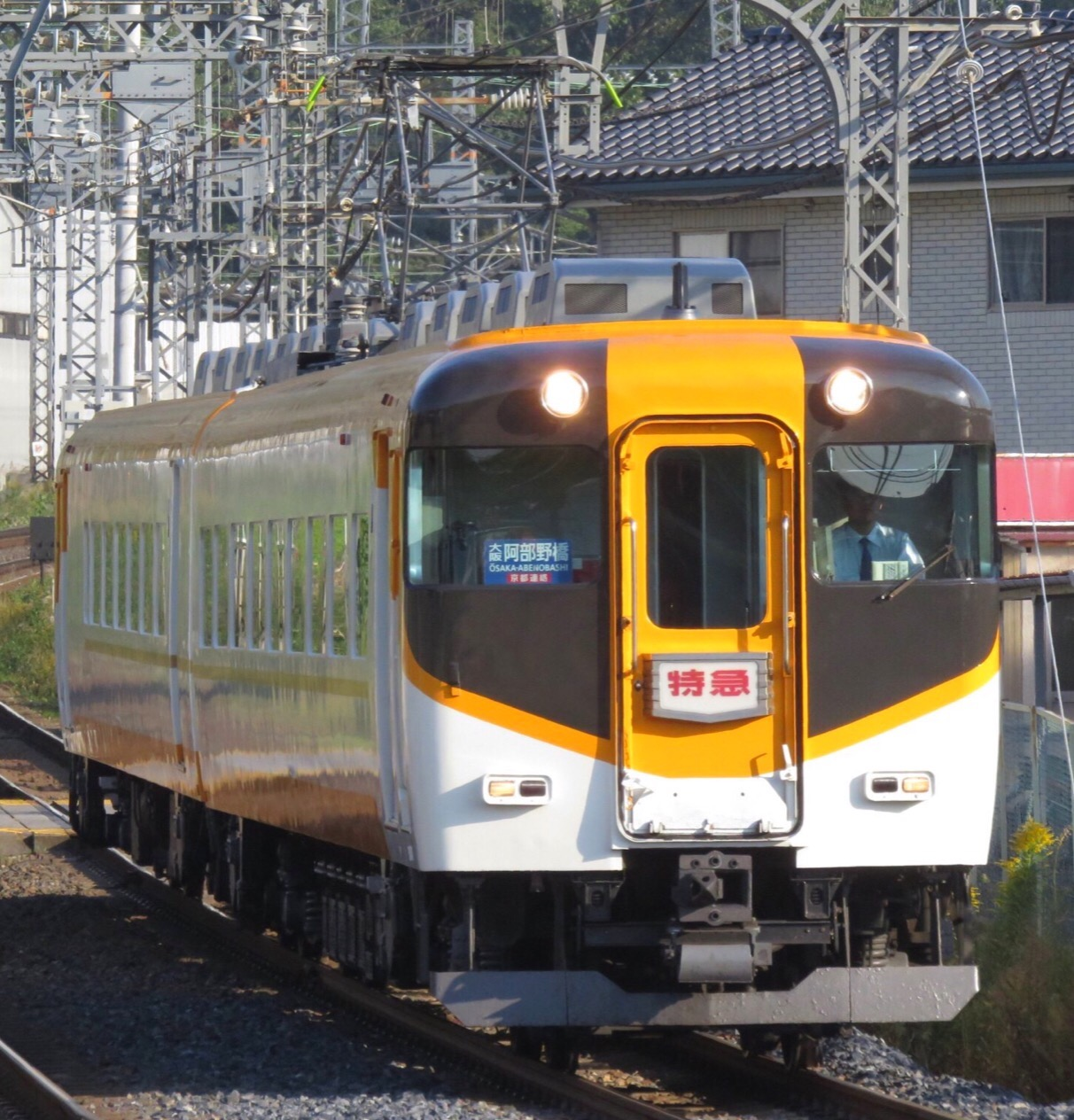
16000系
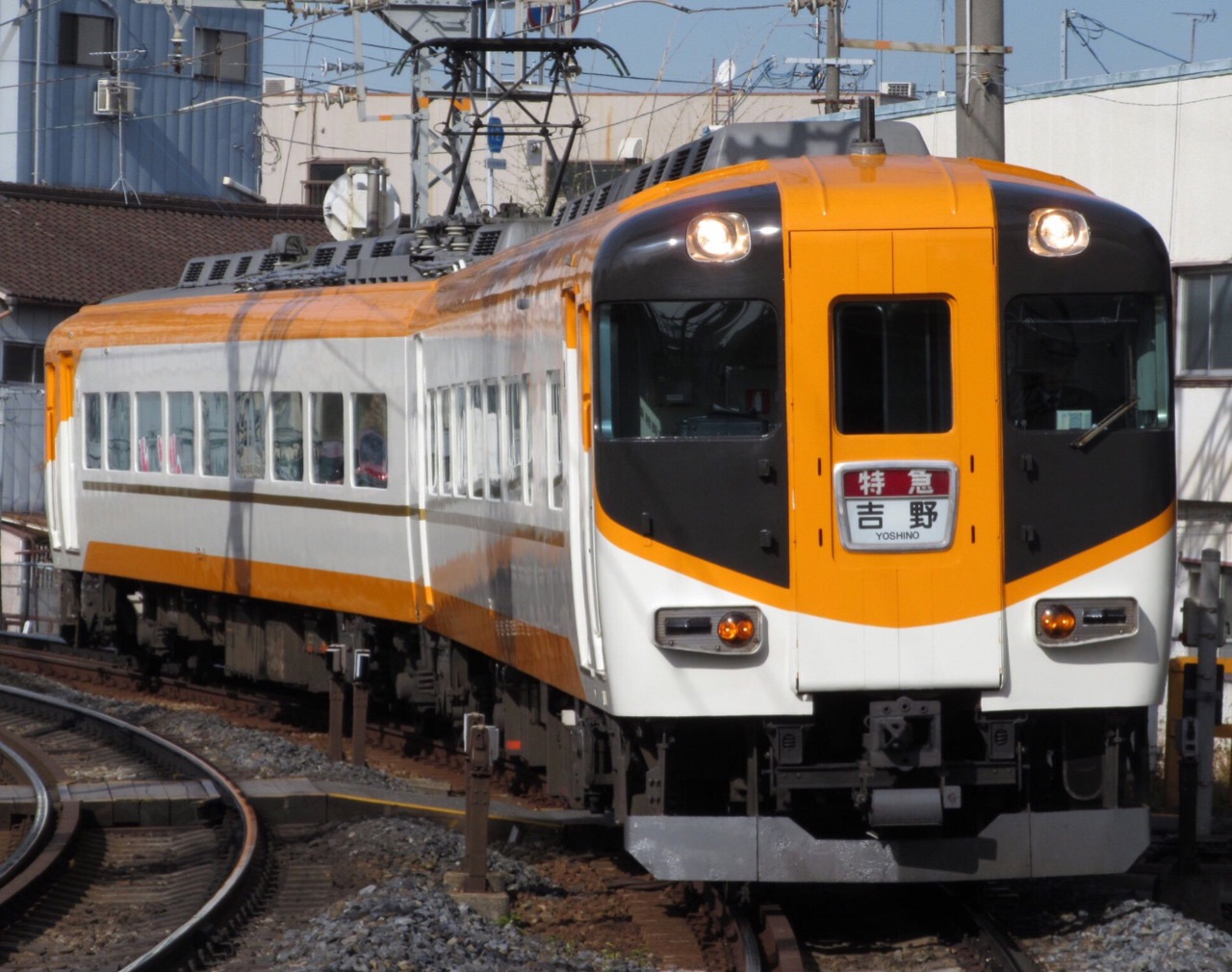
16010系
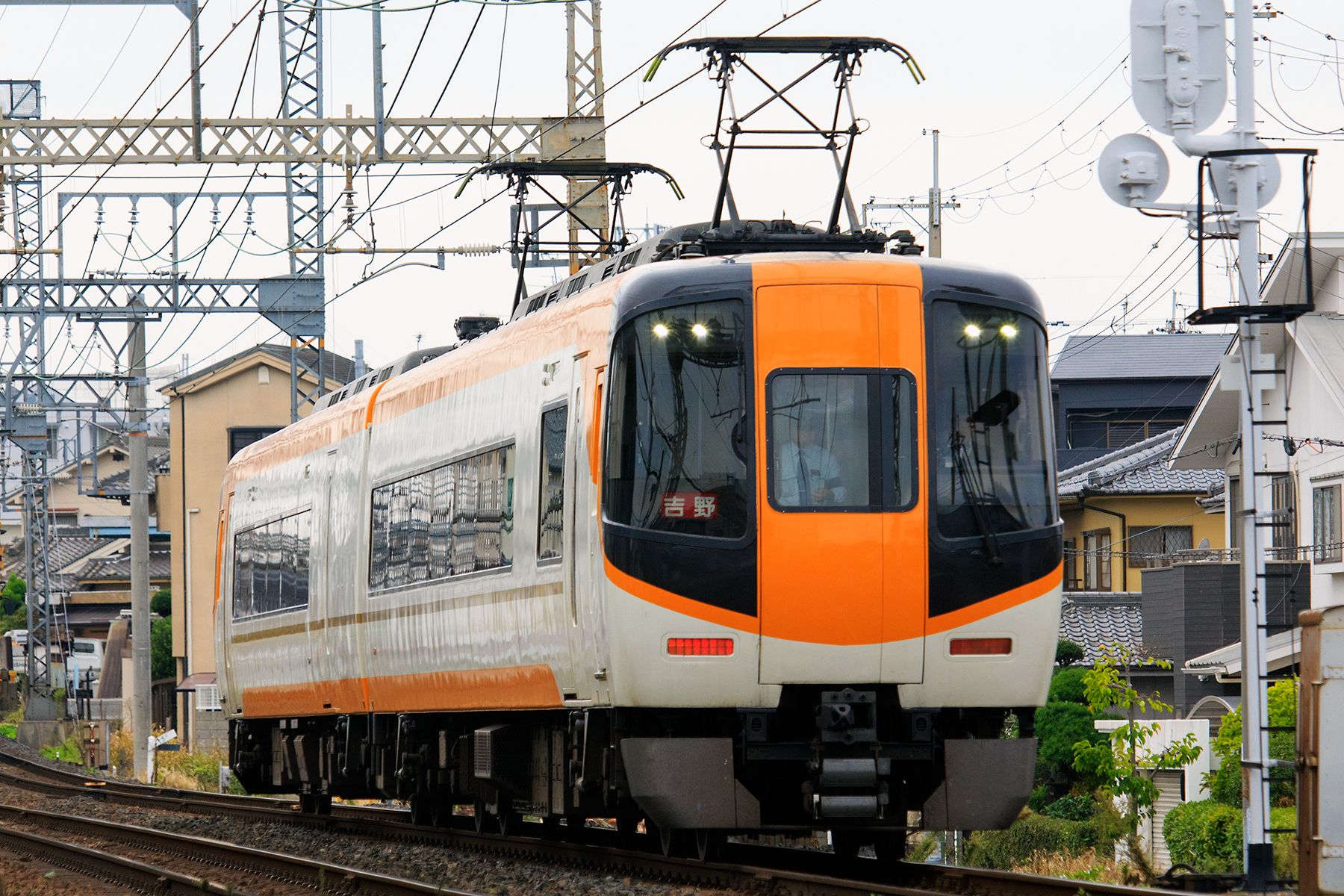
16400系「ACE」
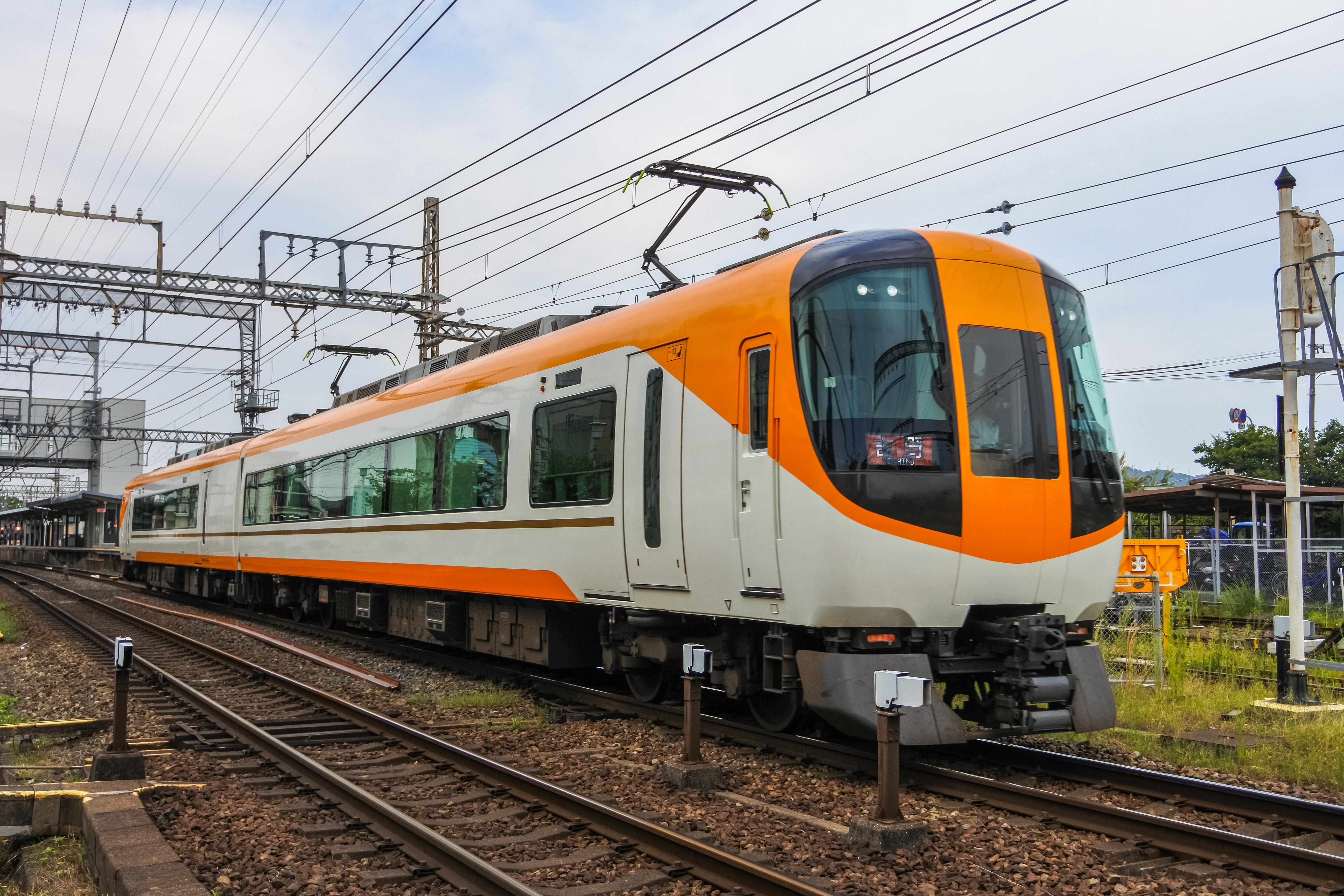
16600系「Ace」
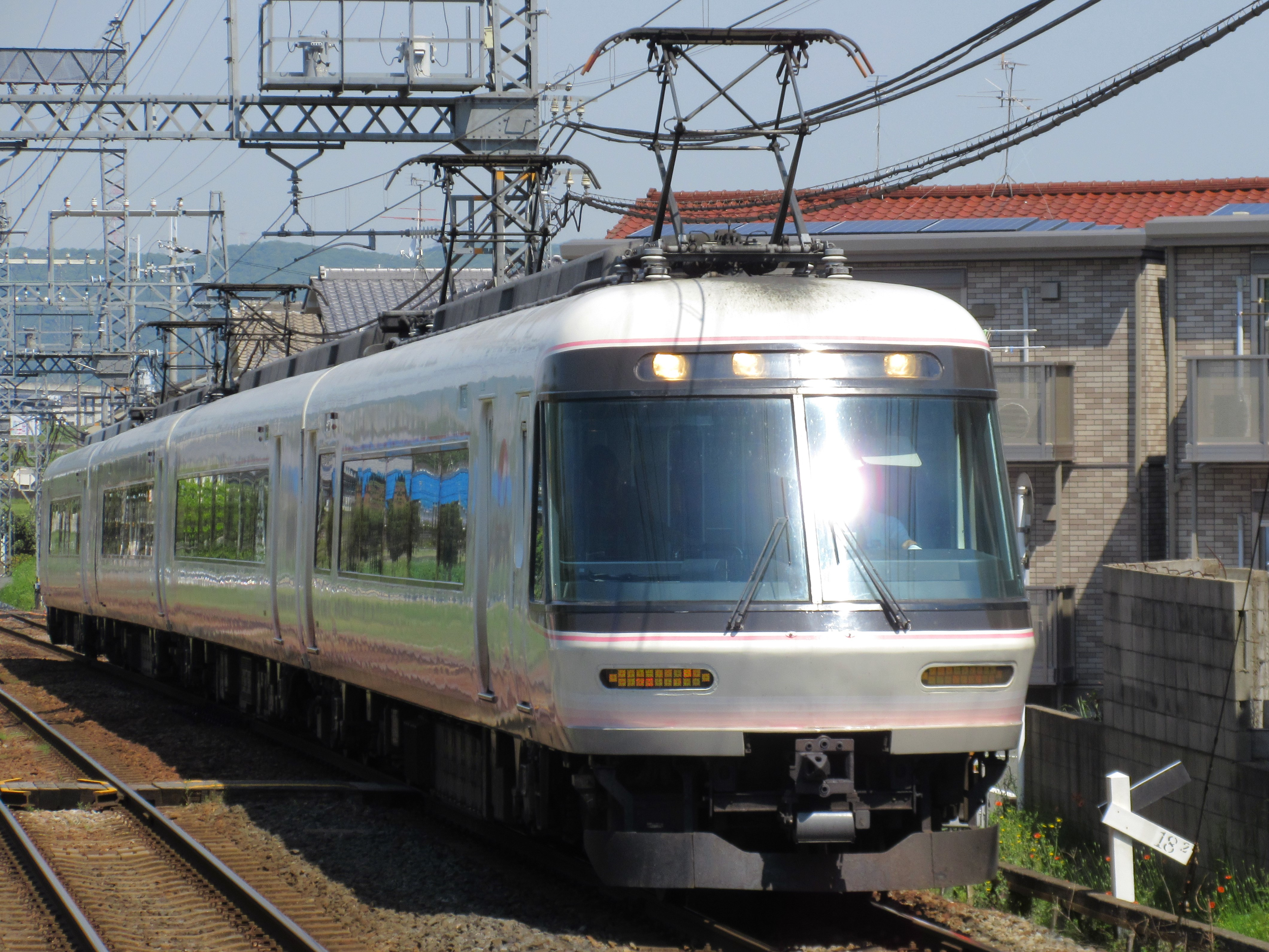
26000系「さくらライナー」
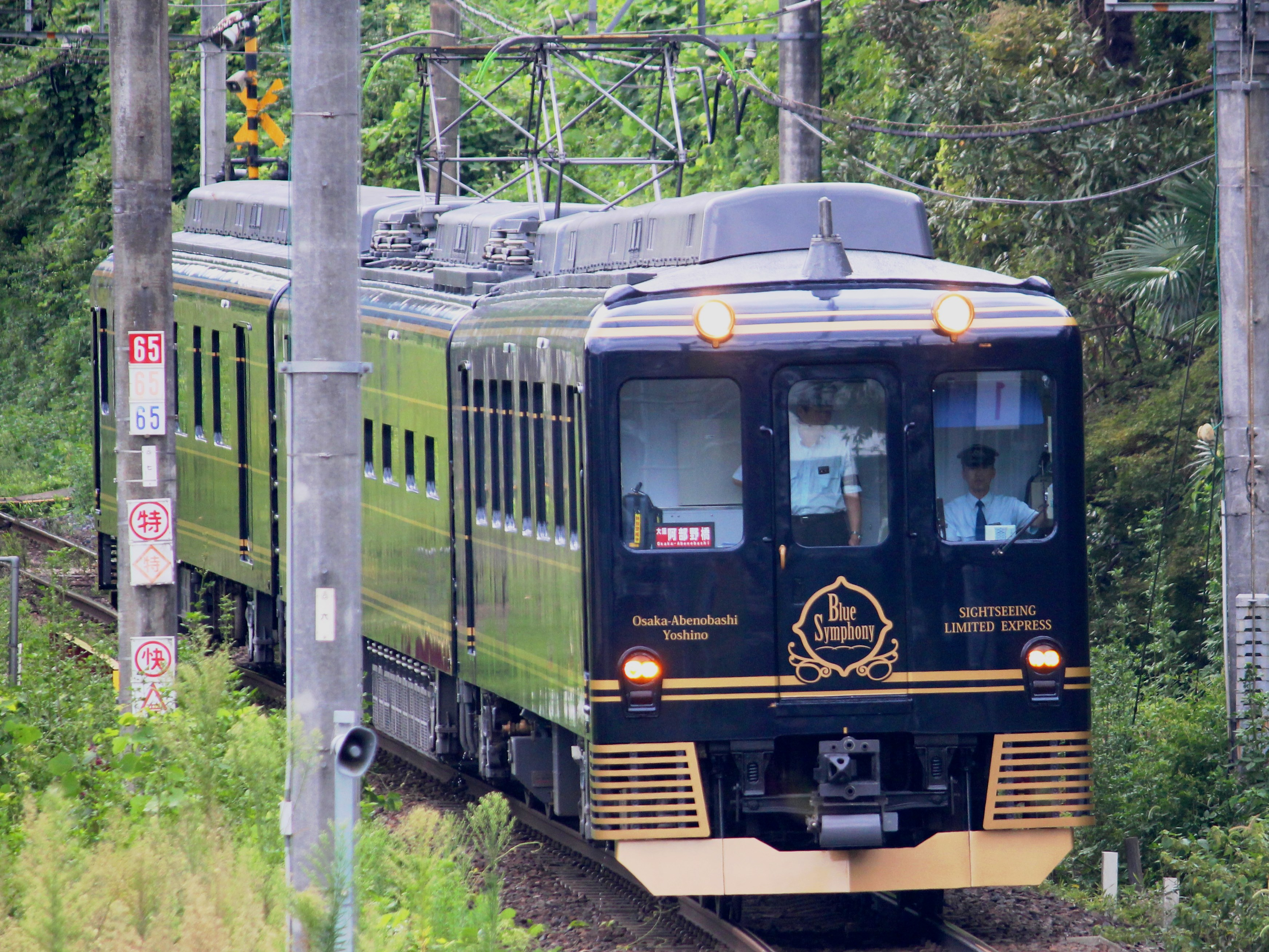
16200系「青の交響曲（シンフォニー）」

### 過去の車両

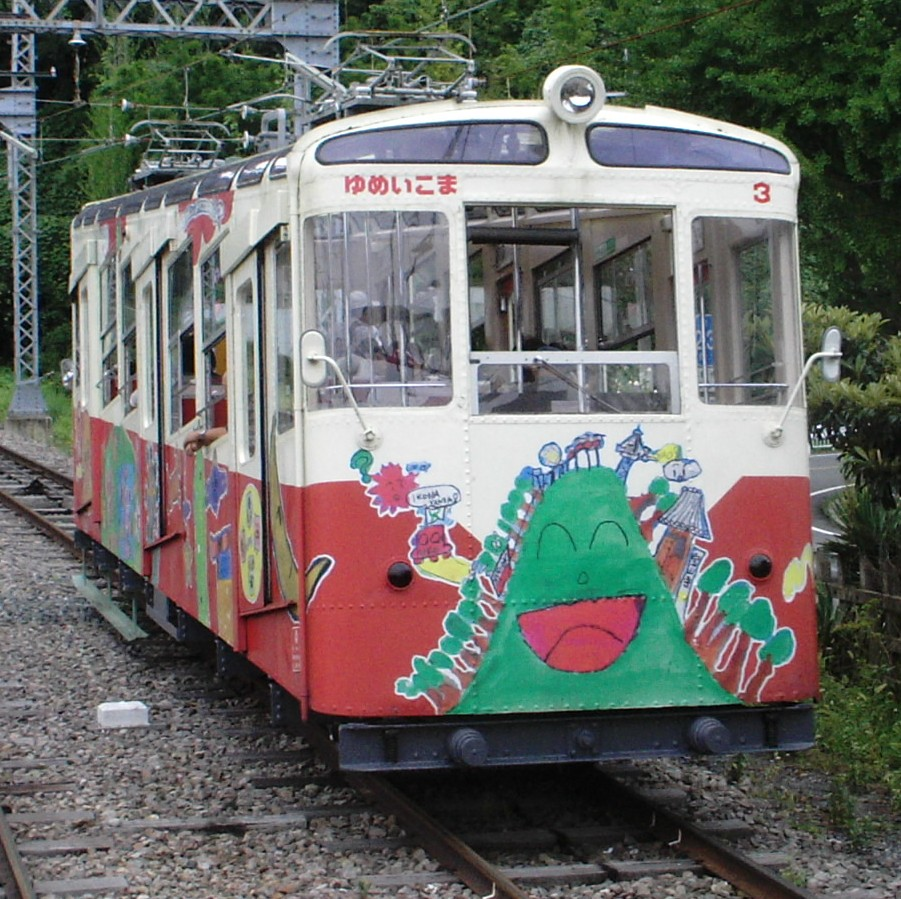
コ3形 「ゆめいこま3（現：すずらん）」
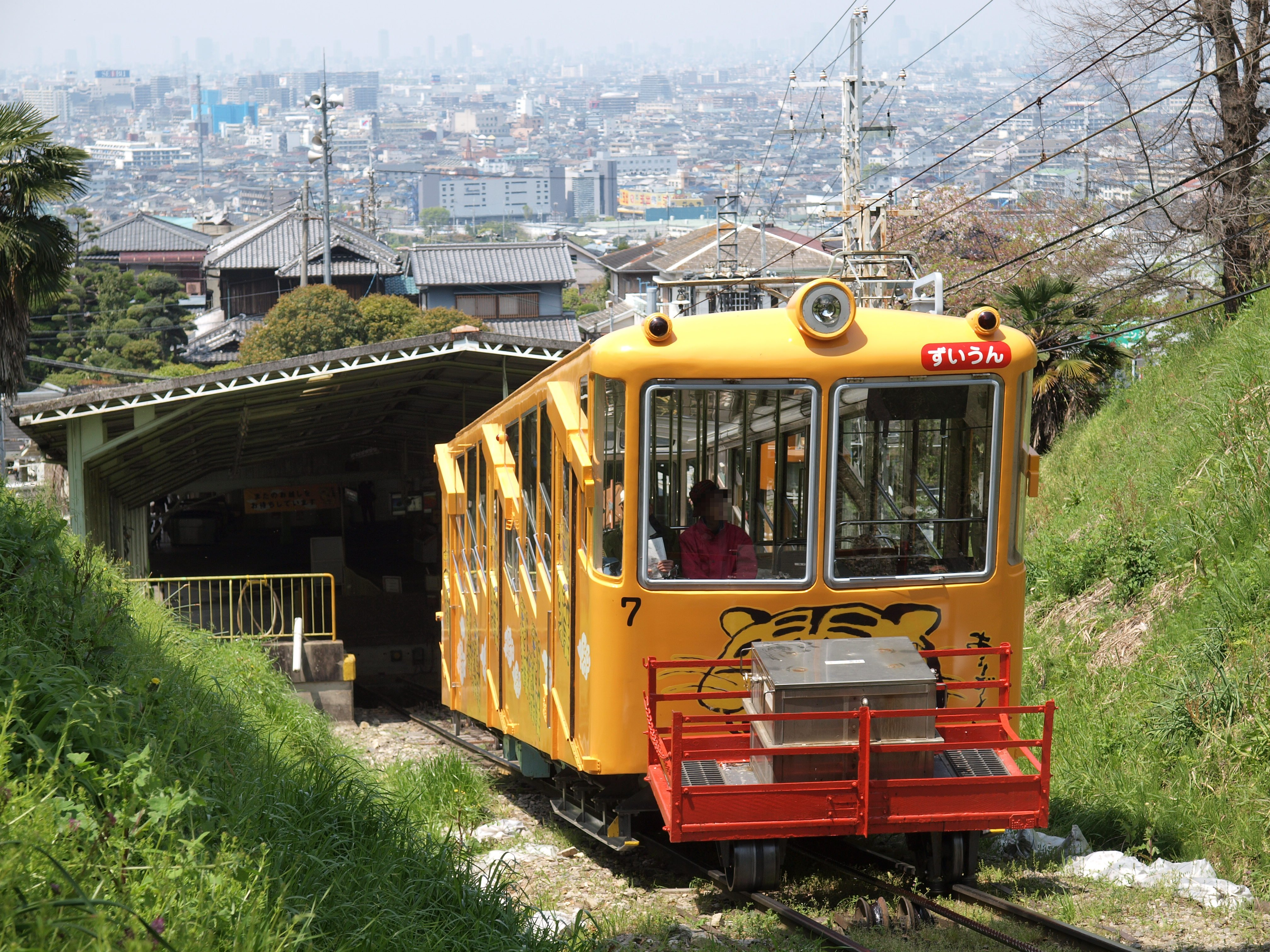
コ7形とコニ7形貨車 「ずいうん」
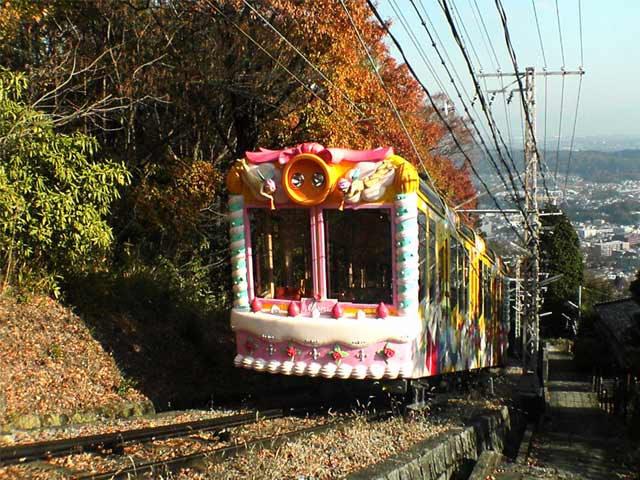
コ15形 「スイート」
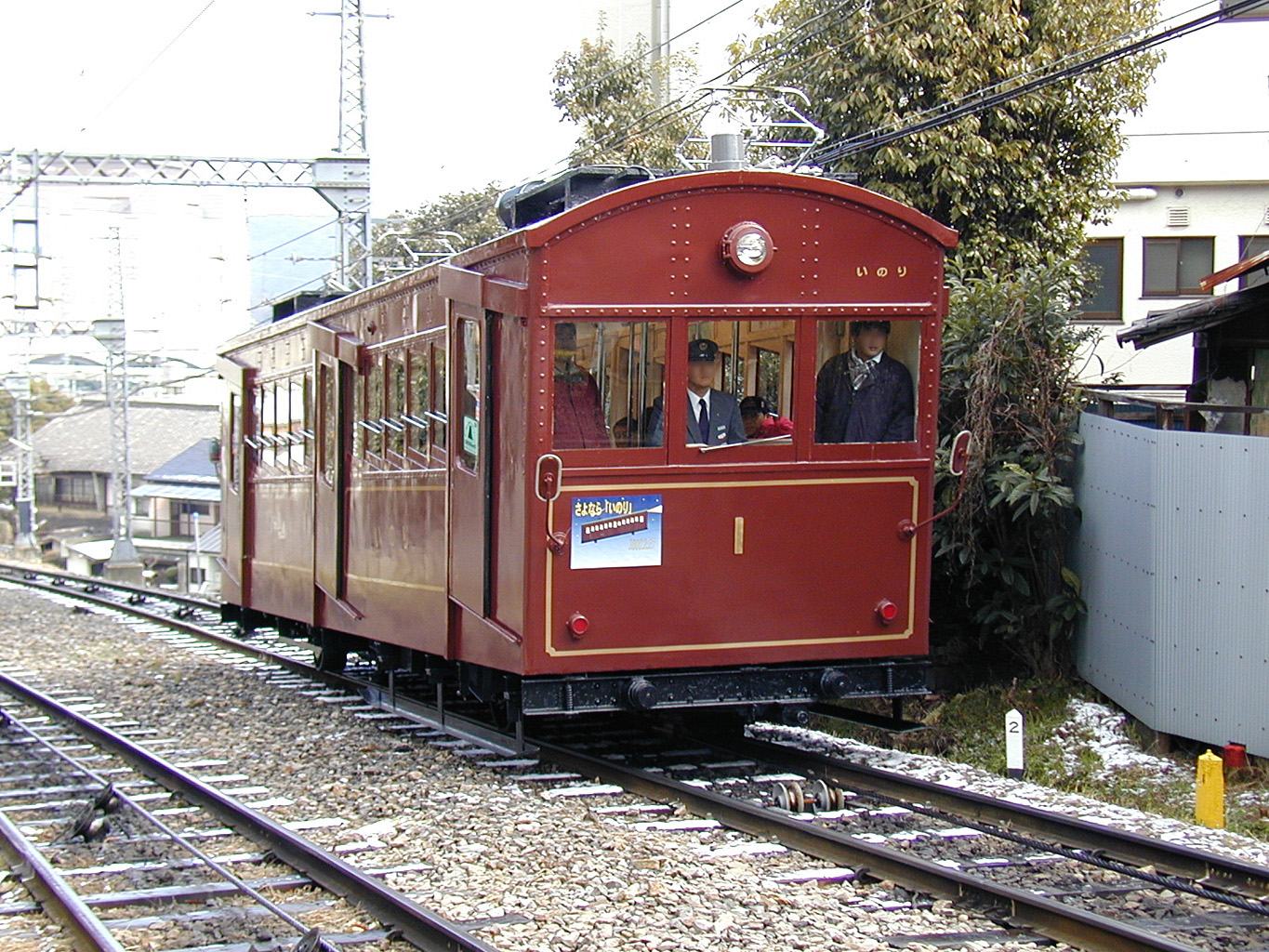
コ1形 「いのり」
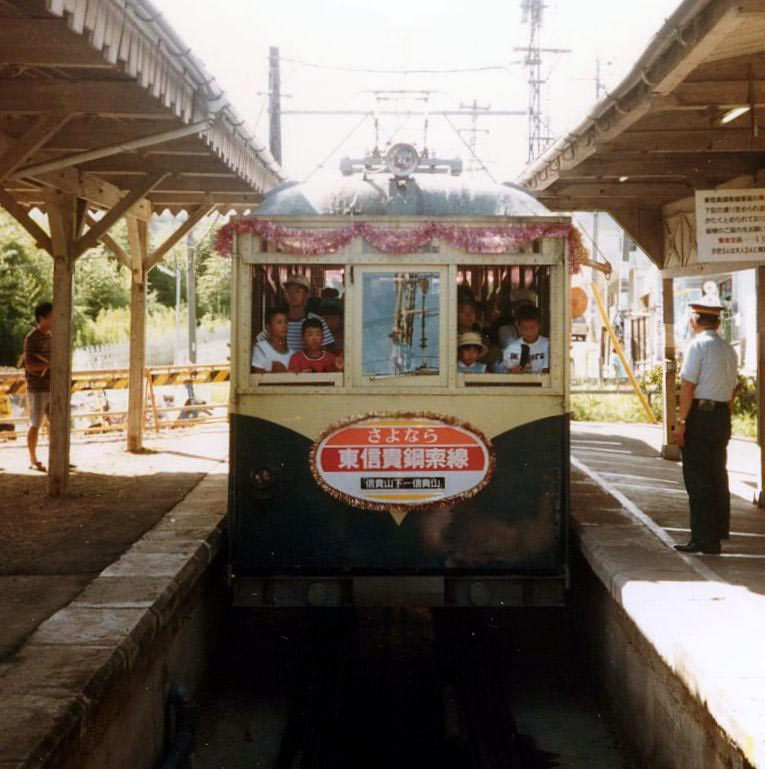
コ9形

- 680系
- 10000系「ビスタカーⅠ世」
- 10100系「ビスタカーⅡ世」
- 10400系「エースカー」
- 11400系「新エースカー」
- 12000系「スナックカー」
- 12200系「新スナックカー」・「あおぞらII」
- 18000系
- 18200系（京都線特急車、ミニエースカー　のち旧あおぞらII）
- 18400系（京都線特急車、ミニスナックカー　のち1編成は旧あおぞらII）
- 20100系「あおぞら」

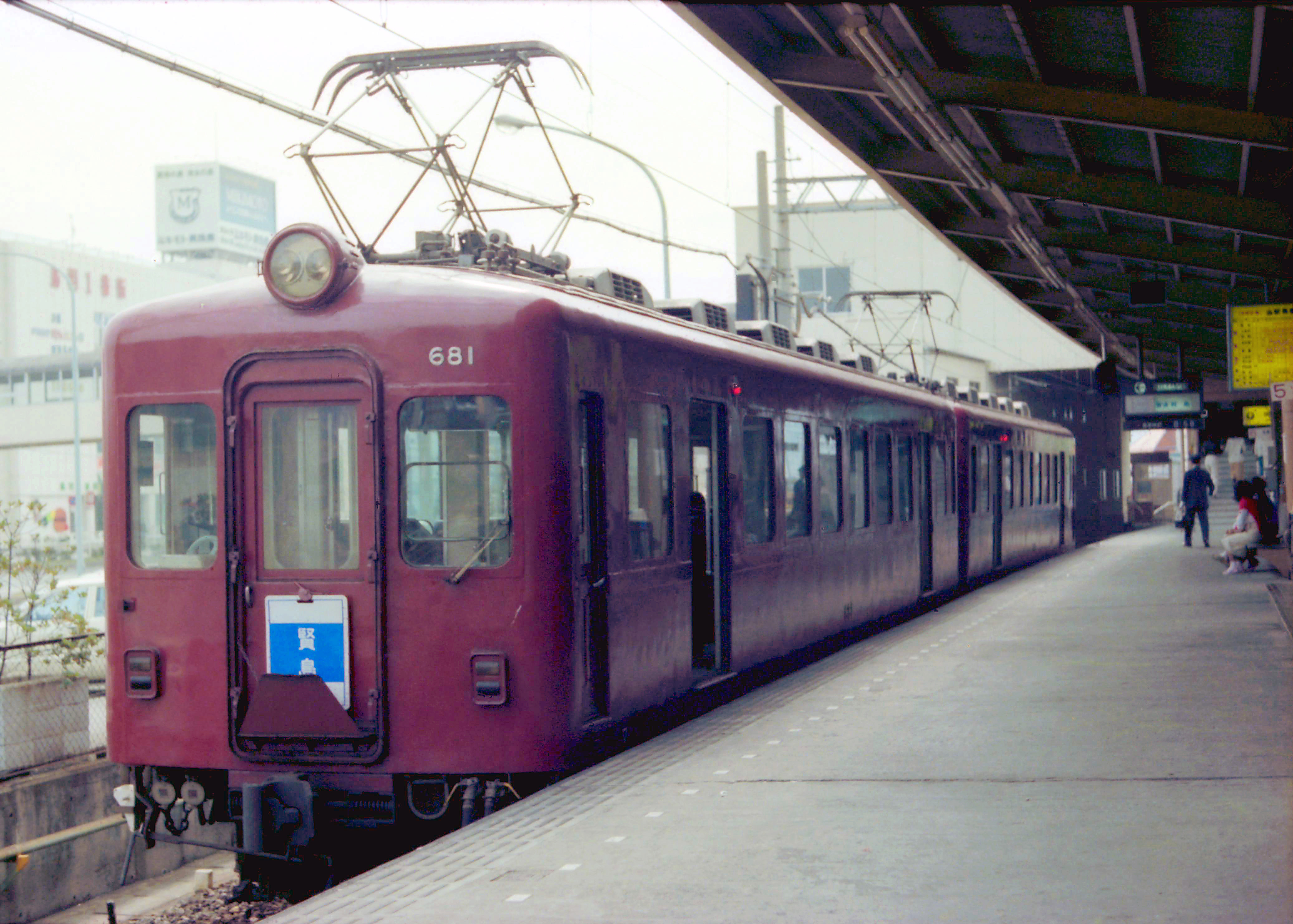
680系
10000系「ビスタカーI世」（画像提供依頼）
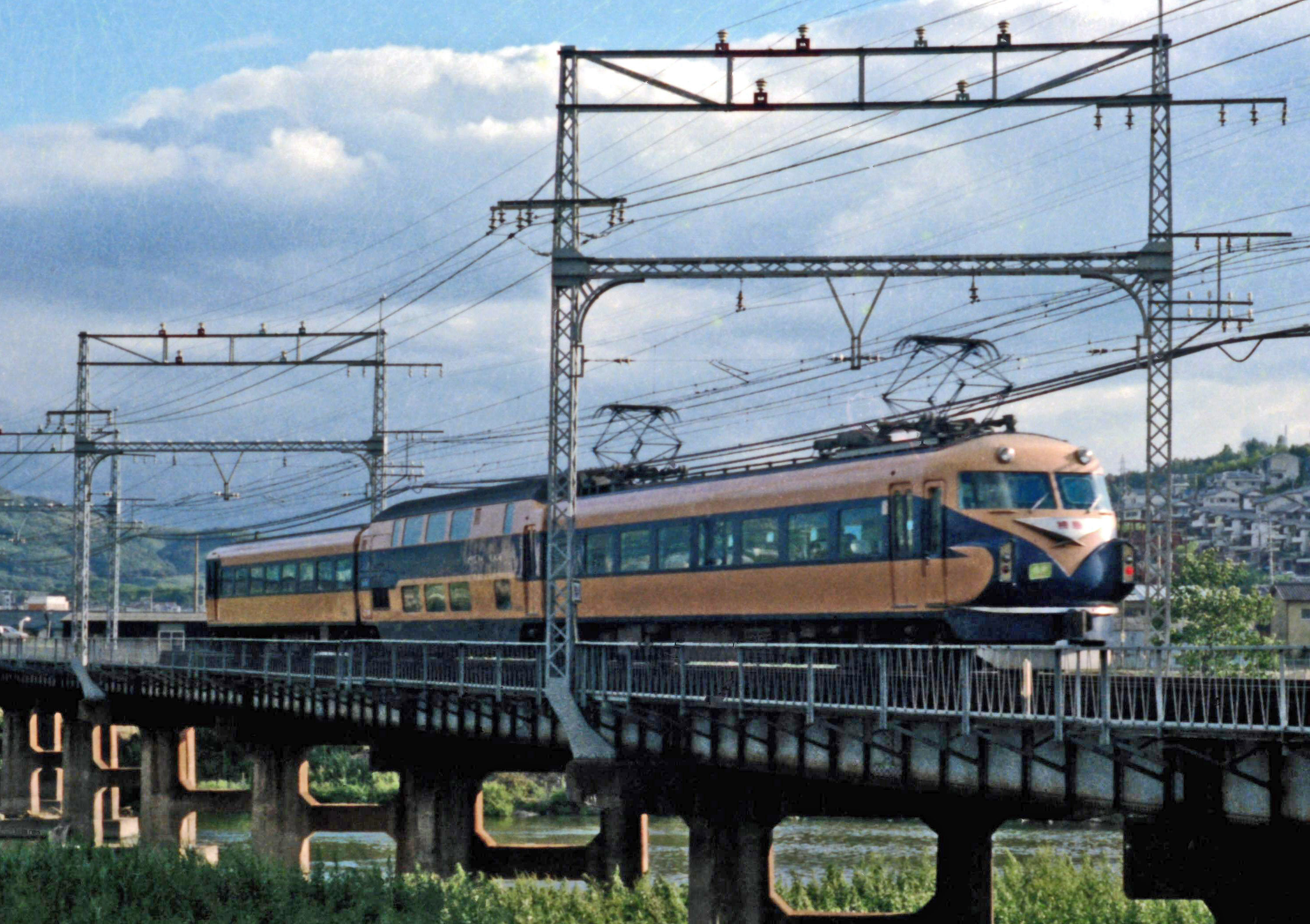
10100系「ビスタカーII世」
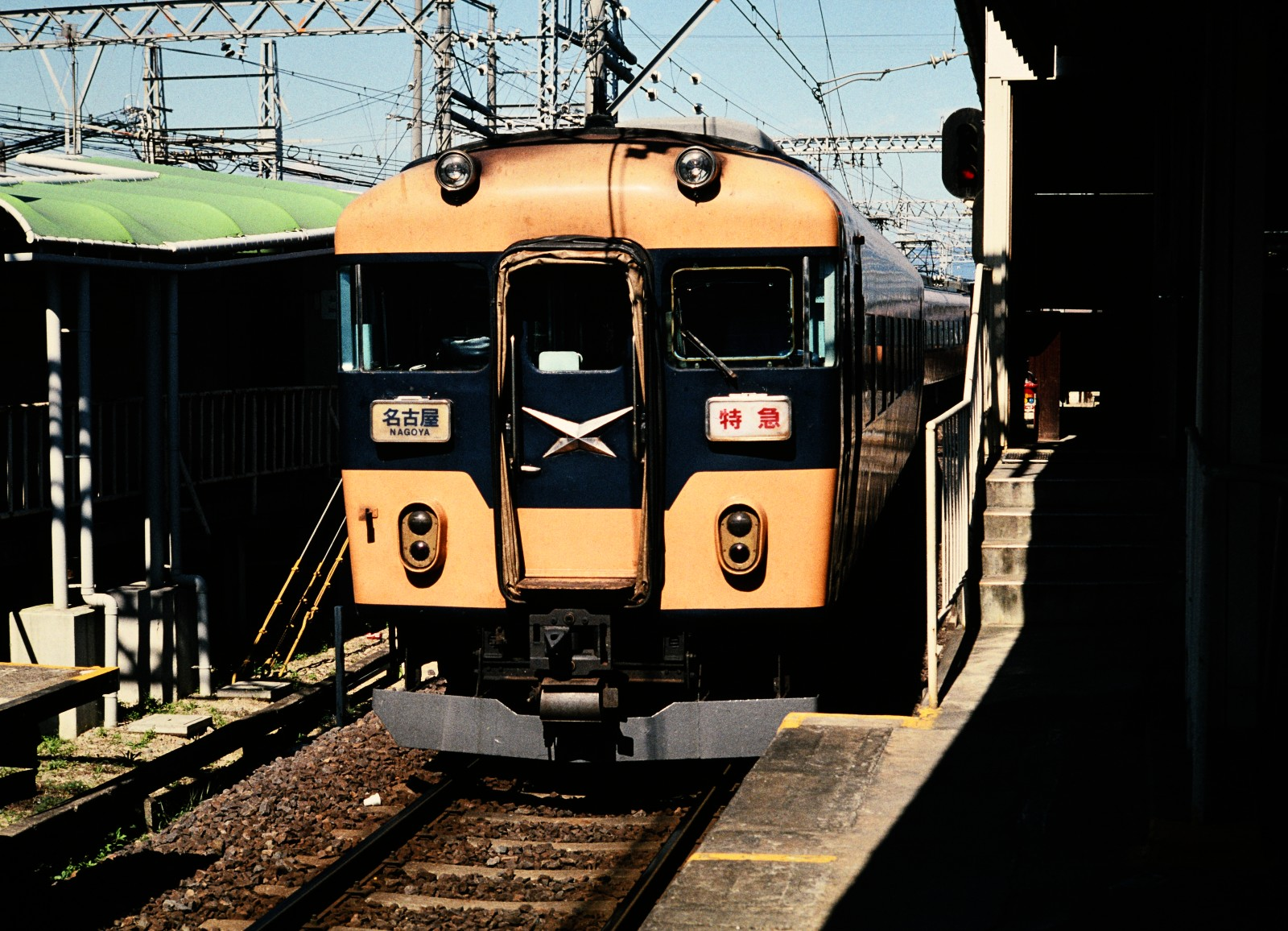
10400系「エースカー」
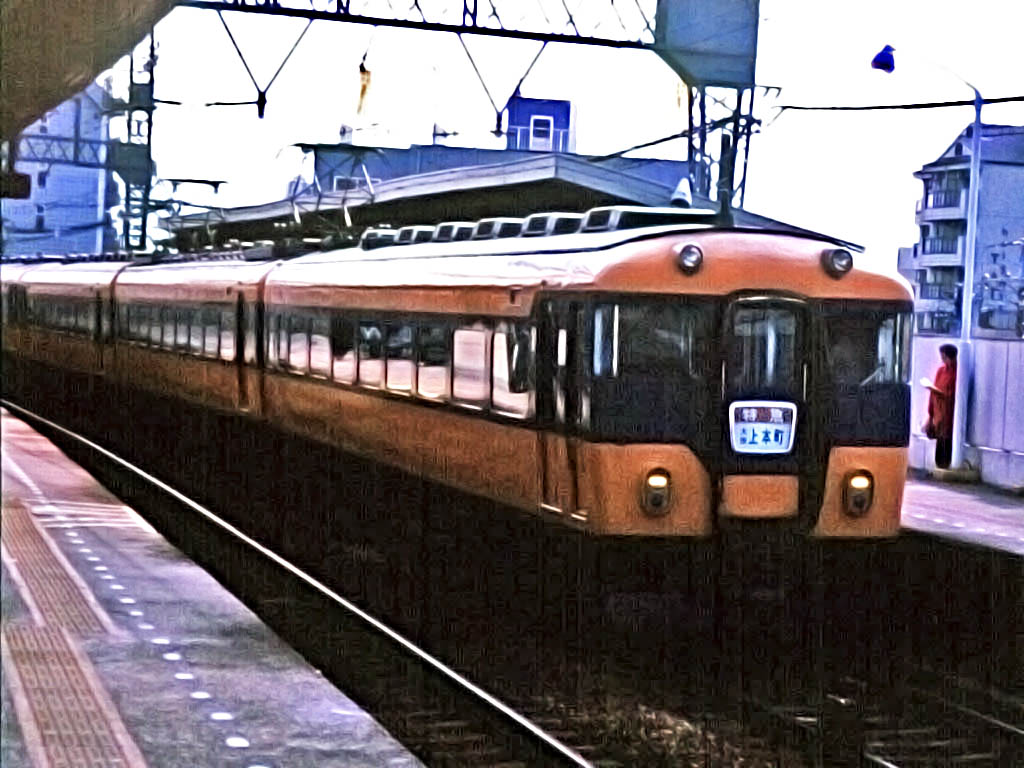
11400系「新エースカー」
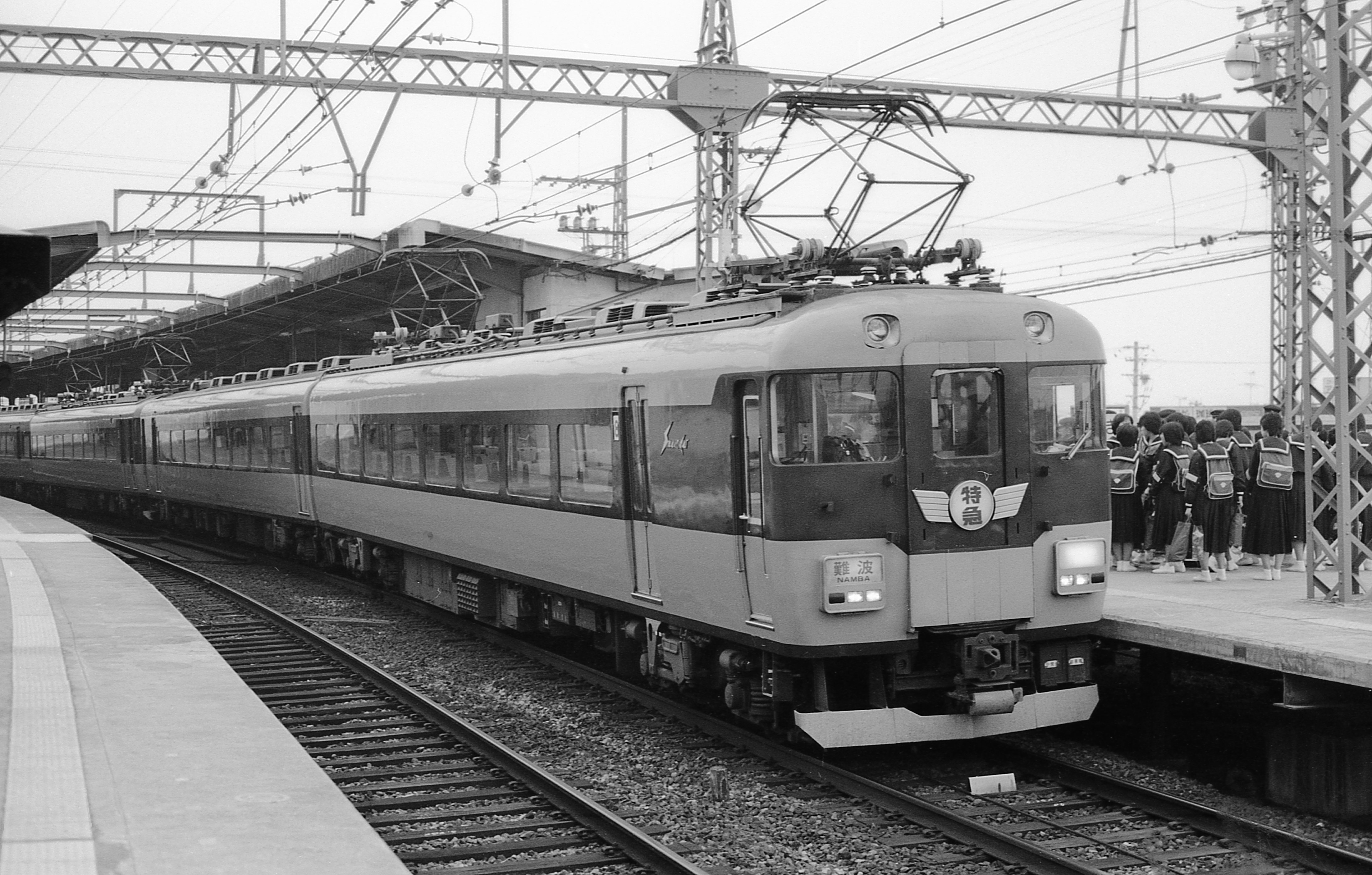
12000系「スナックカー」
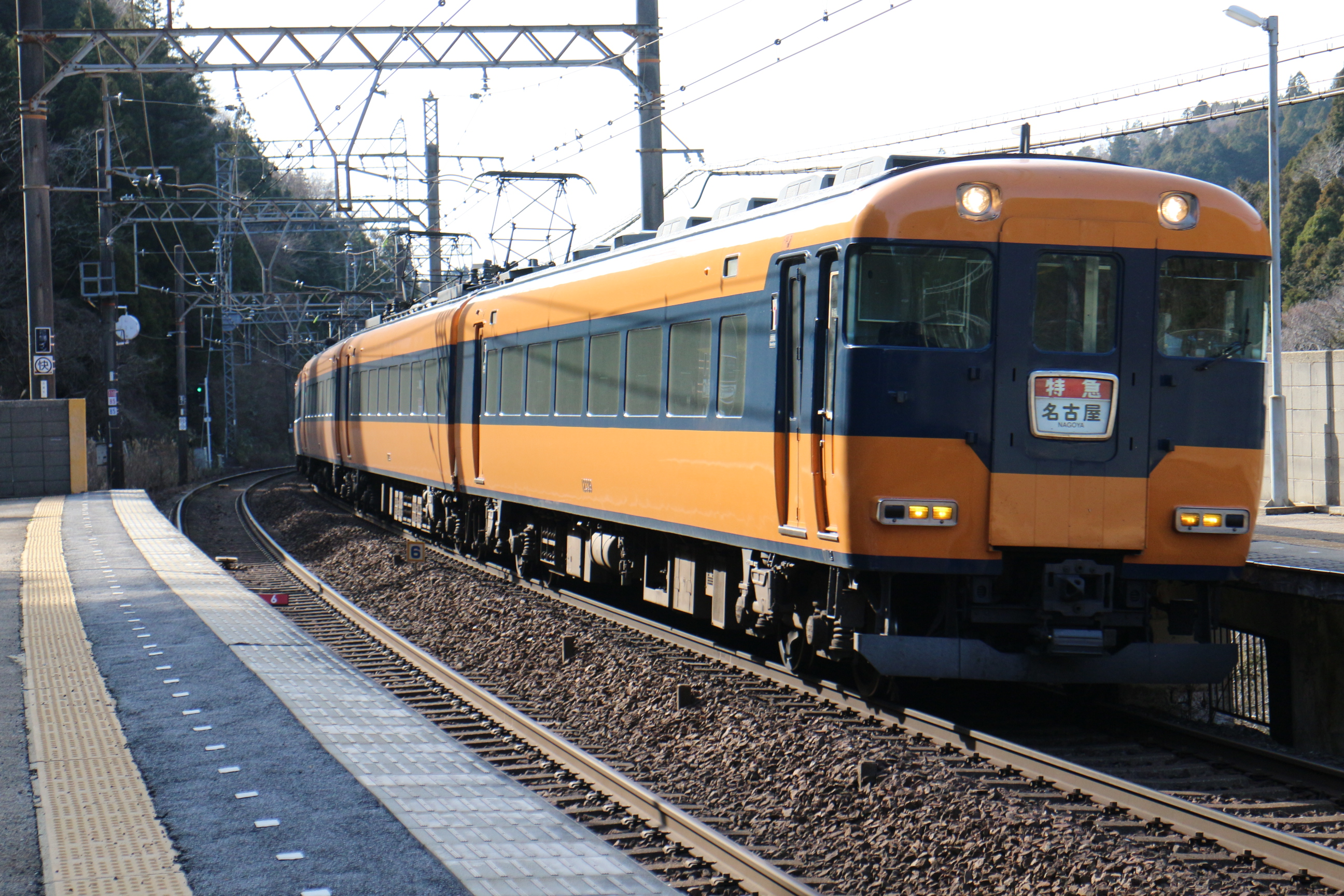
12200系「新スナックカー」
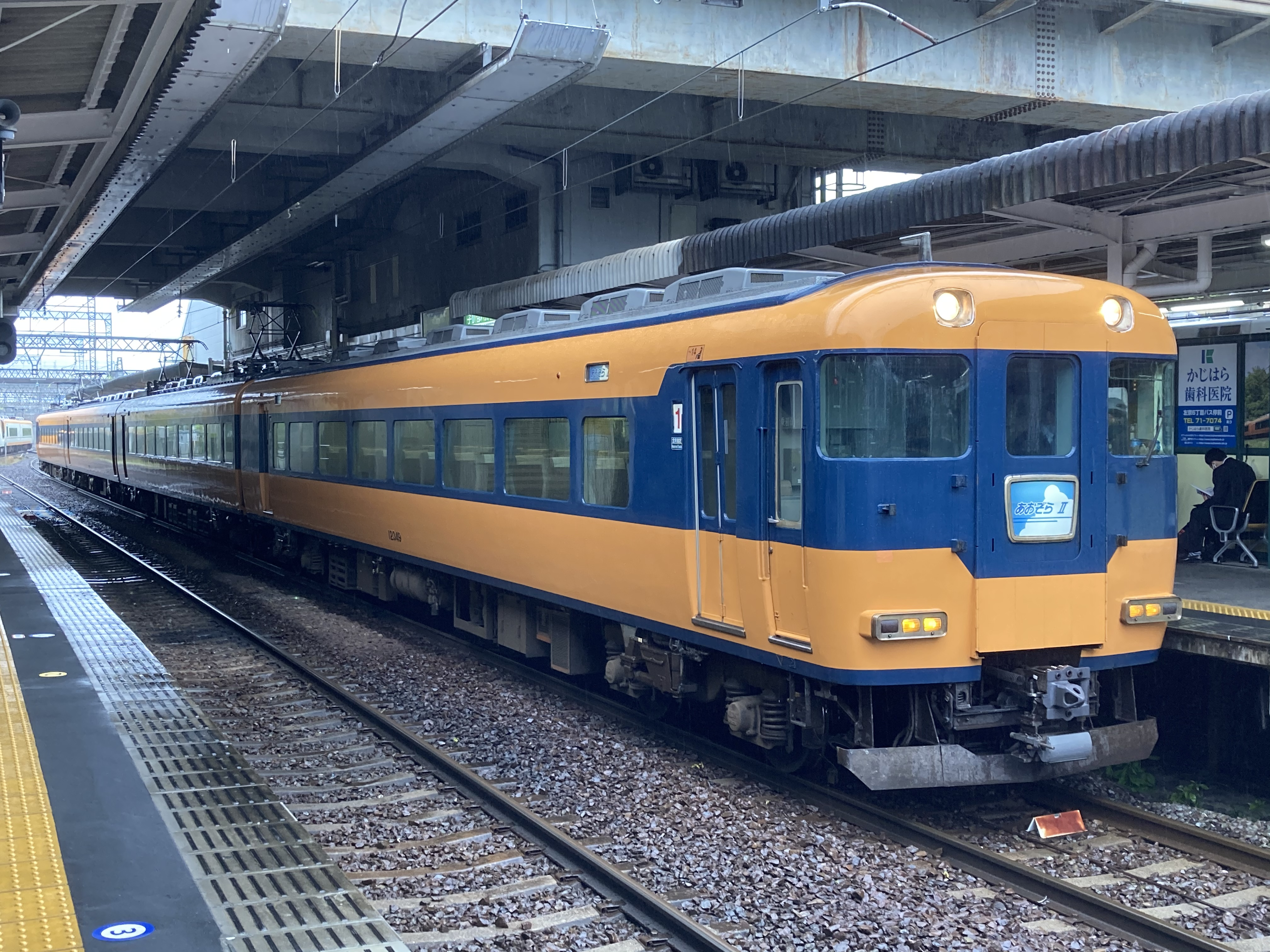
12200系「あおぞらII」
18000系（画像提供依頼）
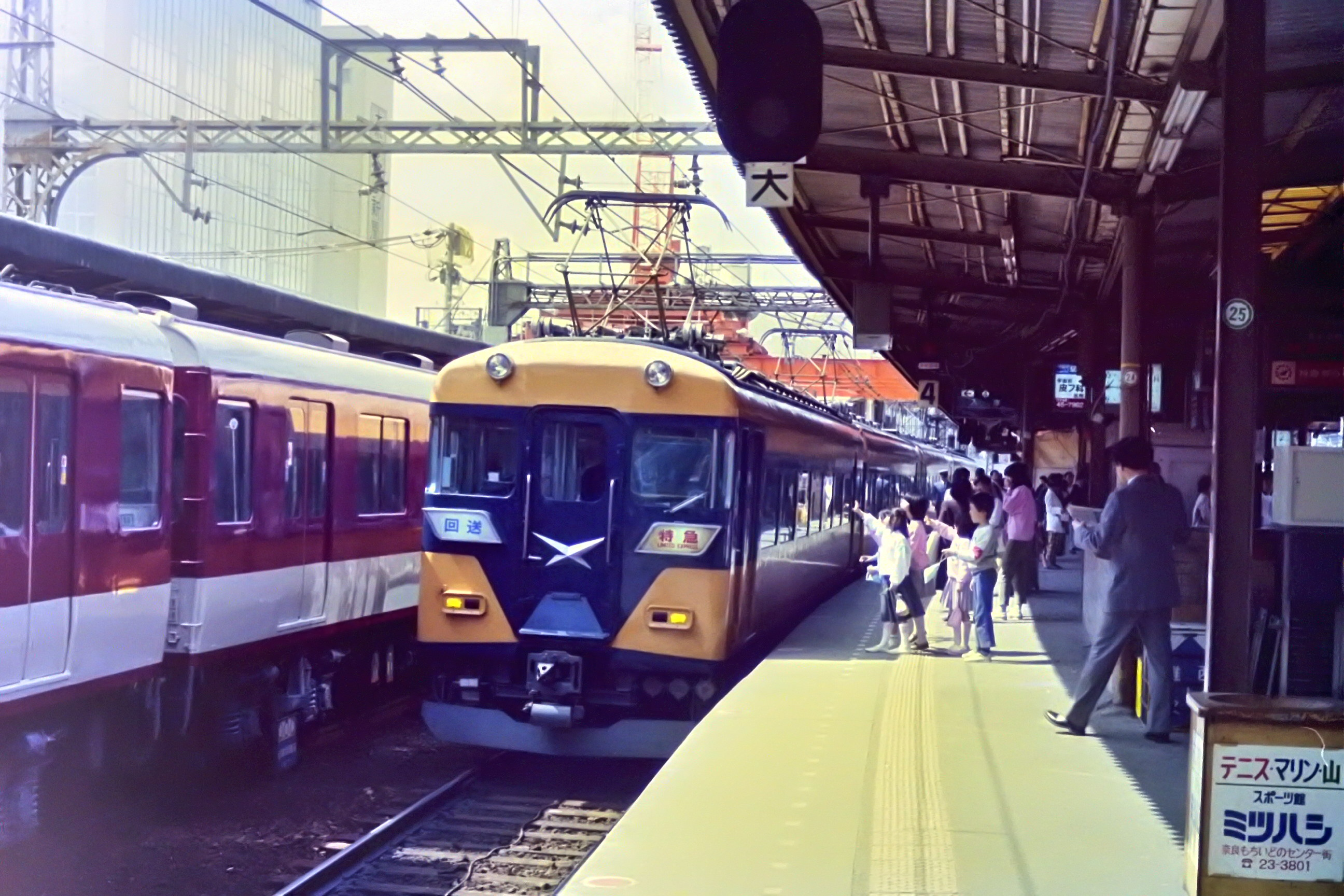
18200系「ミニエースカー」
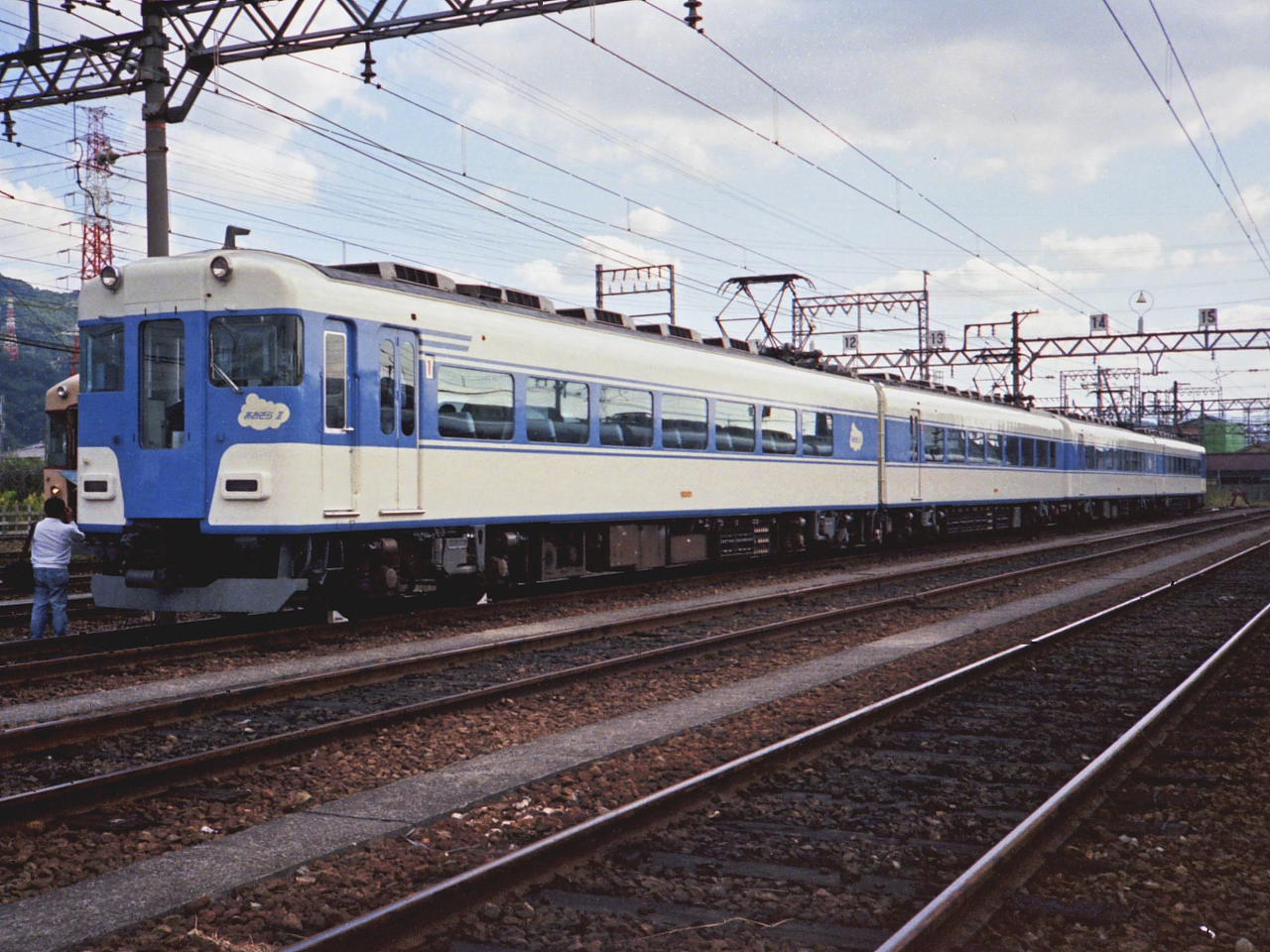
18200系「旧あおぞらII」
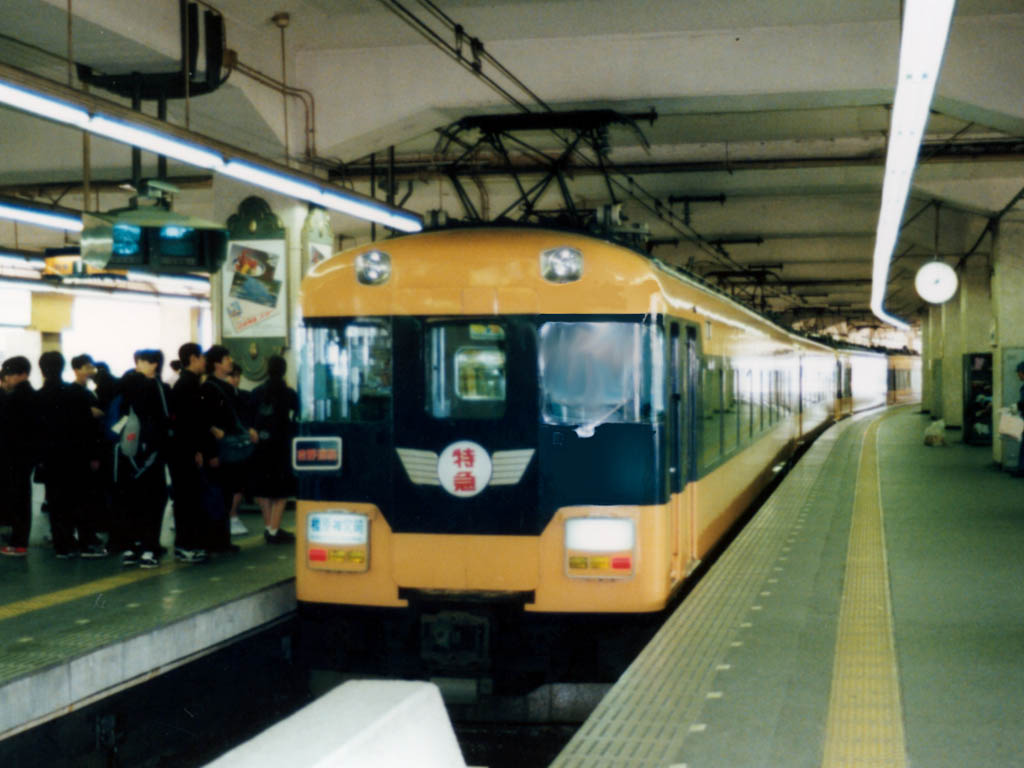
18400系「ミニスナックカー」
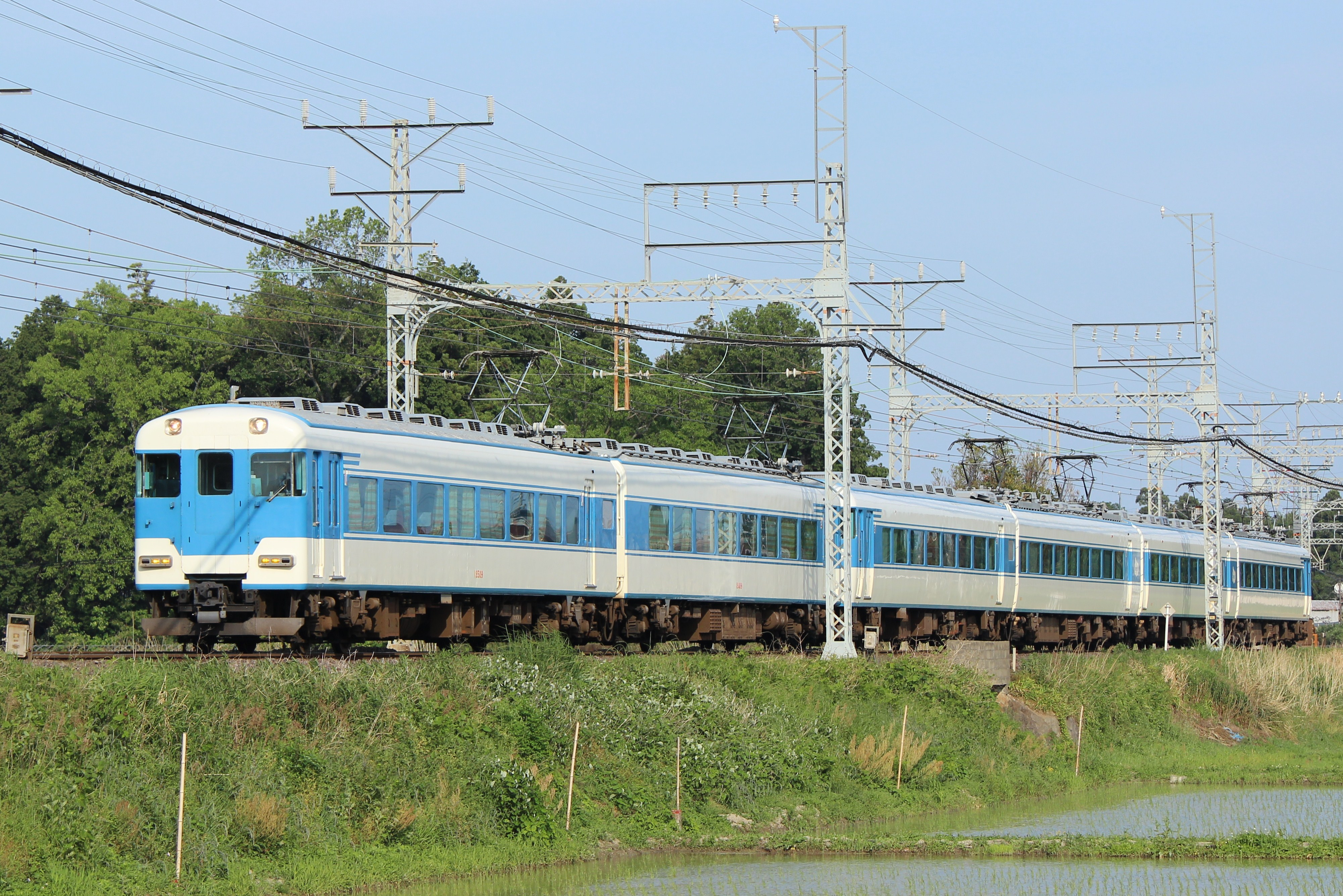
18400系「旧あおぞらII」
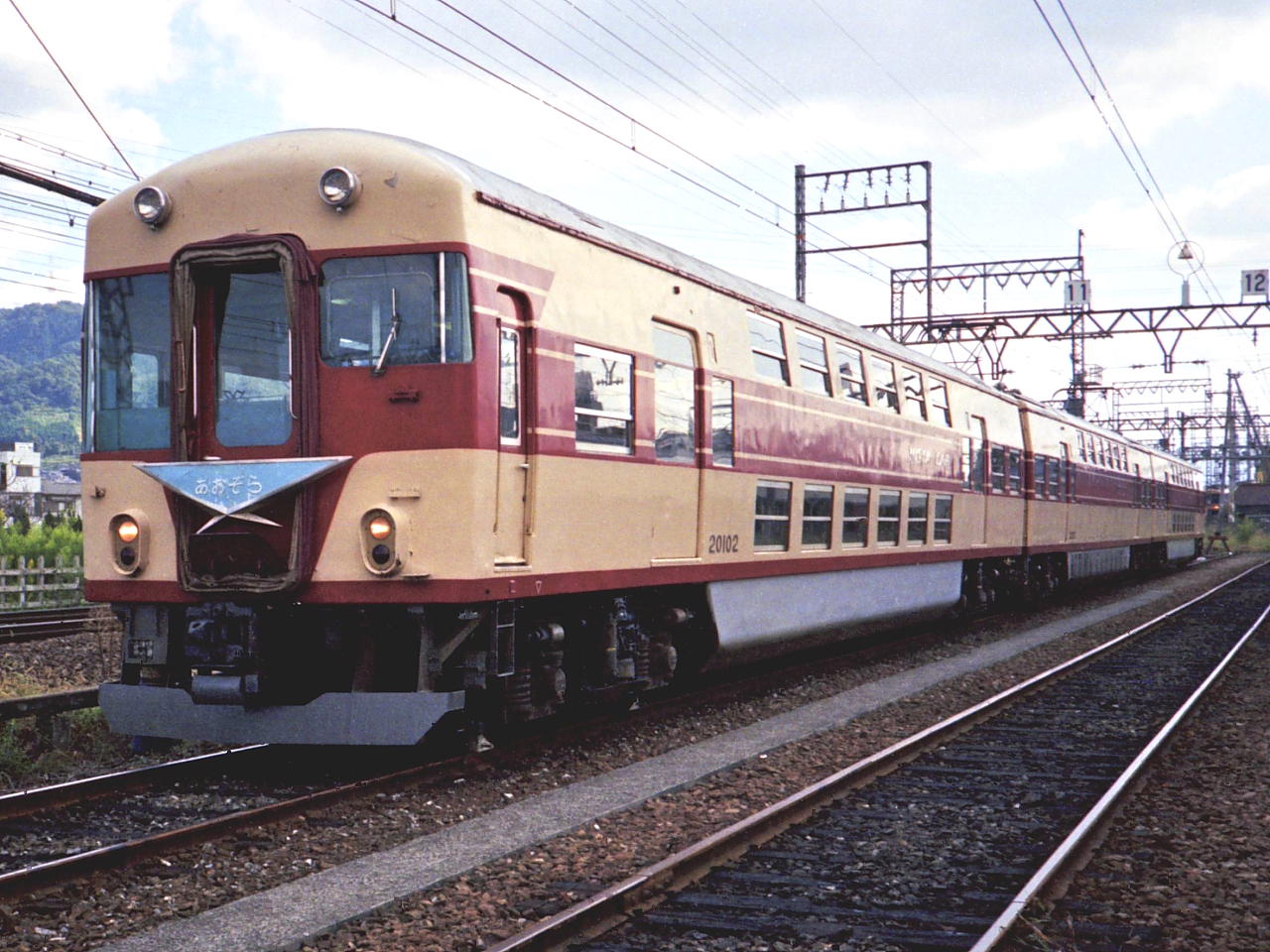
20100系「あおぞら」

## 一般車両
近鉄では特急用と団体用以外の車両は一般車両としてカテゴライズしている。
長距離急行列車を運行している大阪・名古屋線系統においてはトイレの有無や接客設備の違いにより、急行（長距離）用（トイレ付き・基本的に転換クロスシート及びL/Cカー）と通勤（近距離）用（トイレなし・ロングシート）に用途を二分している。一方、その他の系統については種別・距離による用途を明確にしていない。
2010年代半ばから乗り入れ車両を含めて順次タブレットを使用した車内自動放送システムを採用している。
以下は年度毎による車両の総合的変遷を世代別に解説・分類した後、世代別と路線別を組み合わせた表を使用し、これまでの幹線共通規格車を整理している。前世代と次世代両者に跨る系列も一部に存在する。

### 試作高性能車（1954年以降）
近鉄におけるカルダン駆動方式を採用した高性能車は、1954年にク1560形を改造して試作されたモ1450形がその始まりである。
1955年には初の量産型高性能車として奈良線に800系が投入されたが、新生駒トンネル開通以前の車両限界に準拠した設計とされたことから、車体長18m級・車体幅2,600mmと、同系列の増備車と位置付けられる820系とともに他の高性能車とは大きく異なる規格が採用された。

### 初期高性能車（1957年以降）
本線用高性能車としては1957年に片側3扉の1460系が大阪線に、日本初の高加減速車でもある片側4扉の6800系が南大阪線に投入され、3扉と4扉で比較が行われた。しかし、大阪を中心としたスプロール現象は予想よりも早く拡大し、片側3扉ではまかないきれないと判断され、大阪線にも片側4扉の1470系、1480系が投入された。1980年に新製された8800系まで20年以上にわたり踏襲されたこのデザインの車両は「丸屋根車」と総称される。標識灯は角型一灯式のものが採用された。細部では6800系の前照灯配置や1480系の中間車の前後対称の窓配置など、後に増備された車両と比較して異なる点が存在した。また、高性能車ではないものの、名古屋線の6441系も1460系とほぼ同じ車体の片側3扉で投入されていた。
なお、統一規格車体の詳細については後述する。

### 統一規格車体（1961年以降）
保守部品数の削減のため、全幹線で車体について共通化が図られた。なお、厳密には統一規格化と新形式の登場に若干の時期的誤差があり、ほとんどの路線で前世代の最終増備車から統一規格車体となり、すぐ後に新形式が登場している。
本項では便宜上、統一規格車体採用後に登場した新形式を本グループに内包し、統一規格車体の説明も本節で行う。
奈良線用900系においては2,800mm幅の裾絞りを有した広幅車体が採用されたのに対し、他線区用各系列では車体幅が2,740mmに抑制され、裾絞りも設けられていないという構体設計ならびに外観上の差異を有する。
正面窓の縁がHゴム固定支持から金属枠による押さえ面固定支持（900系の1961年製のみHゴム固定支持）となり、外観上前面窓周りがフラットになった。
標識灯が近鉄独特の角型二段となった（ただし900系・8000系前期型・1800系は後年角丸二段に交換）。これは単に後部標識灯と通過標識灯を分離したものでなく、構内入換運転時に白色灯を点灯する規則が近鉄社内にあるため、旧型車や優等列車を運転しない支線においても、比較的大規模の検査を実施する際に、標識灯は角型二段に交換（一般車格下げ後の2250系や、400系409編成のように、角丸二段への交換例も）されていった。
前世代ではオレンジ色白帯（ラビットカー）や肌色青帯（ラビットカーを除くカルダン駆動車）など、投入線区によって車体塗装に差異があったが、本グループに内包される各形式の増備中途よりマルーンレッド一色で統一（8000系はラインデリア車世代中途から）された。
2014年時点ではこの世代の車両は相当数廃車されている。

### ラインデリア車（1967年以降）
廃車された車両も多いものの、現存している車両もある。
車内送風機に近鉄と三菱電機が共同で開発したラインデリアが採用され、従来の扇風機や箱型通風器と比べ、屋根が100mm薄くなった。
標識灯が角丸二段（別名前方後円墳型、台風の予想進路図型、馬蹄型）になった。
1970年製造分から、側面に行灯（あんどん）式種別表示が設置された。2600系には、それに加えて正面にスカートが設置。
1971年製造分から、全系列にスカート、一部系列に前面行先・種別表示幕が設置された。後年の改造により現在は前面・側面とも行先・種別表示幕が設置されている。
一段下降窓の手押さえは、前世代までは横長の金属板を使う一般的なものだったが、この世代からは800系で試用された丸いつまみがガラス上部に付いた。

### 新造冷房車（1971年以降）
ほとんどの車両が現存しているが、廃車も一部発生している。
新製当初より冷房装置を搭載し、天井に冷房風道を設置する前提で構体設計の見直しが実施された結果、ラインデリア車と比較して屋根が高く丸くなった。また乗降時に車内温度が上昇しやすい客用扉部分にラインデリアを1両あたり4台設置し、冷房装置と併用することで冷房効果を高めている。
8600系から冷房装置が集約分散式となり、2610系・2800系も増備中途より分散式から集約分散式に変更された。
前世代の各形式においては床下の補助機器を二位側車両に搭載し重量の分散化を計っていたが、本グループは補助機器も一位側車両に搭載するよう変更された。
この世代では2両編成車が少なく、2800系に2編成と8600系に1編成（現在、8600系の2両編成は中間車を組み込んで4両編成化されている）が製造されたのみである。
1979年製造分から、一部系列のパンタグラフが下枠交差式のPT-48型に変更された。
一段下降窓の手押さえは再度横長の金属板に戻された。

### チョッパ省エネ車（1981年以降）
車体のフルモデルチェンジが行われた。前面は窓上にステンレス製の飾り板が新設され、標識灯が角型横3列配置のものに変更されるなど、全体的に角ばったデザインとなった。後述する制御装置の刷新後も1998年に登場した5800系まで踏襲されたこのデザインの車両は「角屋根車」と総称される。
界磁チョッパ制御が本格的に採用された。だが他社に比べチョッパ車の量産化は遅く、逆にVVVFインバータ制御の採用が早かったため、次世代と比べ両数は少ない。特に南大阪線は2両編成の6600系が4編成作られたのみである。これは山岳区間の多い近鉄では回生制動の失効を抑える必要があるのに対し、チョッパは比較的高い速度から失効するが、VVVFインバータ制御は失効速度が低いことが理由の一つである。
この世代のみの外観上の変遷として、側面表示部が種別のみあんどん式→銀枠なし種別行先方向幕→銀枠つき種別行先方向幕と移行している。

### VVVF省エネ車（1984年以降）
車体外観は前世代とほとんど変わらない（3200系・5200系列・7000系列などを除く）が、以下の通り多くの変化が加えられている。
第2世代以前の2両編成の廃車が始まったことによる代替目的などから、2両編成の車両が多い。逆にこの世代からは3両編成車が製造されなくなった。
制御方式がVVVFインバータになり、側面乗務員扉直後に「VVVF INVERTER」のエンブレムが貼付された（5800系のみ「L/C」のエンブレムが貼付されている（2009年3月以降順次撤去）。また機器メーカーが日立製作所製か三菱電機製かによって、一部系列を除き系列番号を分けている。
1986年の3200系より本格的にアルミ合金製車体を採用。初期車は主にA6N01アルミ合金が用いられていたが、1233系・1430系・6413系以降はリサイクル性と溶接性を考慮し、A7N01アルミ合金が用いられている。ただし、急行用車両として3扉構造で新製された5200系のみ、側窓を大型化した関係で構体開口部が他系列と比較して大きくなったため、構体強度確保の観点から普通鋼製構体を採用している。これとは別にけいはんな線所属の7000系も普通鋼製構体となっている。
全幹線新規格車体が本格採用され、奈良・京都線と同じ広幅裾絞り（最大幅2,800mm）となった。
3200系以降、中間車の窓配置が前後対称となる。これに伴い定員1名あたり座席幅が車端部及び乗務員室後部が400mm（4人または7人掛け）、ドア間が430mm（7人掛け）と不均一であったものを全て430mmに統一した（車端部の座席は5人掛けに変更）。この影響で、座席定員が若干少なくなり（先頭車両6名、中間車両2名分）、また先頭車両の運転台後ろにあった座席も廃止され、車椅子スペース（1991年までの新造車両では落成当初は設置していなかったが、2004年までに設置完了）へと変更された。
1989年に製造を開始した車両からは新アルミ材の使用および台枠構造の関係で、車体裾が下方向に若干長くなった。
3200系以降、マルーンレッド（それまでの1色塗り時代のものより明るい色調とし、同時にマルーンよりマルーンレッドに改称した）とシルキーホワイトのツートンカラーを採用。この配色は幹線系全通勤車と、後に特殊狭軌線を除く支線にも採用された。2001年頃からは更に裾部と雨樋部分（1420系以前の車両。雨樋が埋め込まれている車体構造となった3200系以降では塗り分けられていない）のマルーンレッド塗装を省略した簡略化塗装への変更が幹線系・支線双方で進められ、現在ではシリーズ21とアートライナー、復刻塗装を除く全通勤車がこの簡略塗装となっている。
袖仕切りがパイプのみから、化粧板を併用したタイプとなった。
運転席のメーターパネルのデザインが若干変更された（カラーも水色から茶系になった）。ただし、6400系の最初の2編成は従来型のデザインおよびカラーの運転台であった。
この世代のみ、機器面におけるごく僅かな変更点でも、1位単位で別系列に区分されている。
3200系を除き、大阪・名古屋線と奈良・京都線で導入系列が統一された。ただし運用上在来車と混結する必要があるため、編成の向きやノッチ操作の設定は配置線区により異なっている。
2020年頃には液晶ディスプレイ(LCD)を使用した車内案内表示装置が取り付けられている車両が増えてきたが、未搭載車両とLED表示機搭載車両（5200系なども含む）が残っており、現時点で完全に普及していない。
7000系を除き、この世代の車両はアルミ車と言うこともあり、A更新は長年見送られており、更新をほぼ実施していなかったが、2023年度よりA更新を本格的に開始した。アルミ車のA更新では制御装置のSiCへの更新や、方向幕のフルカラーLED化のみに留まらず、内装をリニューアルした上で防犯カメラを設置した他、前照灯と通過標識灯の位置がそっくりそのまま入れ替わり、先頭車前面にもガードスクリーン（転落防止幌）を装備するようになった。

### シリーズ21（2000年 - 2008年）
この車両では、押しボタン式の戸閉め放送装置（もとむらみちこにより収録）が搭載されている。また、前世代の車両と連結してもこの押しボタン式の戸閉め放送は流れるようになっている。なお、乗務員の業務状況によっては、この装置を使用せず、自動放送用タブレット端末から操作して流す場合もある。このグループは2008年に製造を終了し、2024年登場の8A系まで16年間にわたり通勤型の新造は中断することになった。
シリーズ21には、前世代および次の世代の車両で搭載されている液晶ディスプレイ(LCD)への更新は行われていない。

### 前面八角形風車体（2024年以降）
2024年より前面を八角形風のデザインにするなどのフルモデルチェンジ車両となった8A系を皮切りとして、次世代の車両として分類される。2026年1月に1A系が大阪・名古屋線で、同年5月に6A系が南大阪線系統で営業運転を開始する予定。なお、大阪・名古屋線系統に導入される予定の車両については車体塗装は青色となる予定。
- 8A系
奈良線・京都線・橿原線・天理線に導入の車両。2024年6月26日未明より、本線試運転を実施し、同年9月28日には試乗会を実施した。10月7日より運転を開始し、年度内（2025年3月末まで）に12編成48両が、翌年度には9編成36両が導入される[13][14]。
座席はL/Cシートで、ベビーカーや大型荷物対応スペース「やさしば」が1両に2箇所設置される。
また、鋼索線以外では近鉄初となる半自動ドアボタン(扉個別開閉スイッチ)も設置される。
車内防犯カメラが1両に4箇所、乗務員と通話できる非常通話装置が1両に2箇所設置される。
2024年5月31日、近畿車輛から搬出され、高安検車区へ2両（8A101、8A201）が搬入された[15]
なお、2026年度分導入予定の車両からは一部の車両にトイレが設置される予定。

### 幹線共通規格一般車世代一覧
幹線同士の移籍系列は、改造点が少ない（最小限の路線規格のみ改造など）系列は未掲載。中規模な改造をした系列は改造後の年代でなく、製造時の世代で配置している。
改番があった系列は改番後の番号のみ掲載。
▲印は営業運用終了済車両。ただし、事業用への転用や、支線転出のための改造・改番で存続している車両を含む。
第6世代は前述通りマイナーチェンジで1桁単位での形式変更を行っているため、1230系、1422系などにまとめて記載する。
7000系・7020系（けいはんな線）と820系（伊賀鉄道）は系列数が少ないため、3代目600系列（養老鉄道）は改造時の変遷が複雑なため、この表には記載していない。
| 分類                            | 大阪・名古屋線                            | 名古屋線 （機器流用車含む） | クロスシート車 | 奈良・京都線            | 奈良・京都線 その他の系列 | 南大阪・吉野線 |
| ------------------------------- | ----------------------------------------- | --------------------------- | -------------- | ----------------------- | ------------------------- | -------------- |
| 試作高性能車 （1954年以降）     | モ1450形▲ 1460系▲                         |                             |                | 800系▲                  |                           |                |
| 初期高性能車 （1957年以降）     | 1470系▲ 2470系▲ 1480系▲                   | 6441系▲ 1600系▲             |                |                         | 1650形▲                   | 6800系▲        |
| 統一規格車体 （1961年以降）     | 2400系▲                                   | 1800系▲                     |                | 900系▲ 8000系（21-59）▲ | 820系▲                    | 6000系▲        |
| ラインデリア （1967年以降）     | 2410系 2430系                             | 1810系 1000系 1010系        | 2600系▲        | 8000系（60-90） 8400系  | 920系▲                    | 6020系         |
| 新造冷房車 （1971年以降）       | 2800系                                    | 2000系                      | 2680系▲ 2610系 | 8600系 8800系           | 3000系▲                   | 6200系         |
| チョッパ省エネ （1981年以降）   | 1200系 1201系 1400系 2050系               | 9000系                      |                | 8810系 9200系           |                           | 6600系         |
| VVVF省エネ （1984年以降）       | 1420系 1220系 1230系 1422系 1430系 1620系 |                             | 5200系 5800系  | 1233系 1020系           | 3200系                    | 6400系 6620系  |
| シリーズ21 （2000年以降）       | 9020系                                    |                             | 5820系         | 9020系 9820系           | 3220系                    | 6820系         |
| 前面八角形風車体 （2024年以降） | 1A系                                      | 1B系                        | 8A系           |                         |                           | 6A系           |

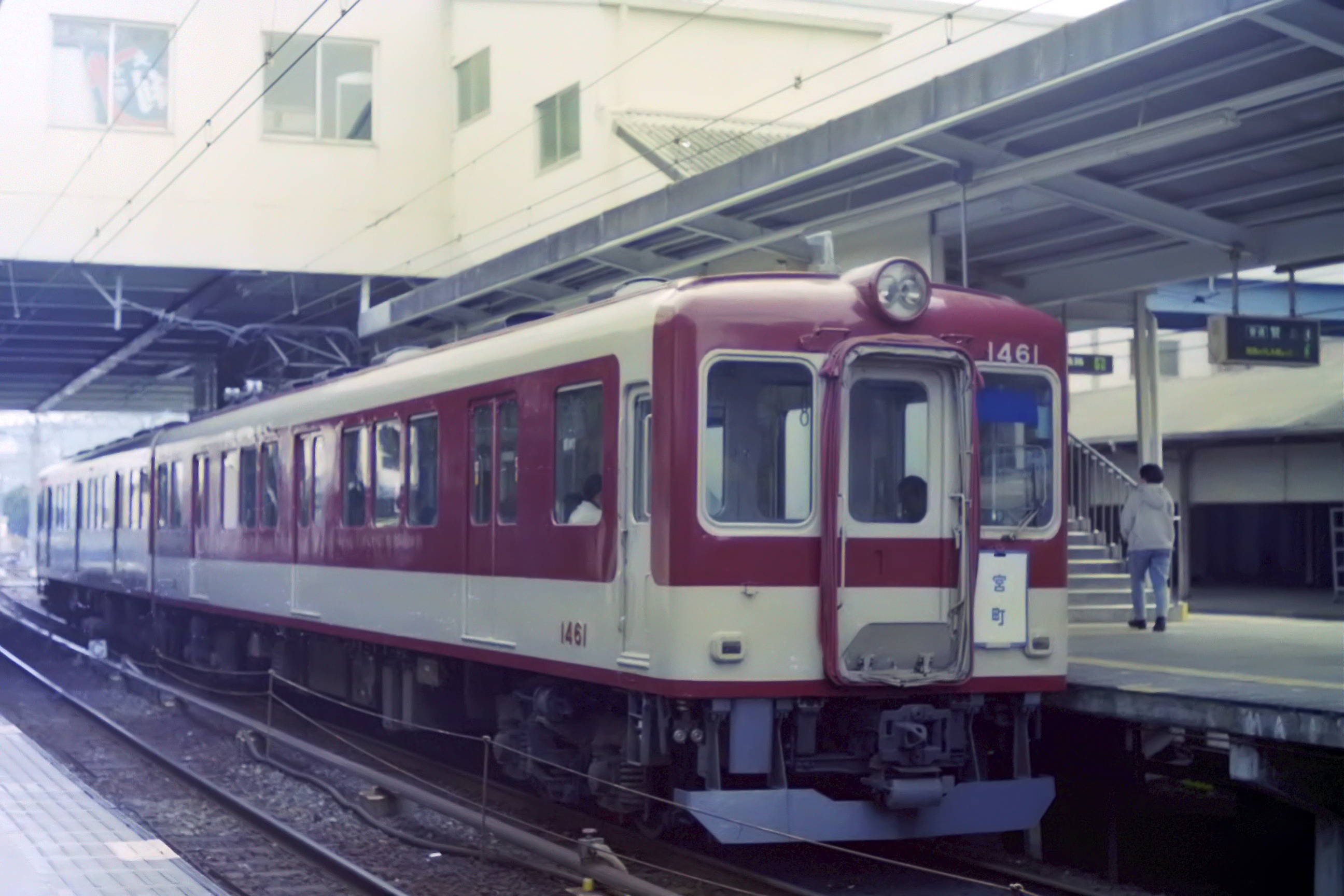
通勤用 1460系 鳥羽駅
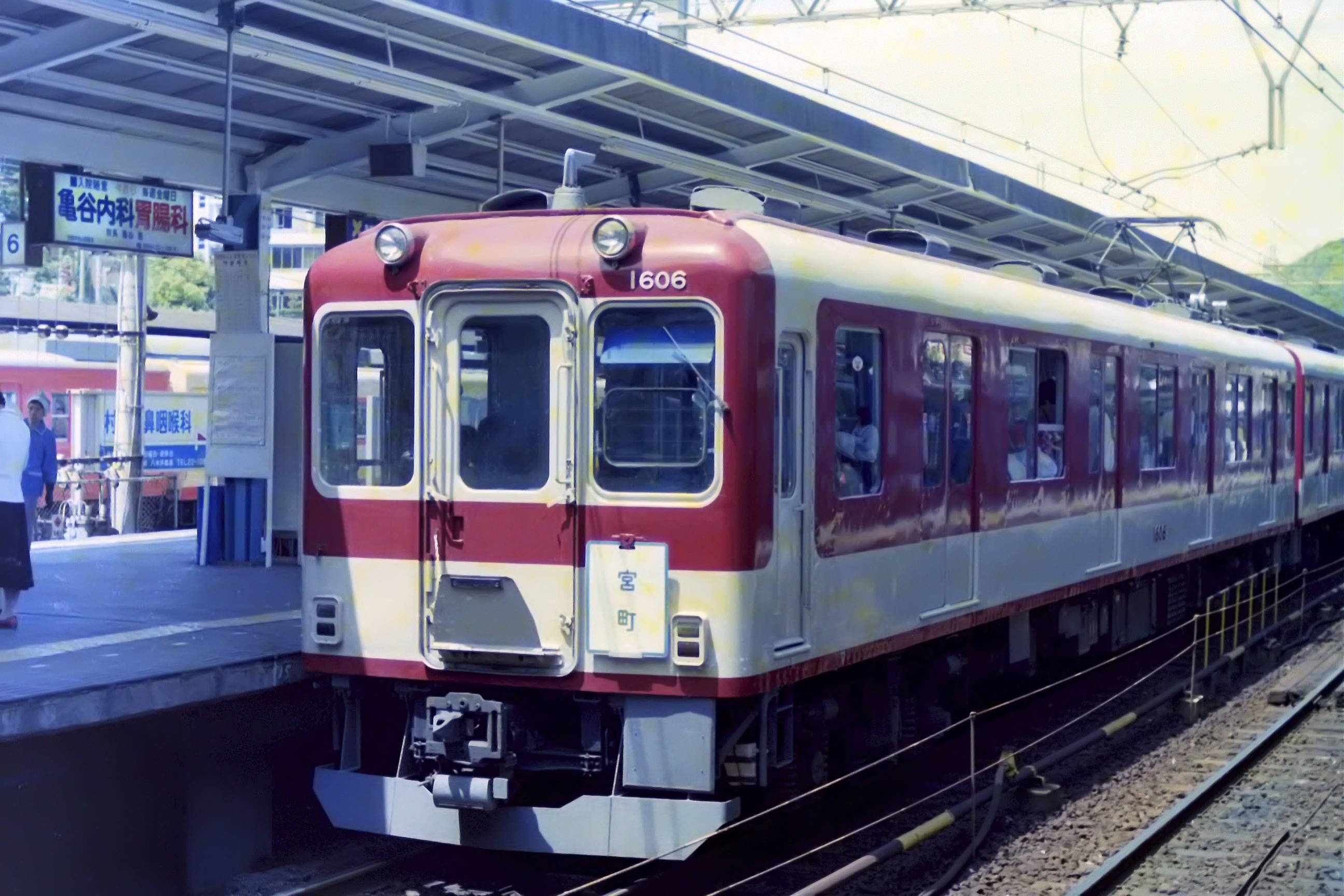
通勤用 1600系 鳥羽駅
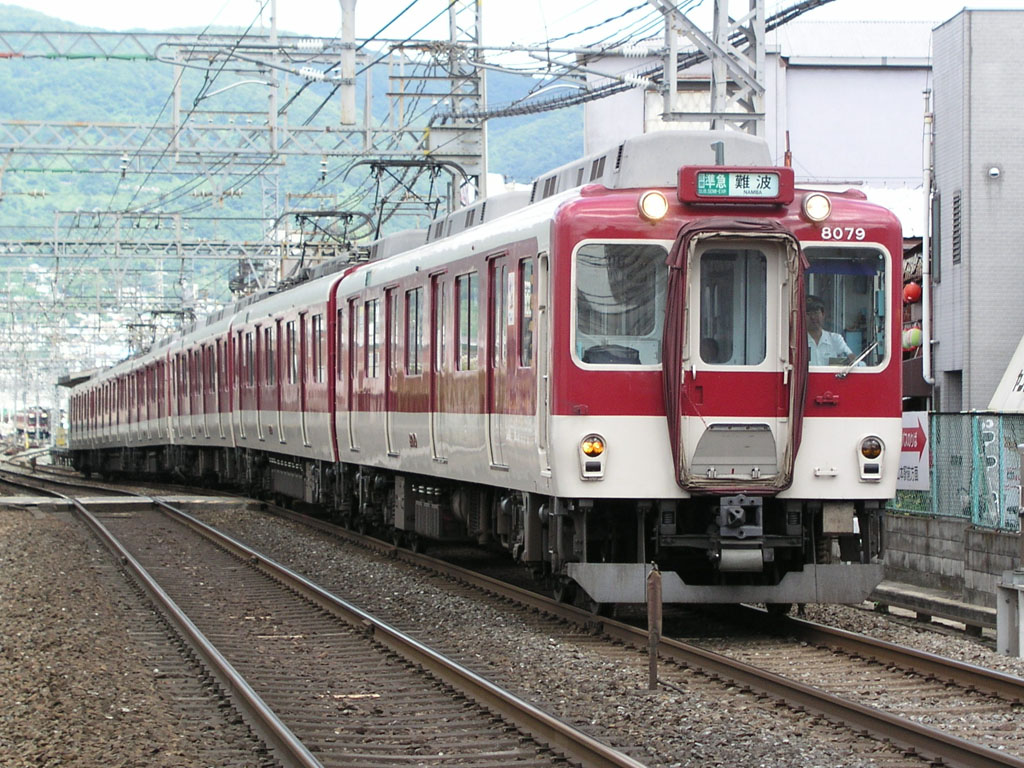
通勤用 8000系 河内花園駅付近
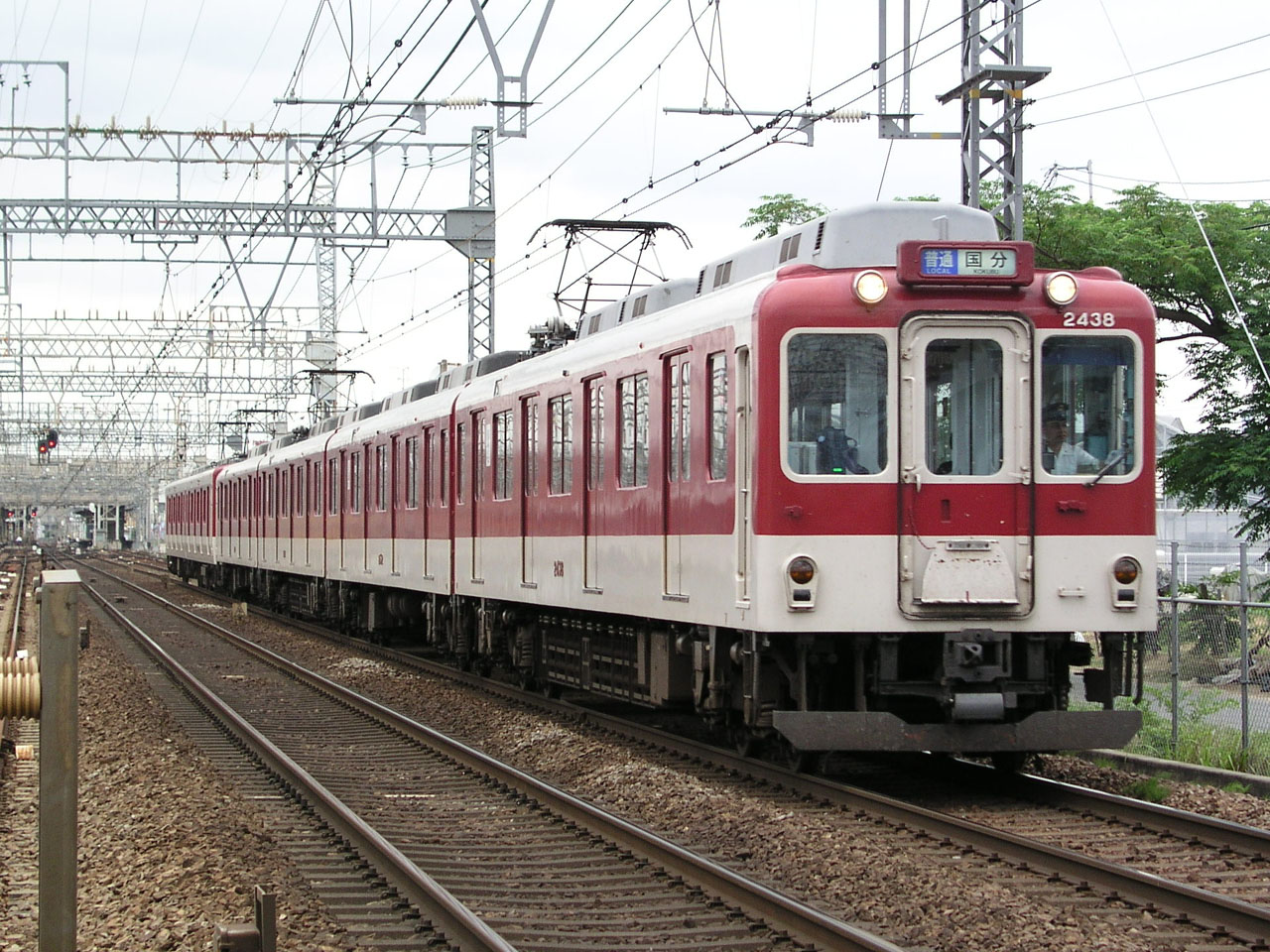
通勤用 2430系 高安駅 - 恩智駅間
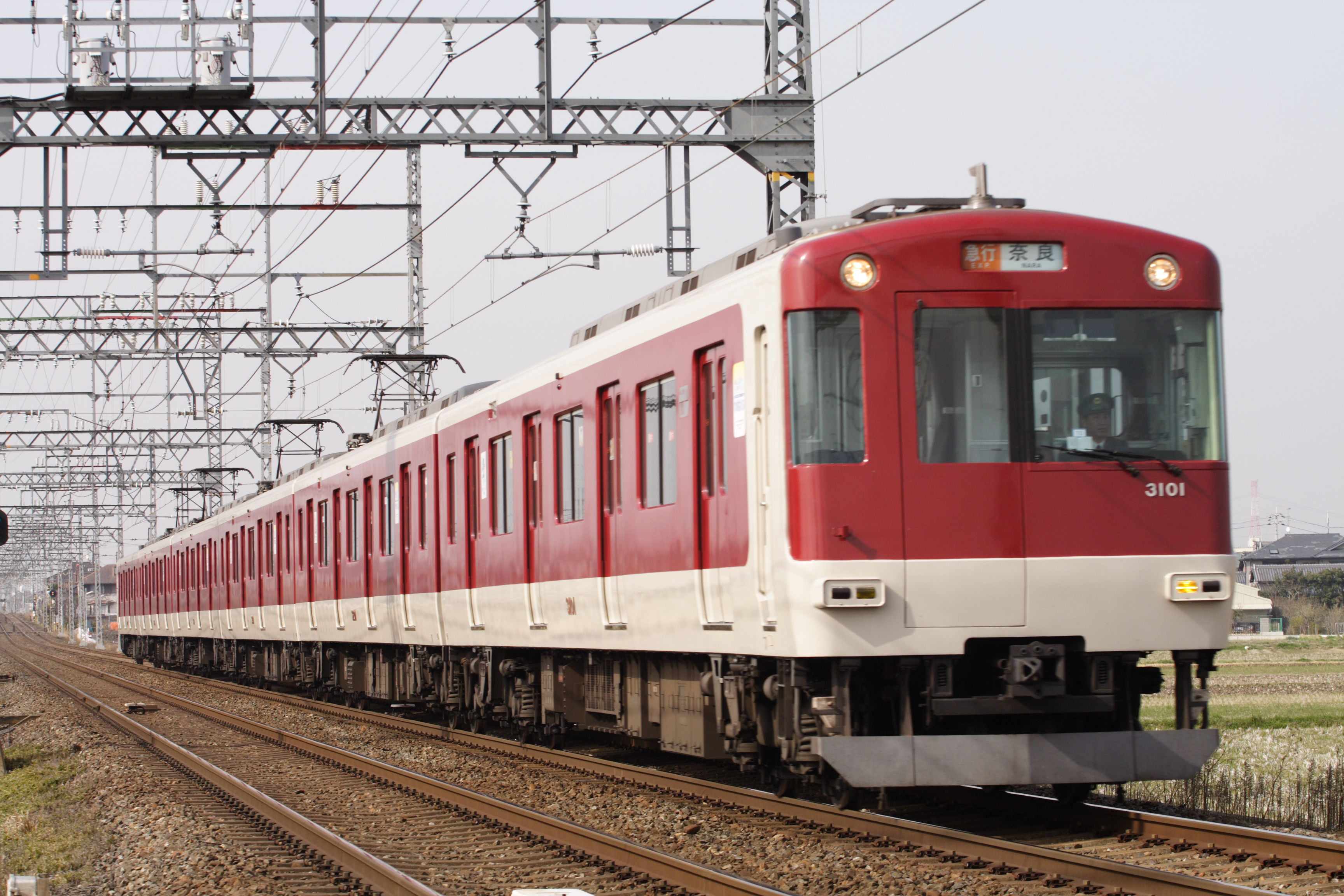
京都地下鉄乗り入れ用 3200系 新祝園駅 - 狛田駅間
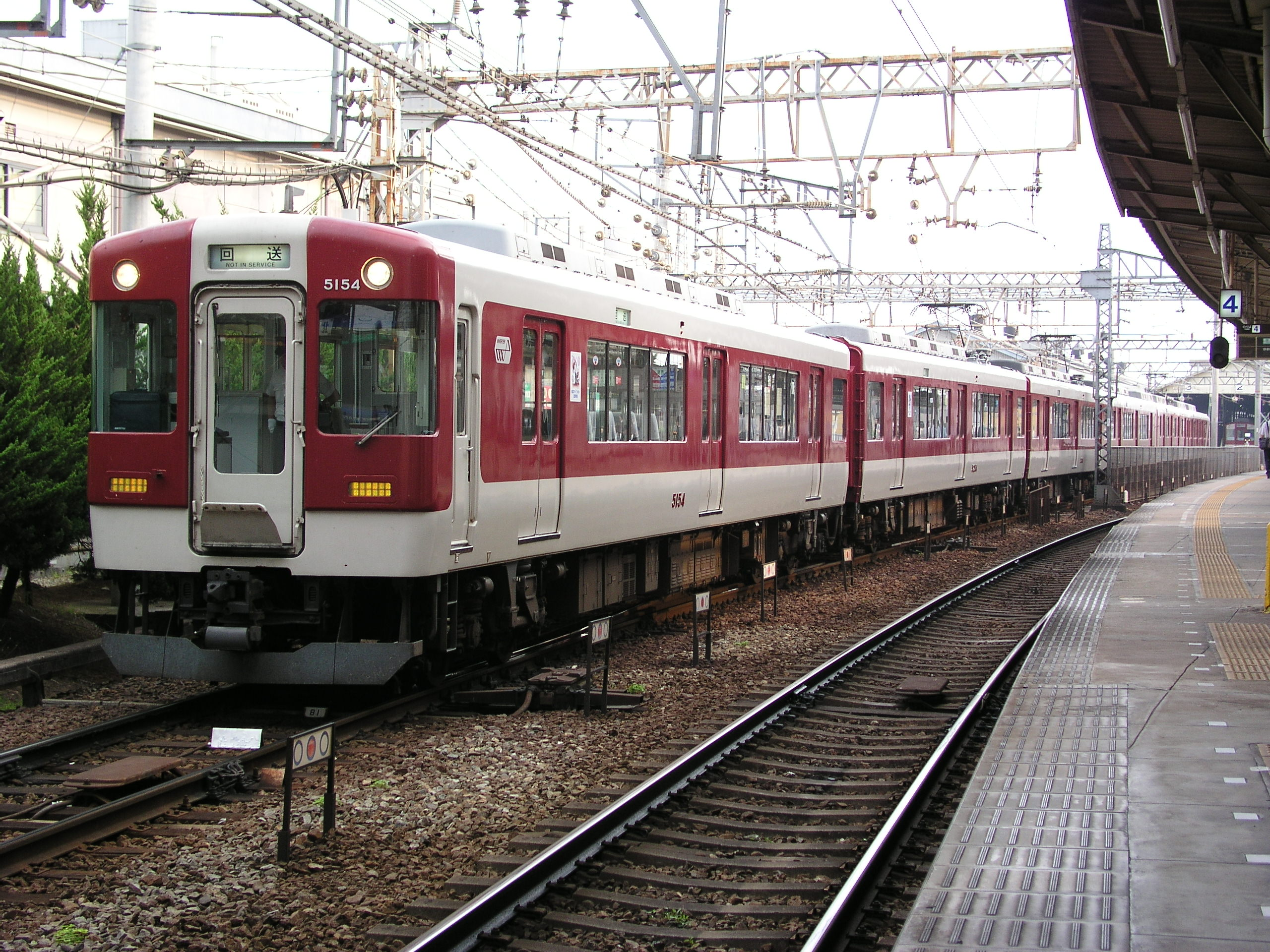
急行用 5200系 高安駅
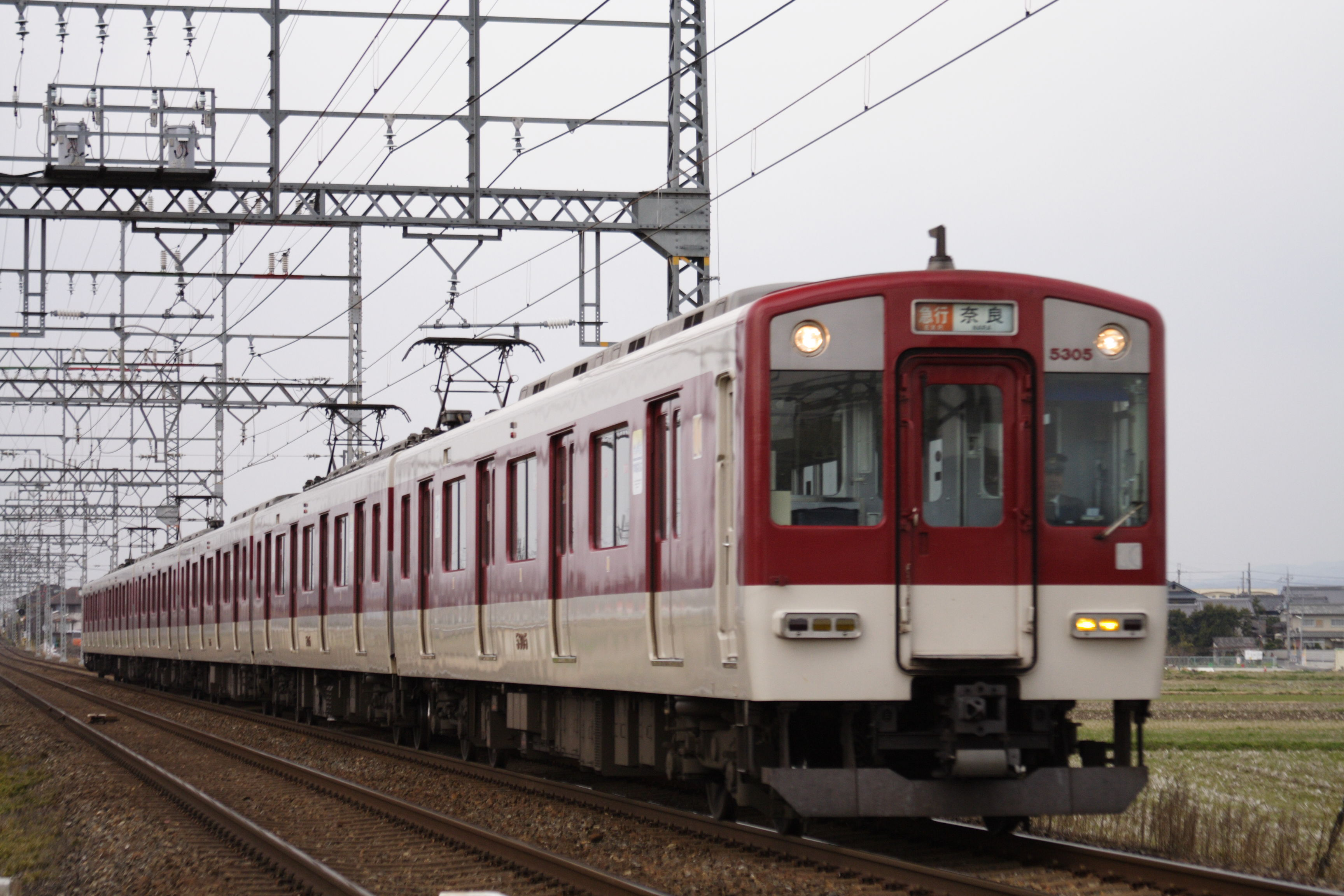
「L/Cカー」通勤用 5800系 新祝園駅 - 狛田駅間
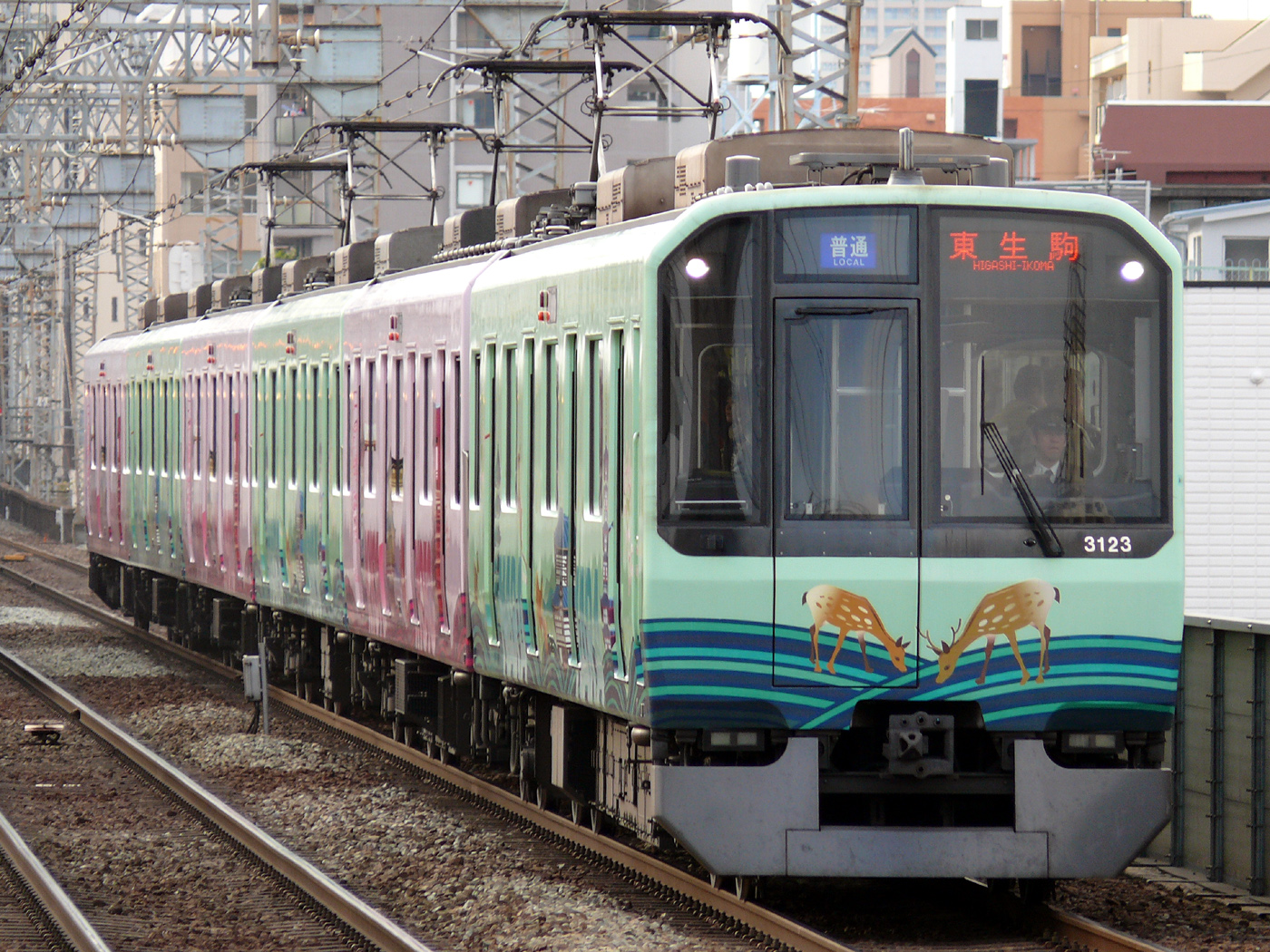
「シリーズ21」通勤用 3220系 今里駅
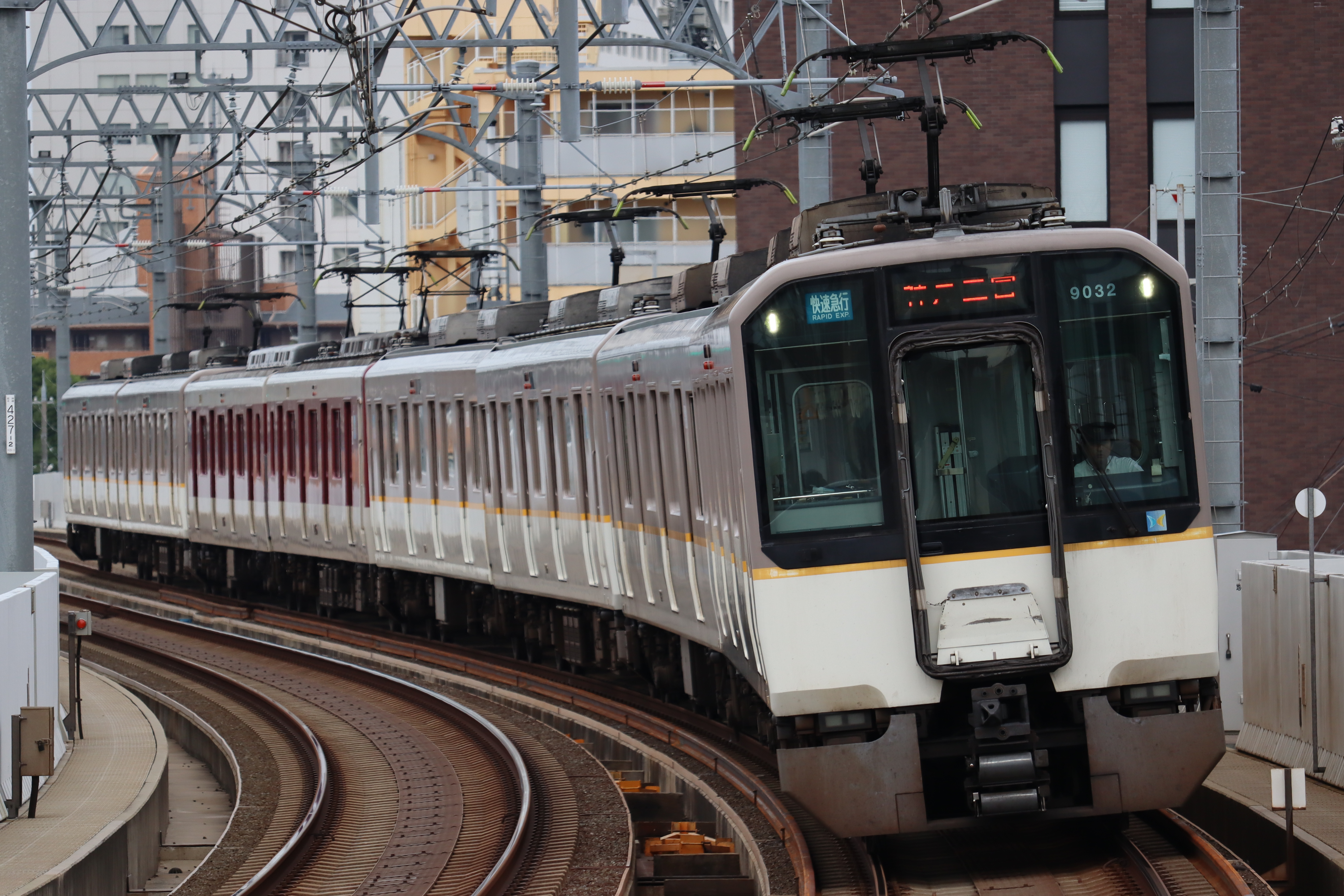
「シリーズ21」通勤用 9020系 鳴尾・武庫川女子大前
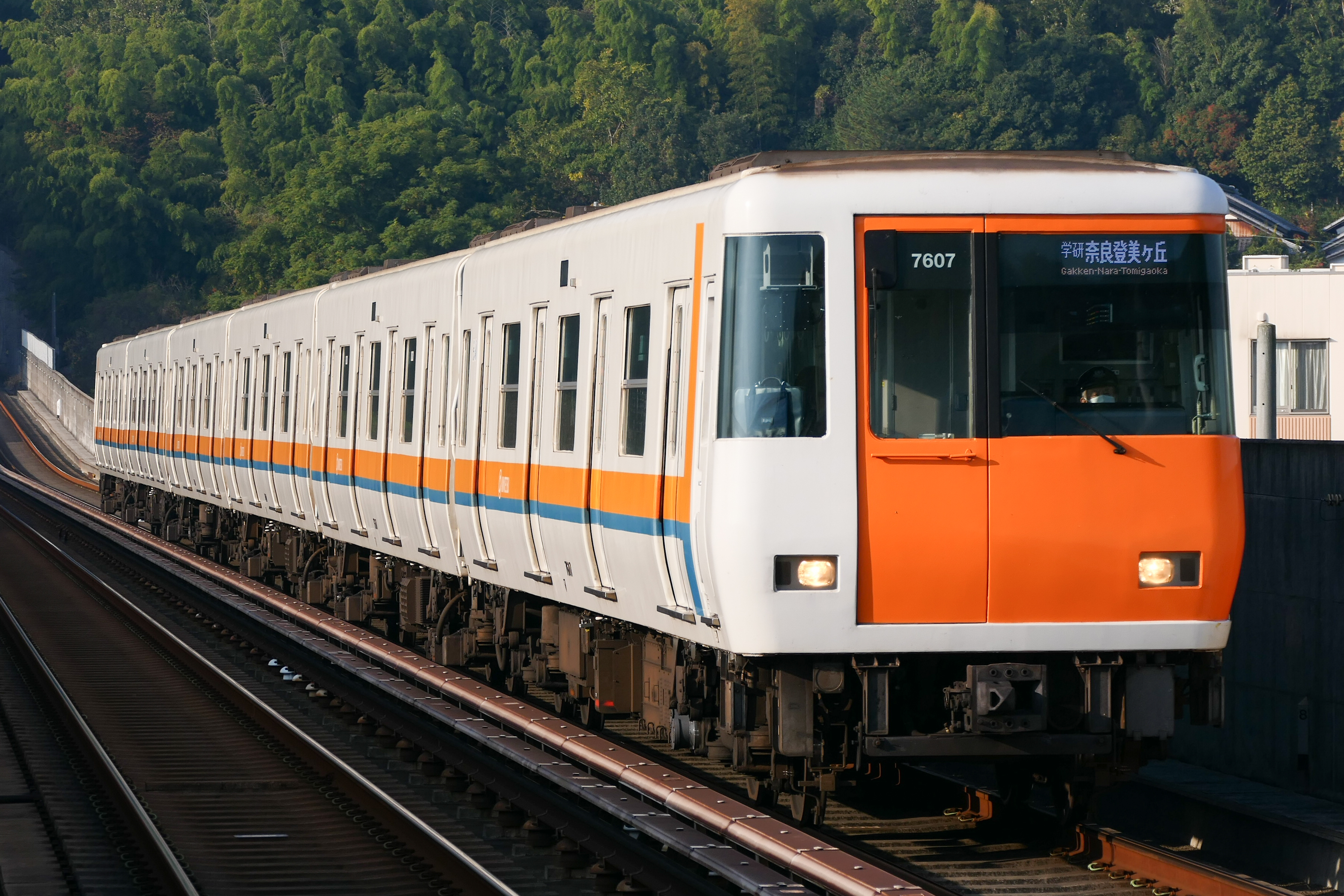
けいはんな線用 7000系 学研北生駒駅
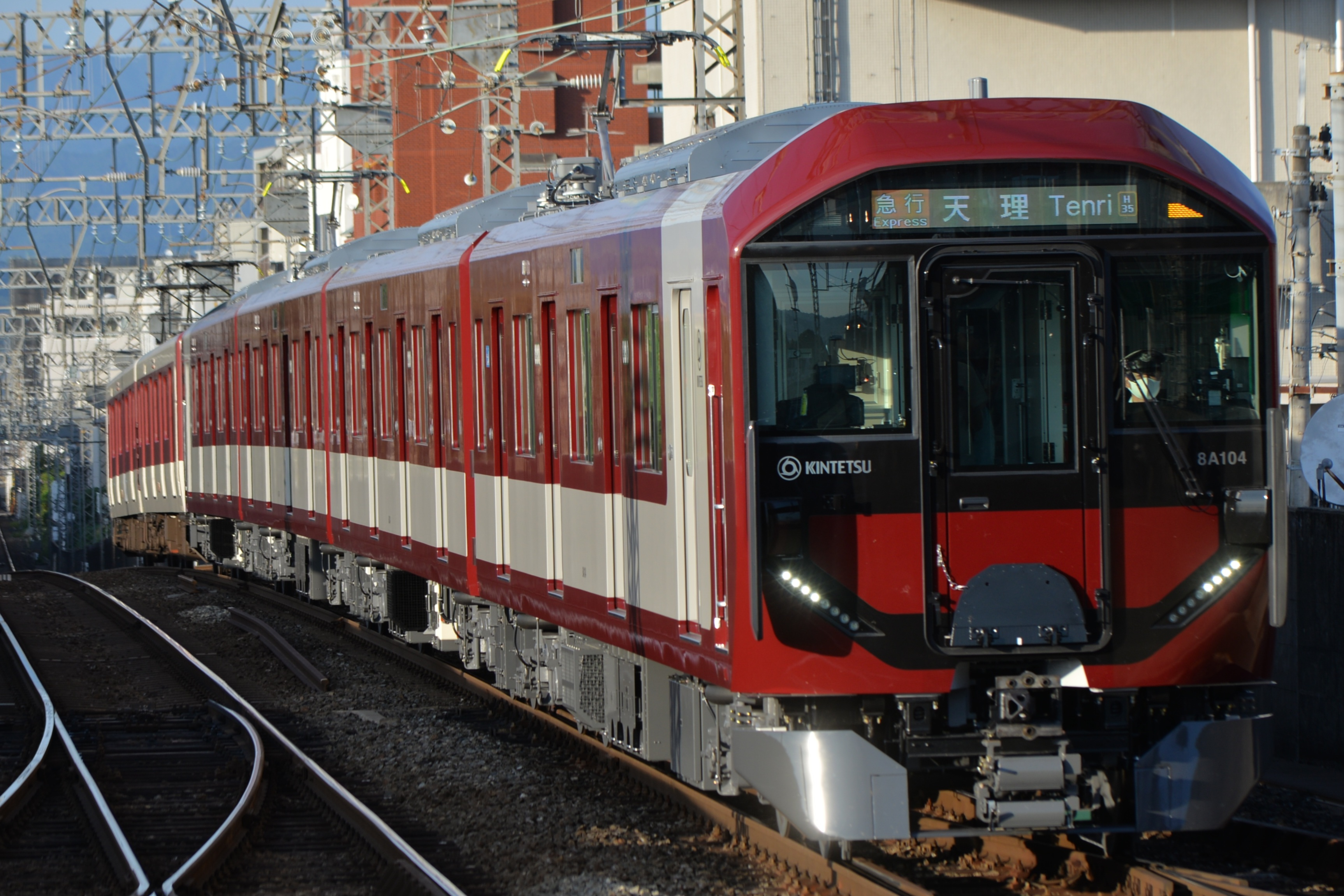
「L/Cカー」通勤用 8A系 大久保駅

### 第三軌条線区

#### けいはんな線（Osaka Metro中央線乗入用）
- 7000系
- 7020系

### 事業用車両

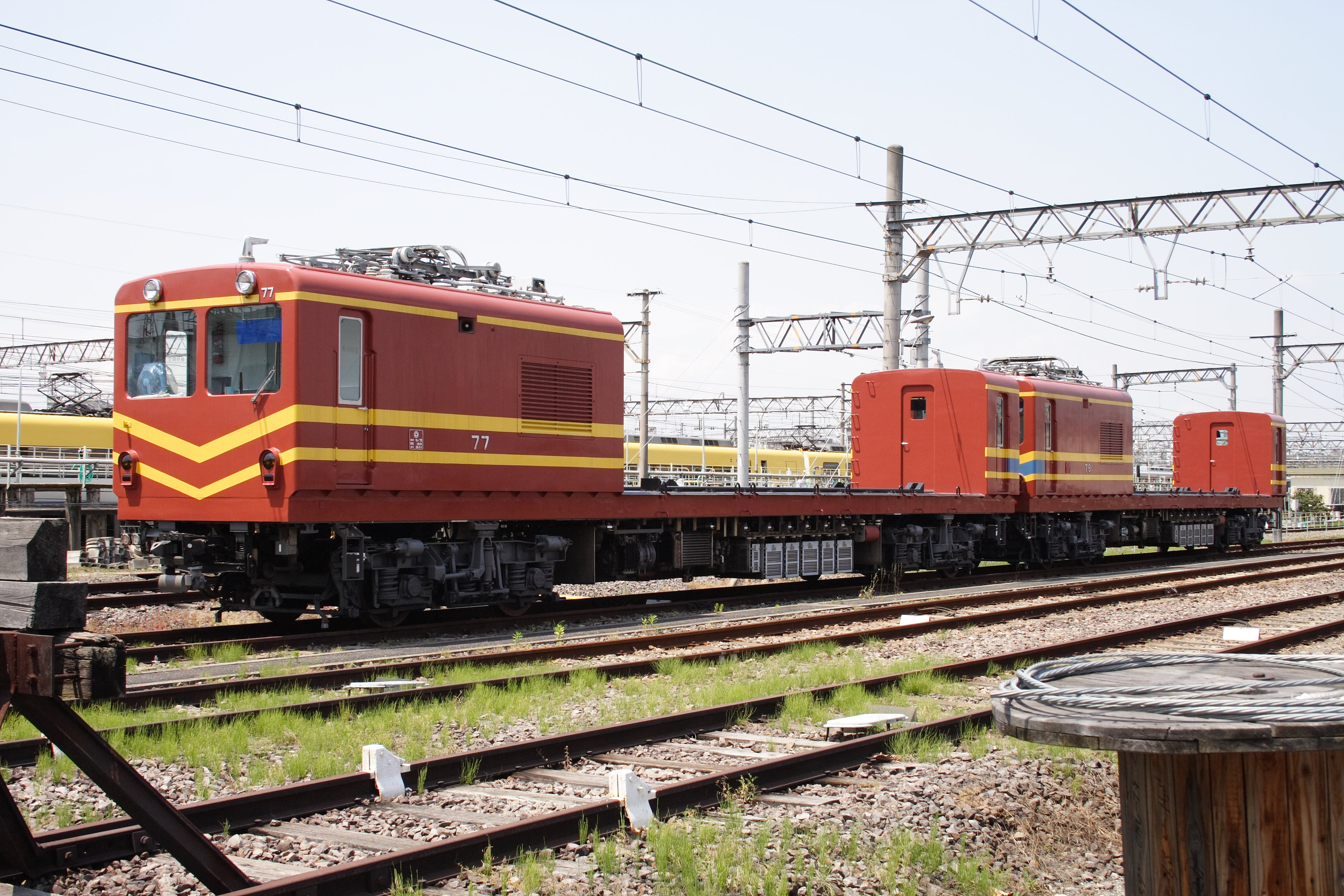
モト75形
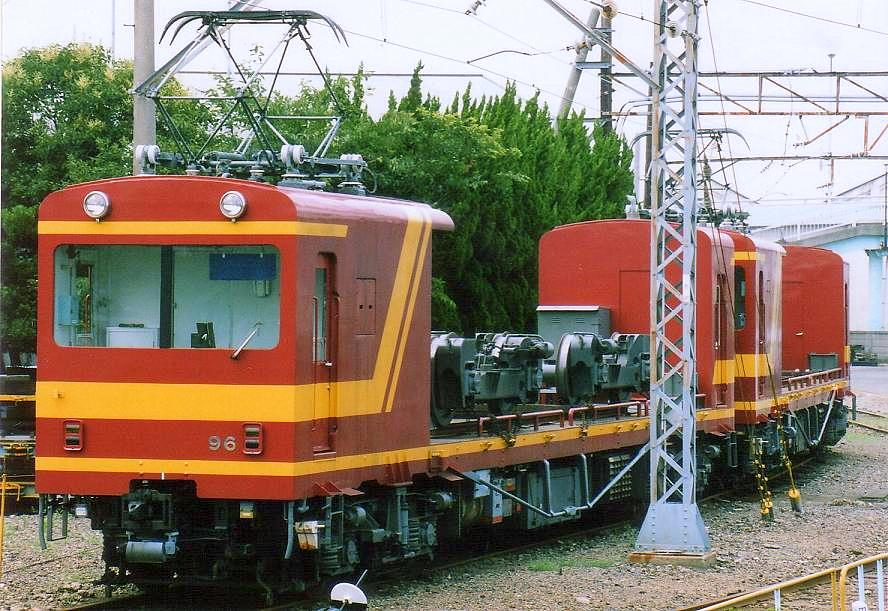
モト90形
- 五位堂・高安入替車
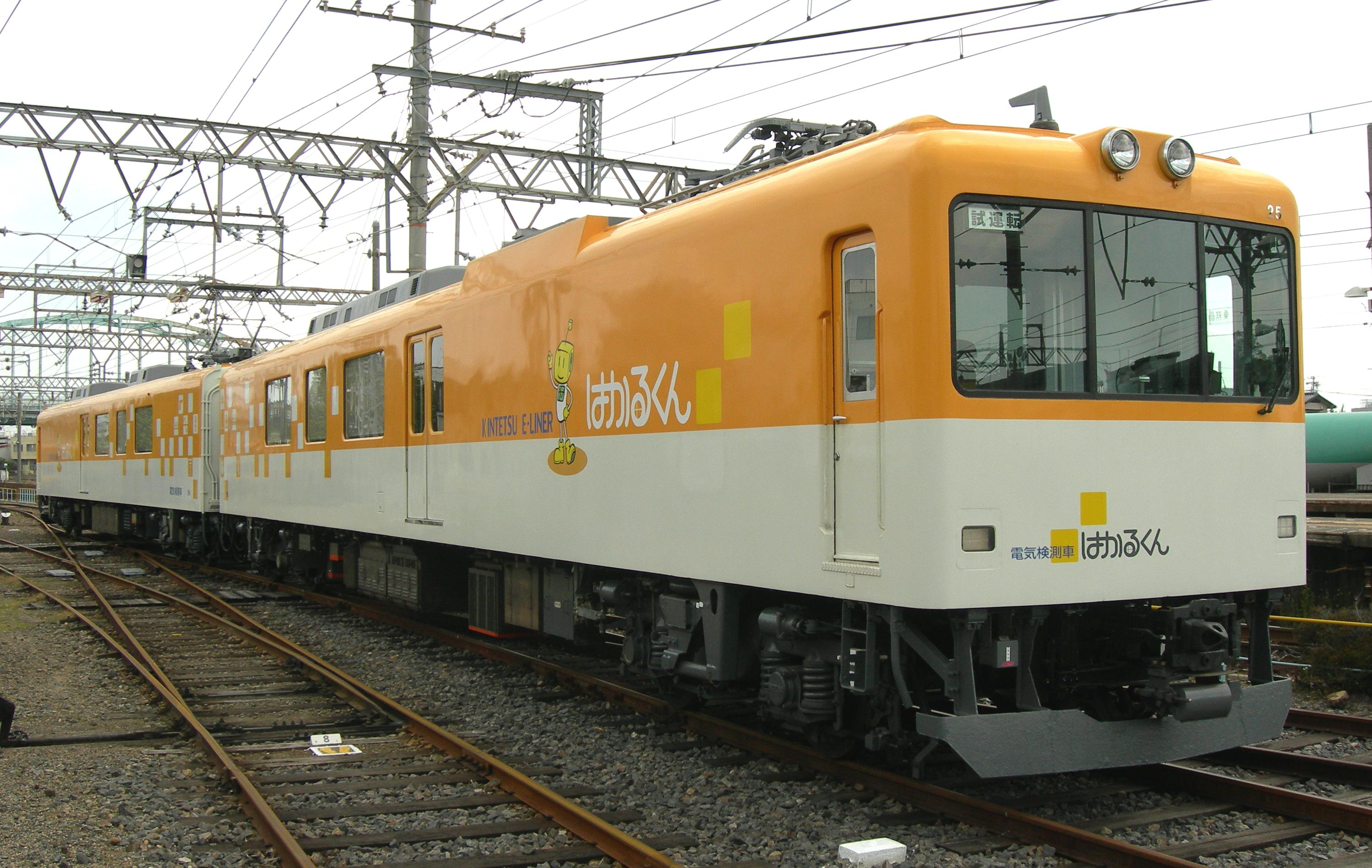
モワ24系電気検測車（はかるくん）

- モト75形
- モト90形の一つモト96+モト94
- はかるくん

### 過去の車両
前述の「幹線系高性能通勤車一覧」に掲載されている車両は、以下では省略した。

#### 近鉄在籍で運用を終了した車両（前身会社からの引継車両を含む）
このうち前身会社からの引継車両は大まかに、600Ｖで旧生駒トンネルの車両限界に対応した大軌系小型車両、1500Vで参急乗り入れに対応した大軌系大型車両（1435mm）と、ほっそりしたスタイルの伊勢電鉄系車両、優美な飾り窓が特徴的な大鉄系小型車両、吉野線乗り入れに対応した大鉄系大型車両、頑丈そうなスタイルの吉野鉄道系中型車両（1067mm）の5種類に大別される。
- 特急車格下げ車両
  - 6401系
  - 2250系
  - 6421系
  - 6431系
  - 680系（旧奈良電・特急車）
  - 683系（旧奈良電・予備特急車）
- 元奈良電気鉄道の一般車
  - 400系
- 元大阪電気軌道→関西急行鉄道
  - モ200形
  - モ261形
  - モ250形
  - モ400形
  - モ600形
  - 400系
  - 600系（初代）
  - モ1000形
  - モ1100形
  - モ1200形
  - モ1300形
  - モ1400形
- 元参宮急行電鉄→関西急行鉄道
  - 2200系

- 元大阪鉄道→関西急行鉄道
  - モ5800形
  - モ5621形
  - モ5651形
  - モ6601形
- 元吉野鉄道→大阪電気軌道
  - モ5151形・モニ5161形
  - モ5201形
- 元伊勢電気鉄道→参宮急行電鉄
  - モニ5101形・モ5111形
  - モ5121形
  - モニ5131形
  - モニ6201形
  - モニ6221形
  - モニ6231形
- 元三重交通→三重電気鉄道 志摩線車両
  - モ5920形・モ5925形
  - ク5910形・ク5930形
  - モ5960形
  - モ5940形・モ5945形
- 元三重交通→三重電気鉄道 特殊狭軌線車両
  - モニ210形・モ240形
  - モ230形・サ120形（初代）・サニ110形
  - サ150形
- 信貴山電鉄・関西急行電鉄・関西急行鉄道時代に新造された車両
  - モ5251形
  - モ6301形
  - モ6311形
  - モ660形

- 近鉄発足後に新造された車両
  - 6411系
  - モ2000形（初代）
  - モ6331形
  - 460系
  - 400系・600系（初代）
  - ク6561形
  - 6441系
- 事業用車両
  - モワ10形（初代）
  - モワ20形（初代）
  - モト50形
  - モト60形
  - モト70形
  - モワ80形
  - モワ87形
  - モワ10形（3代）
  - モワ50形
  - モワ26形
- 鮮魚電車用車両
  - モワ10形（2代）
    - モワ11 - 19
    - モワ20 - 22

  - 600系（2代）
    - モ601
    - モ602・603
    - ク501
    - ク502
    - ク503

#### 他社に譲渡・貸与された車両
- 三岐鉄道への譲渡車両（北勢線用）
  - 270系
    - 130形
    - 200系
    - 140形
- 四日市あすなろう鉄道への譲渡車両（内部線・八王子線用）
  - 260系
    - ク110形・サ120形（サ130改造）
    - サ120形（モ220改造）
- 養老鉄道への譲渡車両（養老線用）
  - 600系・610系・620系・625系（養老鉄道） - 2014年3月31日までは引き続き近鉄が所有し、養老鉄道に貸与する形態が採られていたが、同年4月1日付で全車が養老鉄道に譲渡された[16]。なお、2018年1月1日からは上下分離方式の採用に伴い養老線管理機構の所有となっている。

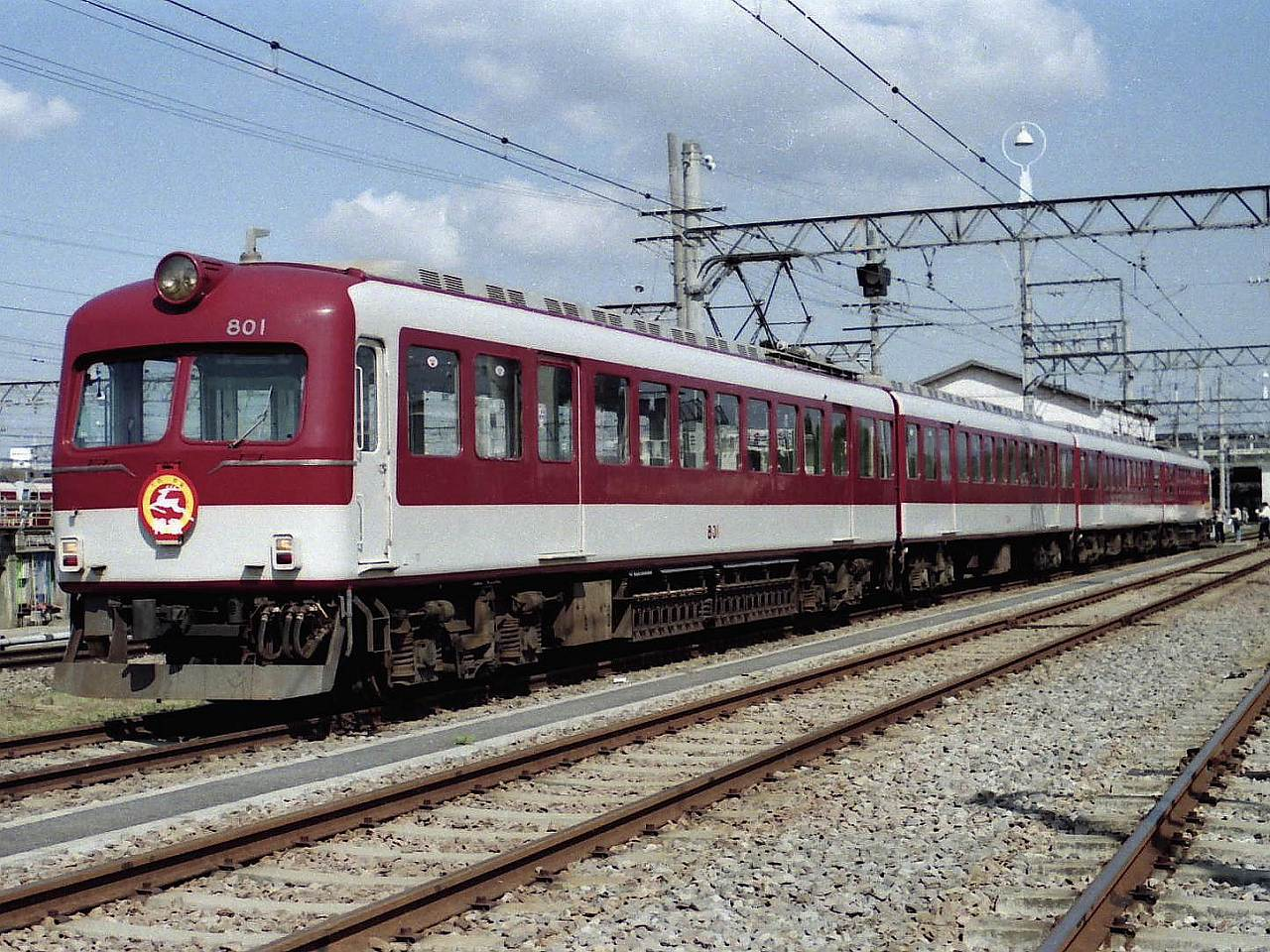
800系 西大寺車庫
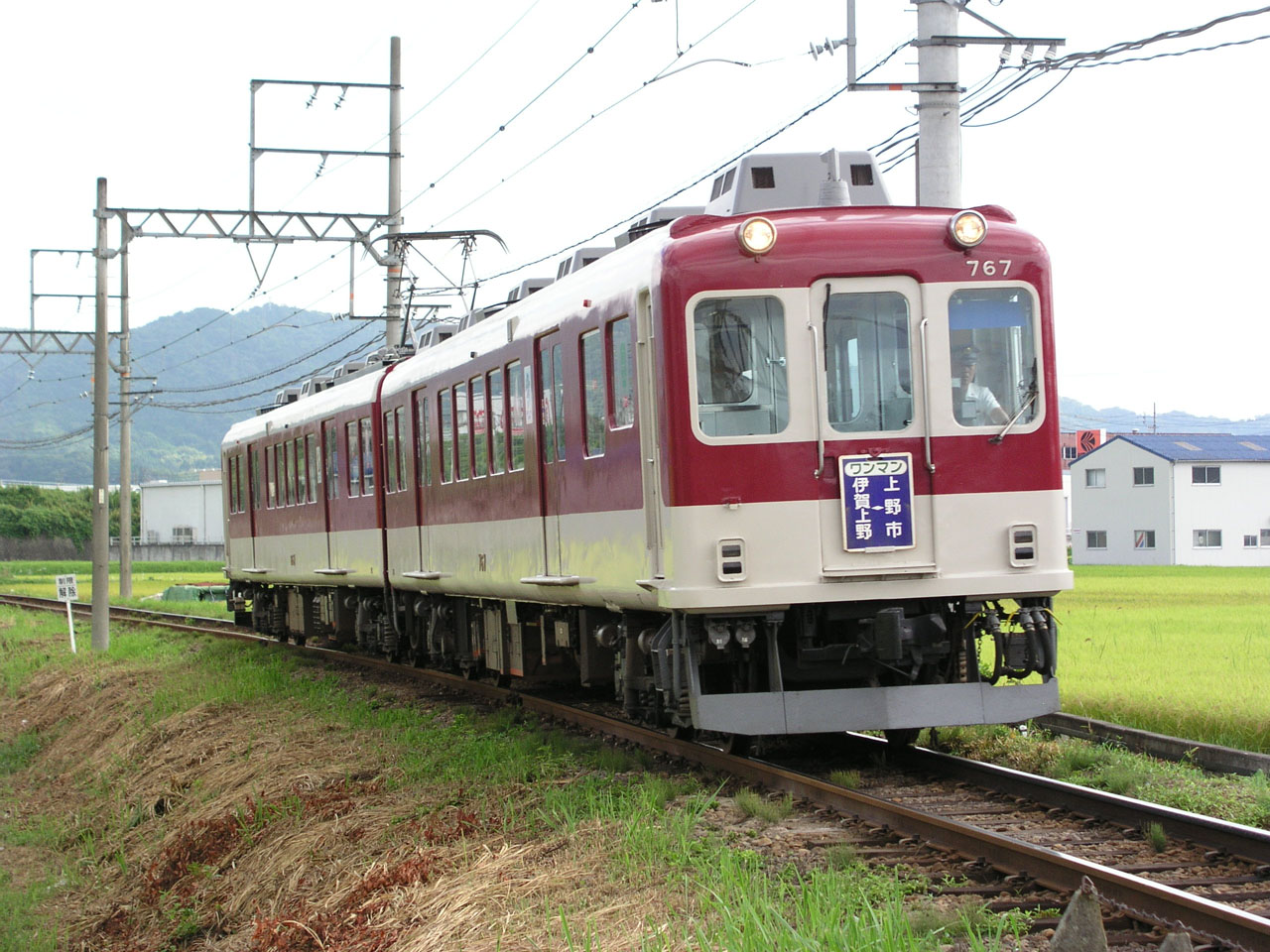
伊賀鉄道860系 西大手駅 - 新居駅間
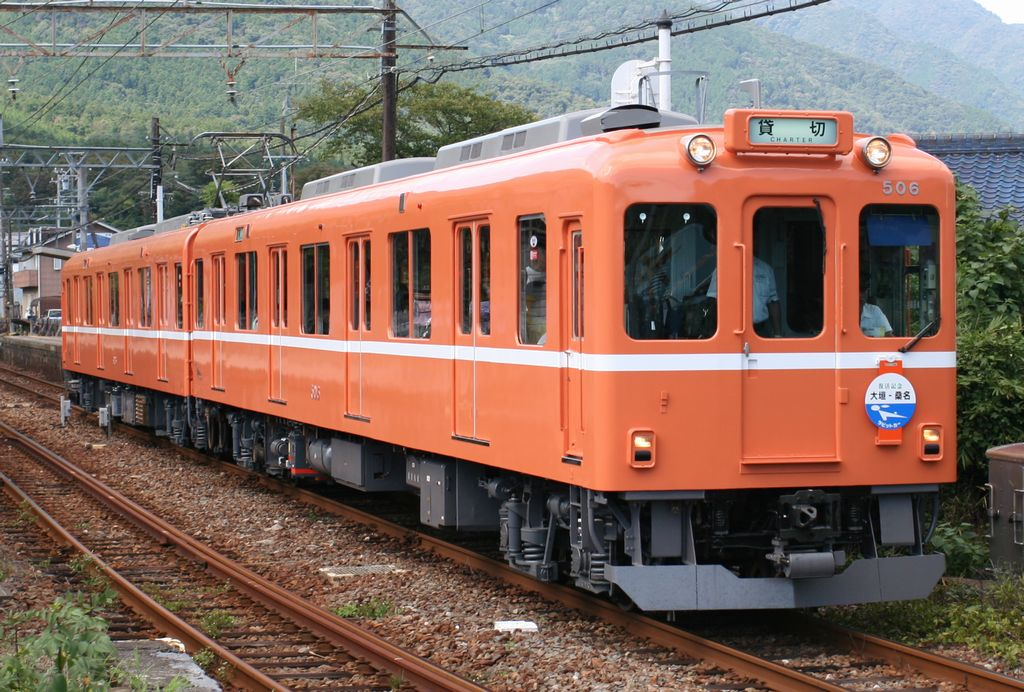
養老鉄道600系 美濃津屋駅
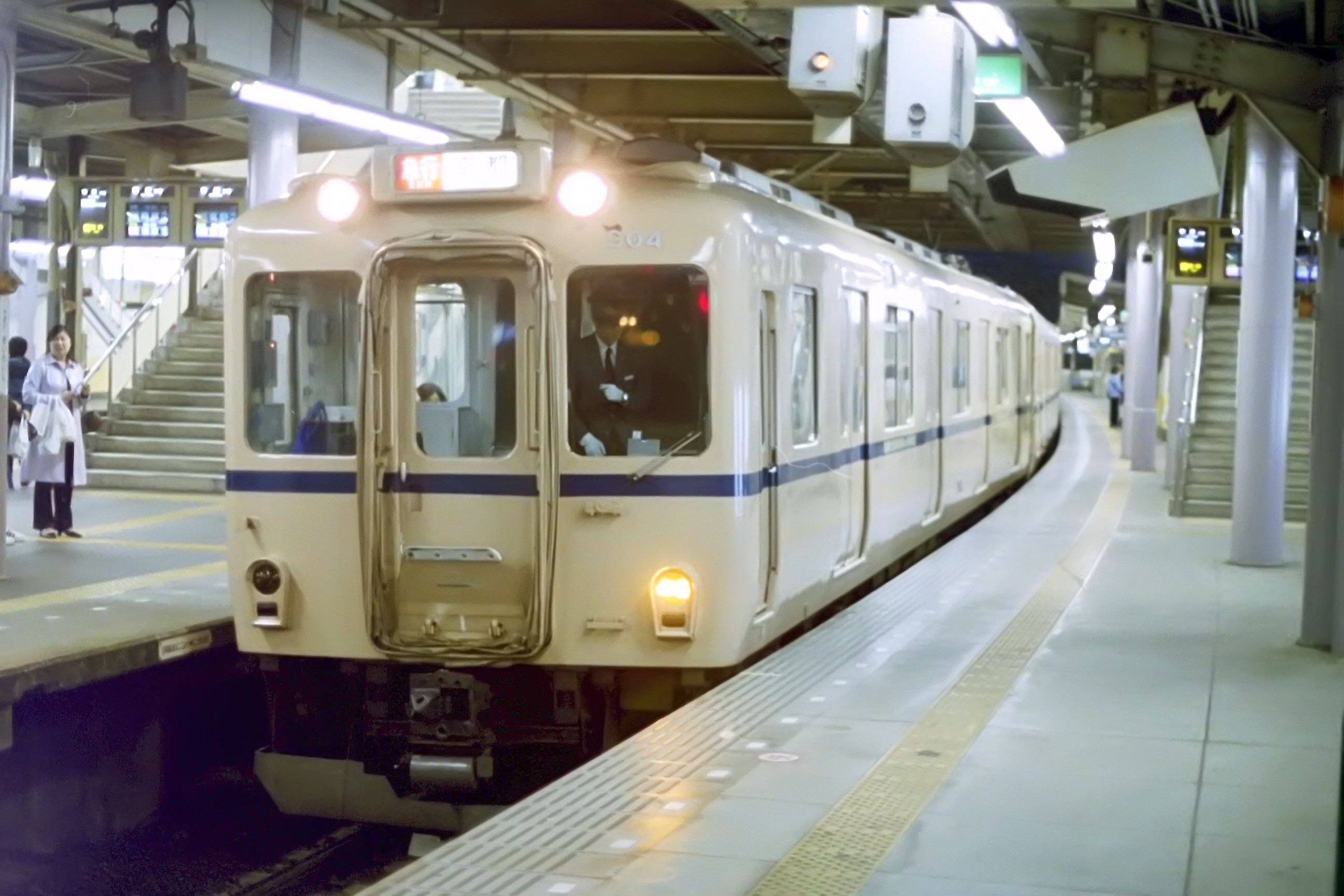
900系 大和西大寺駅
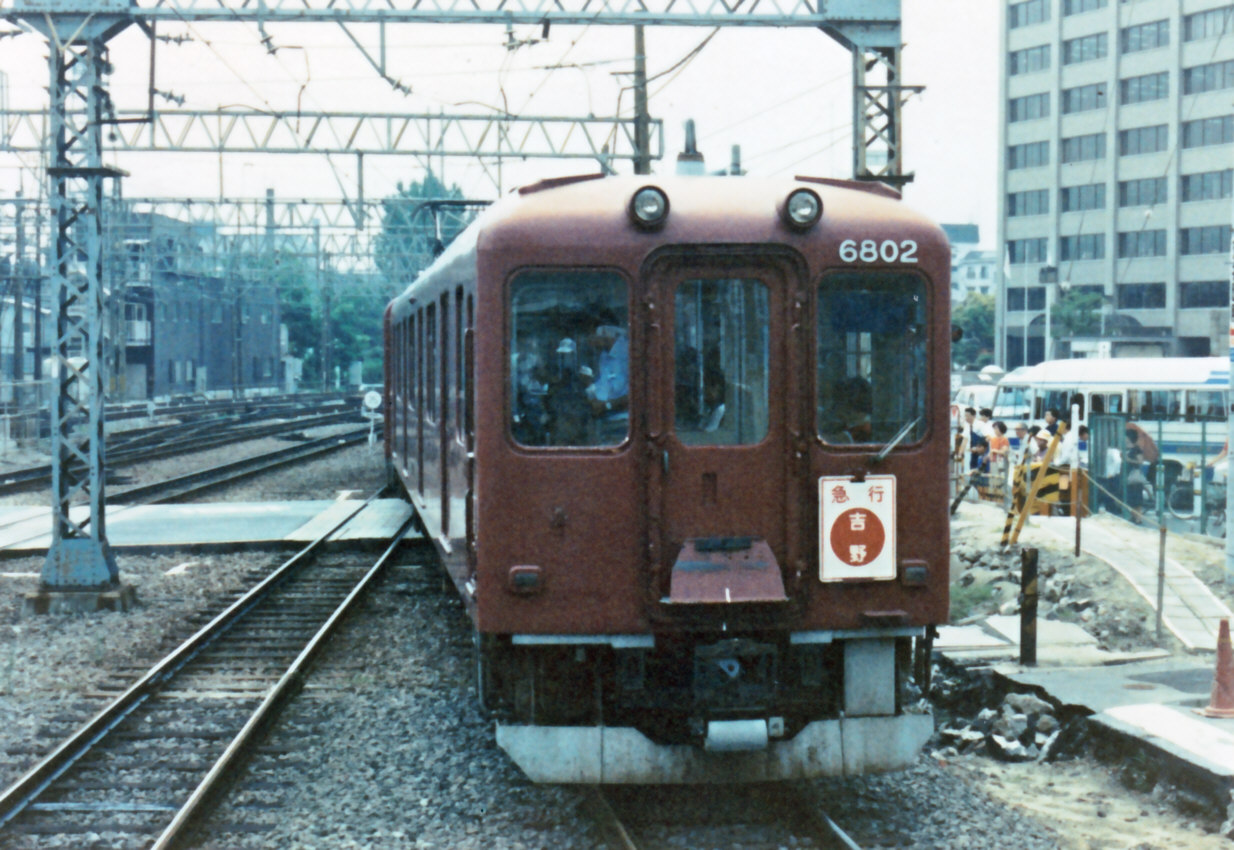
6800系
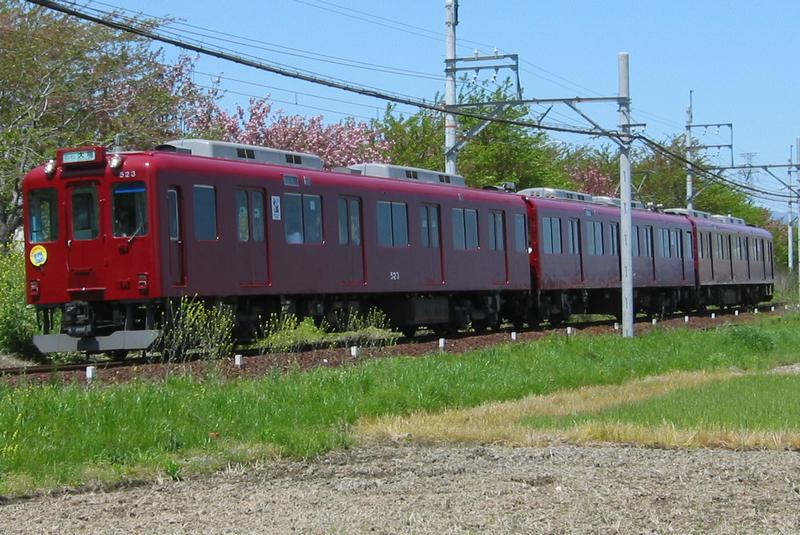
養老鉄道620系 東赤坂駅付近
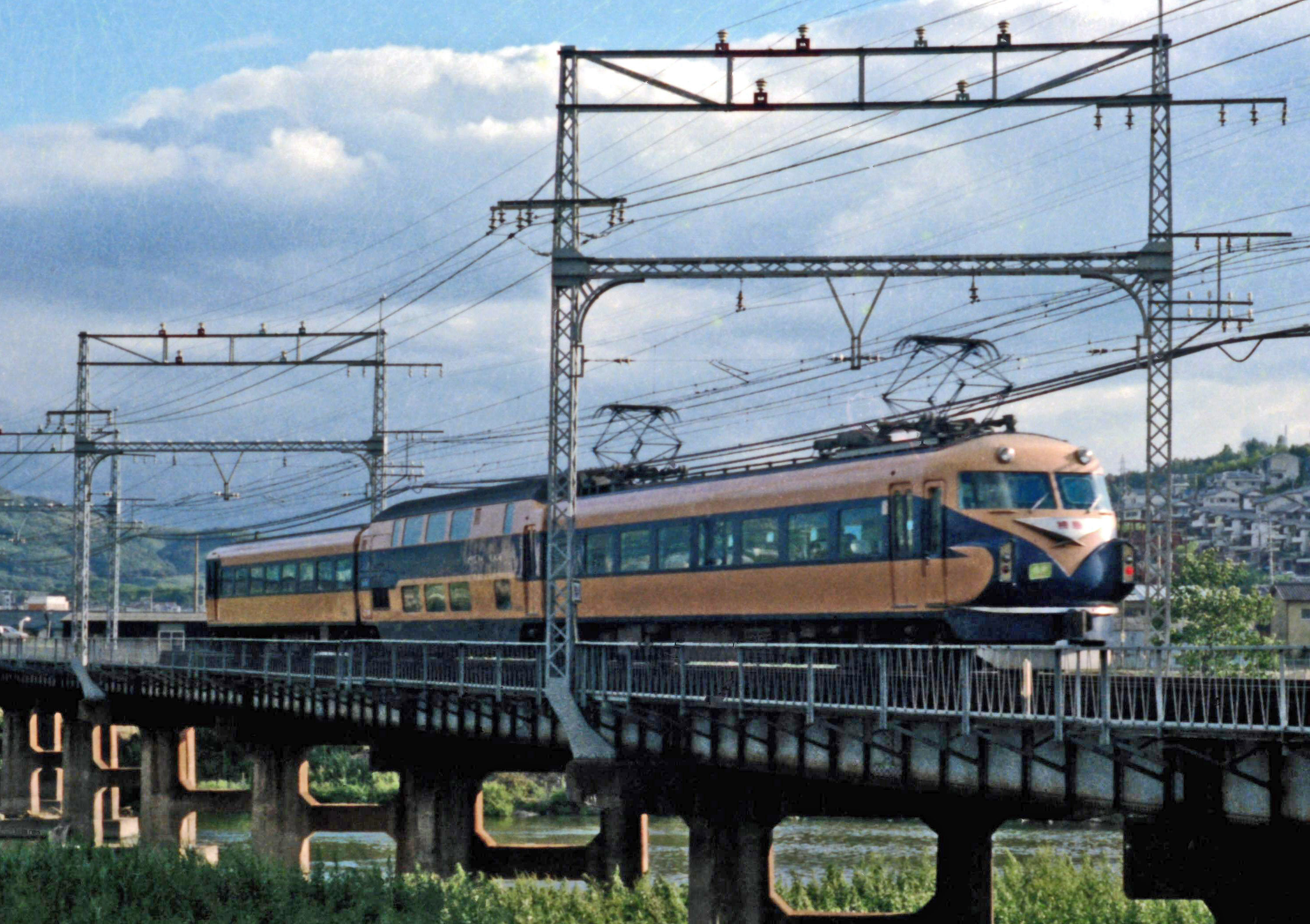
10100系電車 大和川橋梁にて撮影
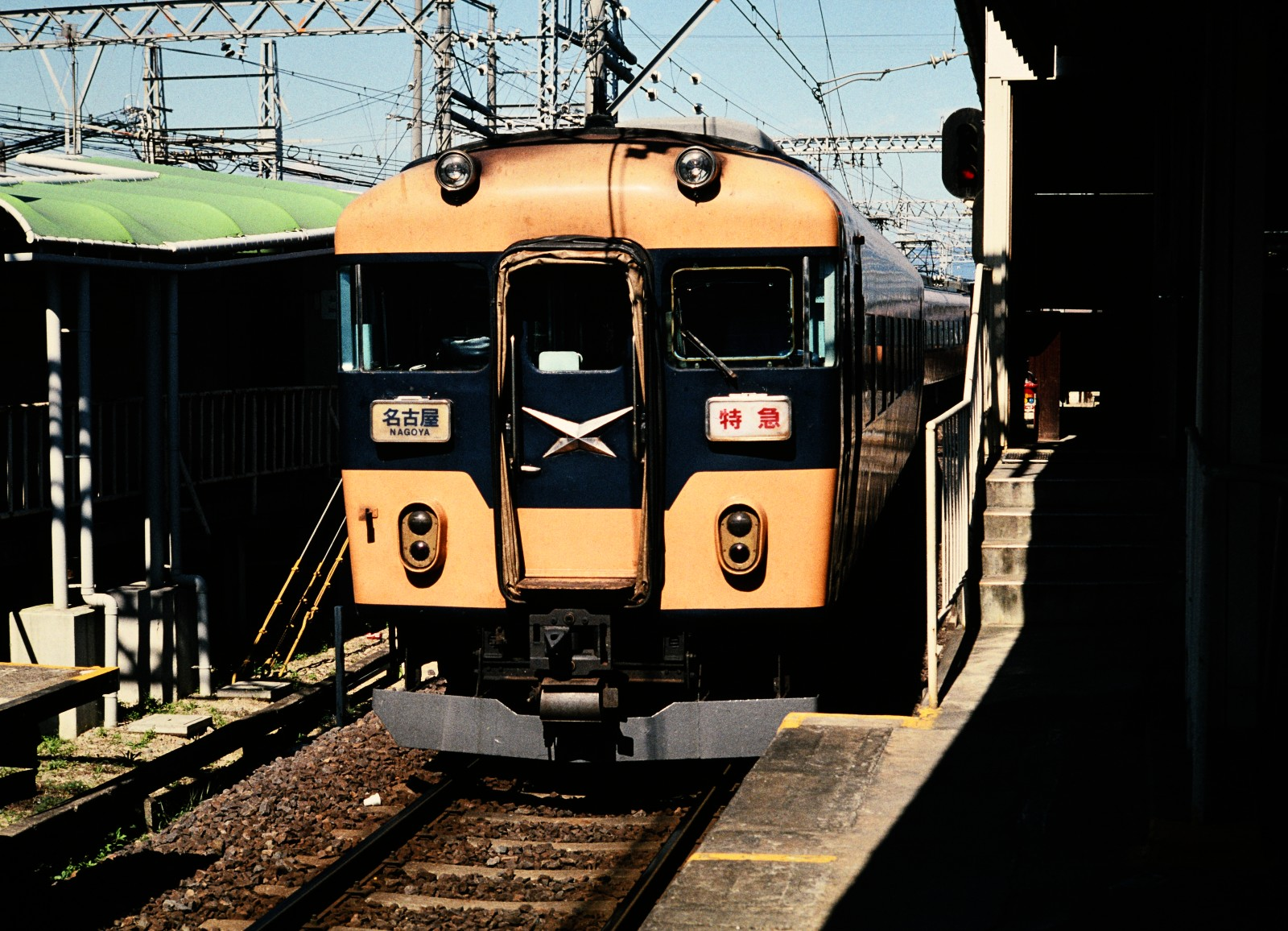
10400系電車
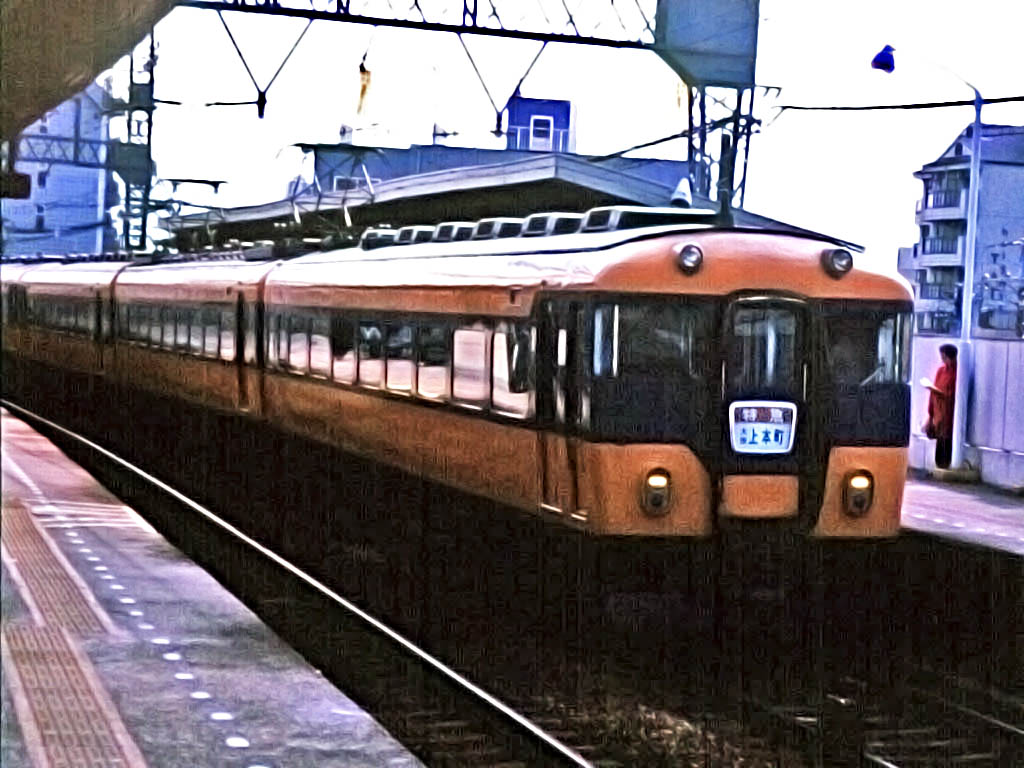
11400系電車
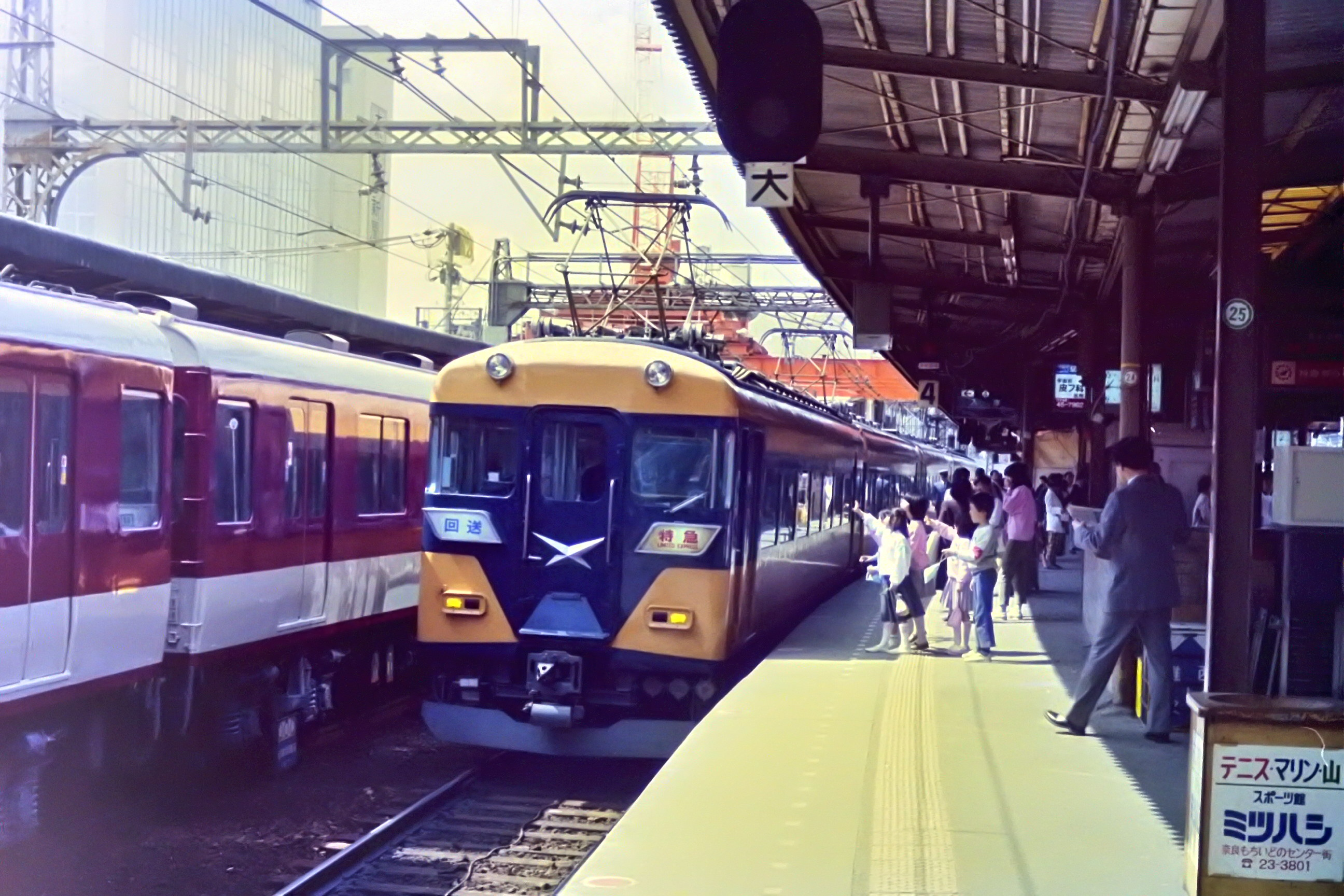
18200系
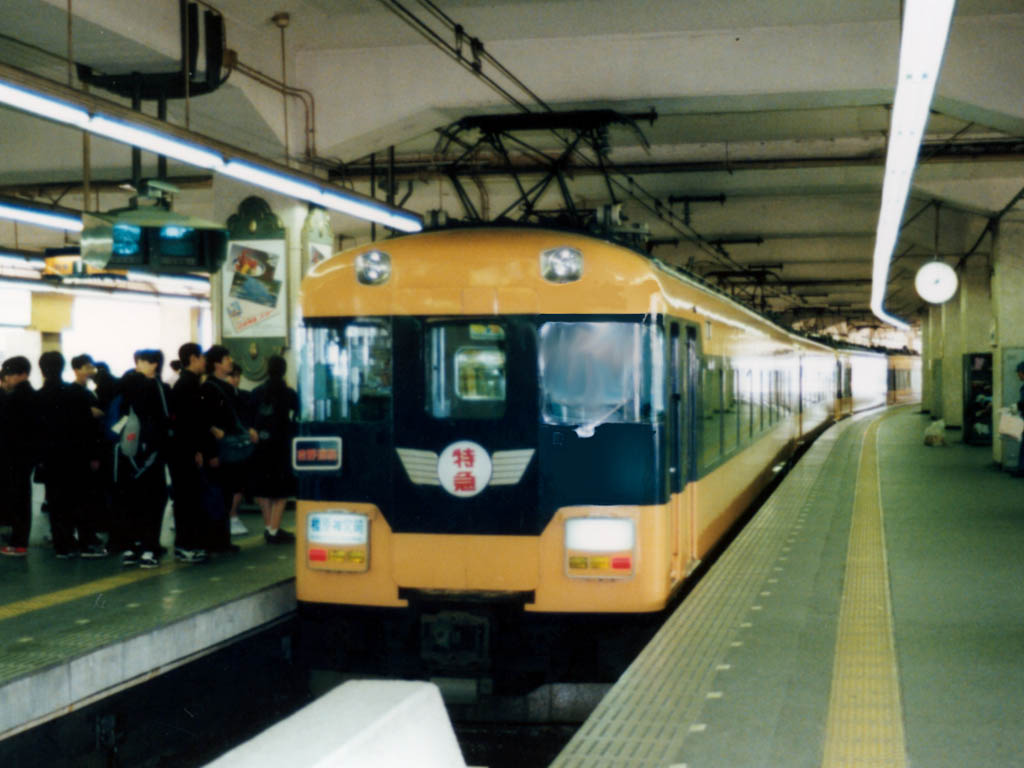
18400系電車
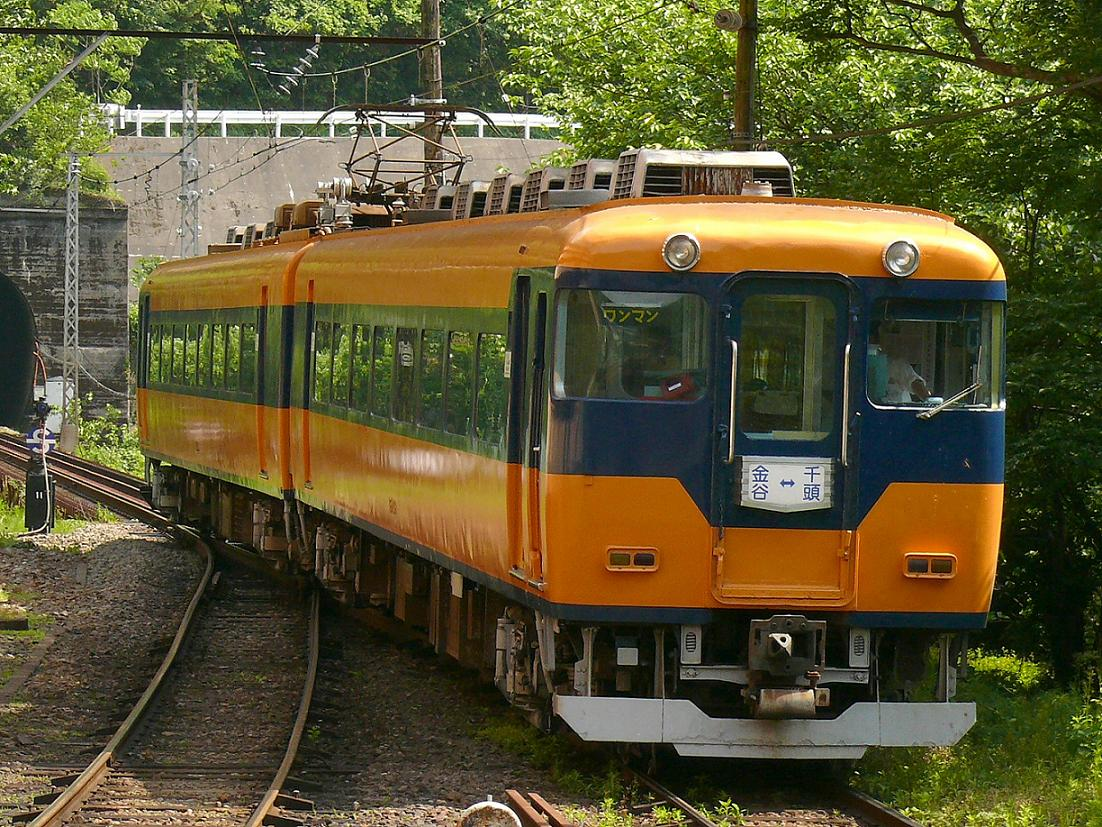
大井川鐵道16000系 （元近鉄16000系）
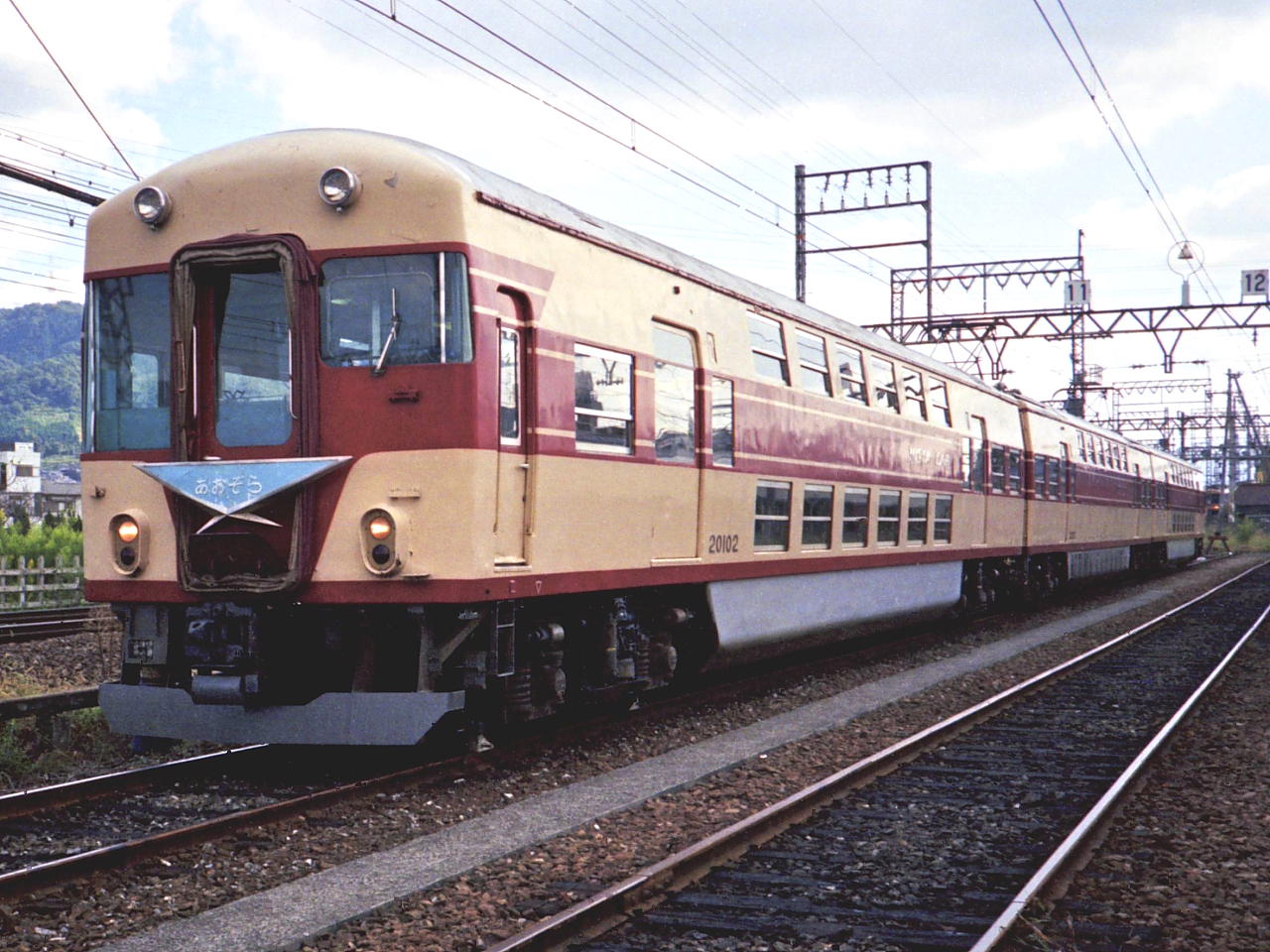
20100系　あおぞら号 高安車庫
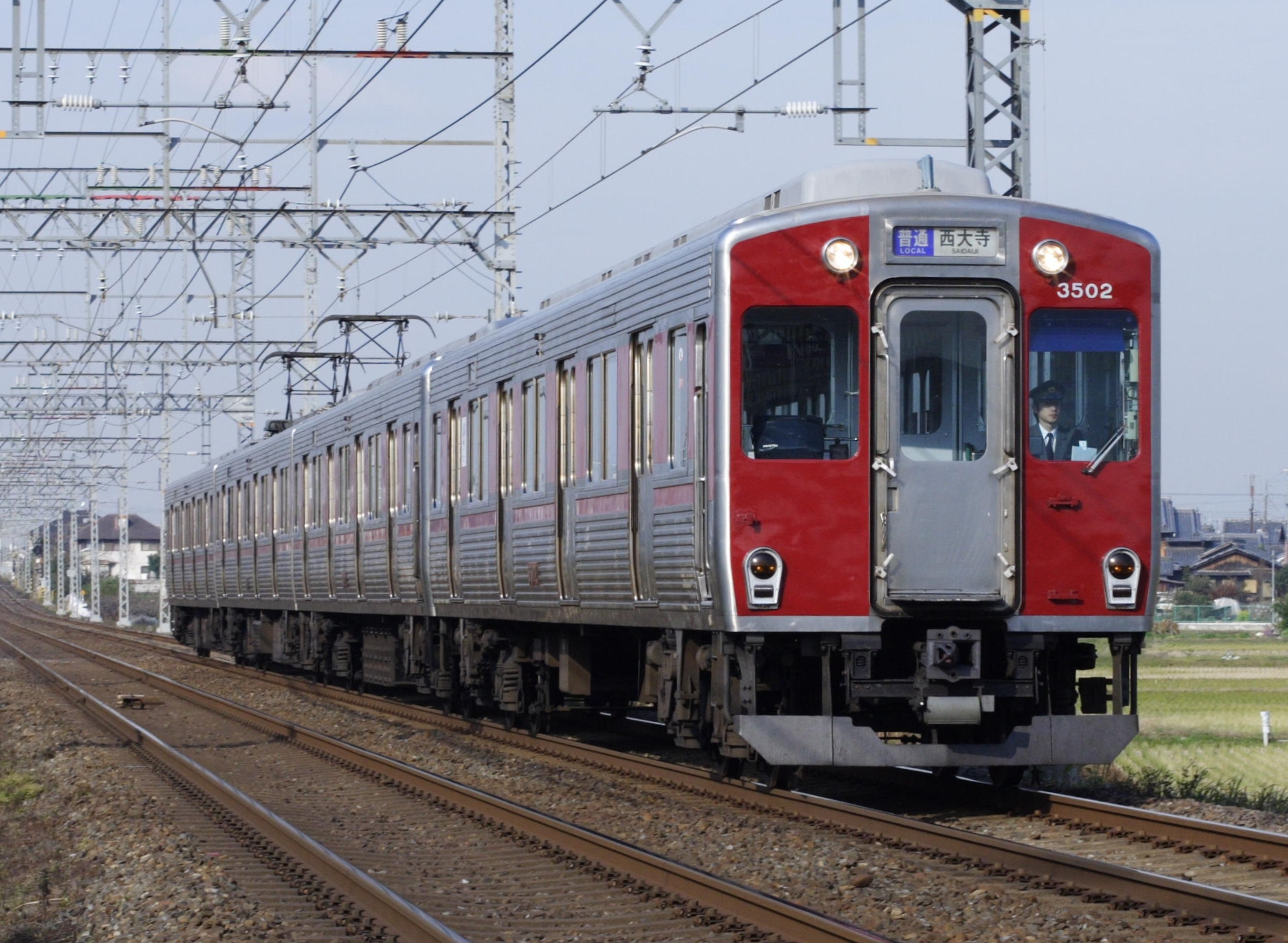
ステンレスカー 3000系 新祝園駅 - 狛田駅間
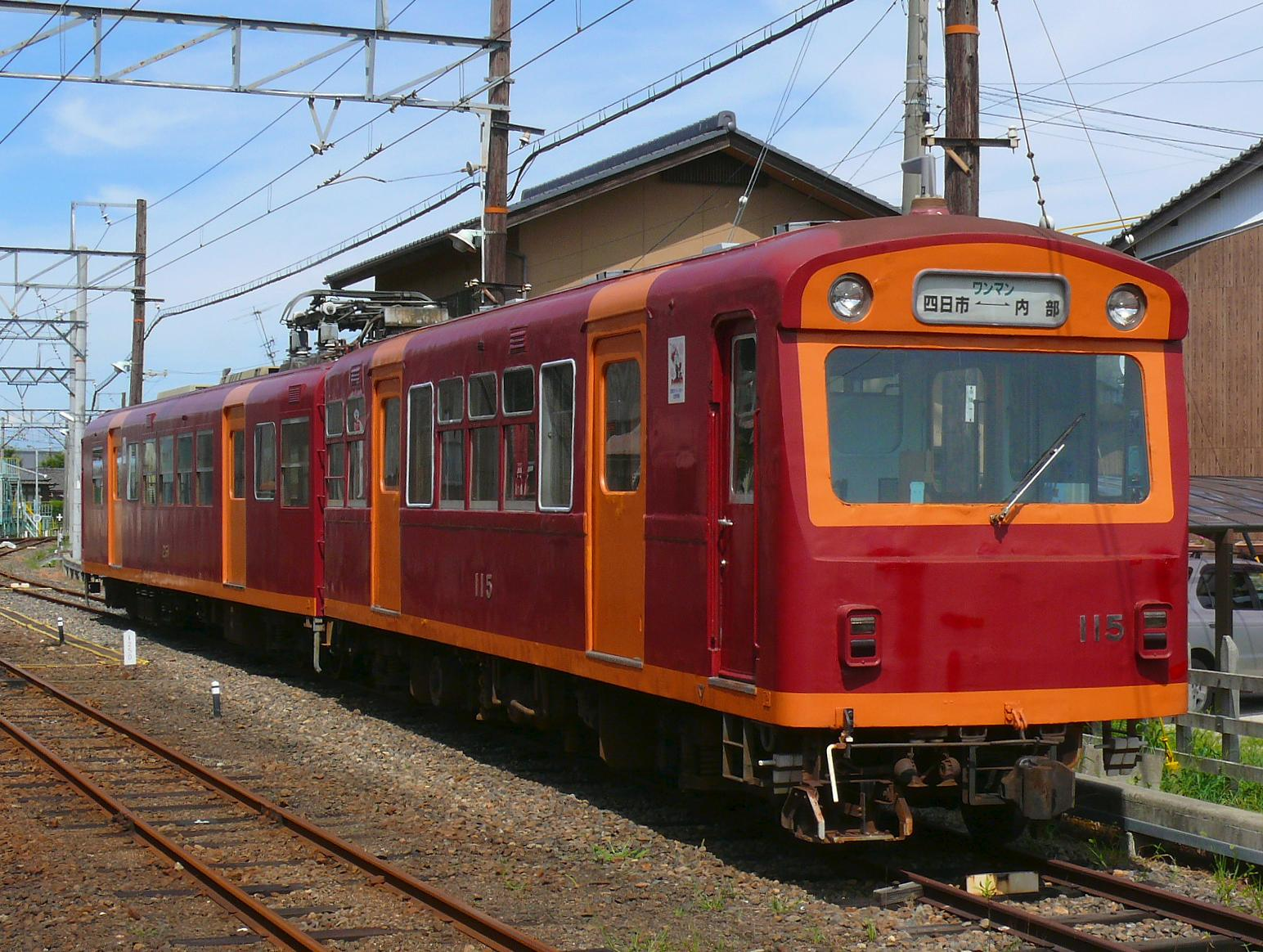
四日市あすなろう鉄道260系 内部駅
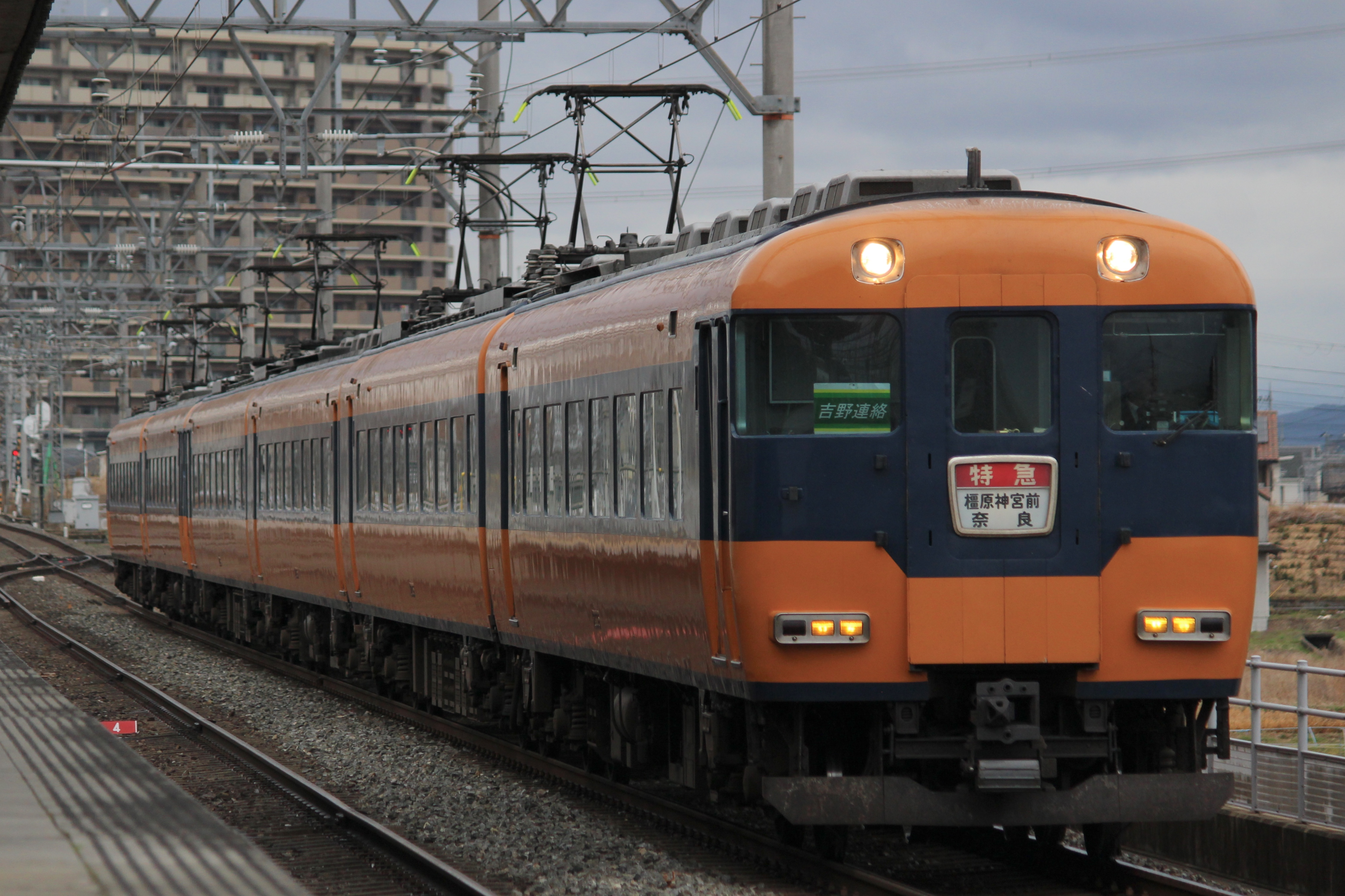
12200系汎用特急

## 鋼索線用車両

### 現有車両
- コ3形 - 生駒鋼索線 宝山寺2号線
- コ7形 - 西信貴鋼索線
  - コニ7形 - 西信貴鋼索線 貨車
- コ11形 - 生駒鋼索線 宝山寺1号線
- コ15形 - 生駒鋼索線 山上線

### 過去の車両
- コ1形 - 生駒鋼索線 宝山寺1号線
- コ5形 - 生駒鋼索線 山上線
- コ9形 - 東信貴鋼索線

- コ3形
「ゆめいこま3（現：すずらん）」
- コ7形とコニ7形貨車
「ずいうん」
- コ15形
「スイート」
- コ1形
「いのり」
- コ9形

## 電気機関車
- デ1形　（廃車）   
  - デ1・2 - 名古屋線、養老線に所属。
  - デ3・4・5→デ35形→デ81形 - 南大阪線、大阪線に所属。
  - デ6・7 - 養老線に所属。
  - デ8 - 伊賀線に所属。
- デ11形 - 名古屋線、養老線に所属。
- デ21形 - 名古屋線に所属。
- デ25形 - 南大阪線、大阪線に所属。
- デ31形 - 名古屋線、南大阪線、養老線、伊賀線に所属。
- デ45形 - 北勢線、内部・八王子線に所属。
- デ51形 - 南大阪線に所属。
- デ61形 - 南大阪線に所属。
- デ71形 - 南大阪線に所属。

## 導入予定の車両
- 2025年度には大阪線に2編成8両、名古屋線と南大阪線に3編成12両ずつ新型車両が導入される予定である（いずれも仕様および形式は未定）。